# Хронология Евромайдана

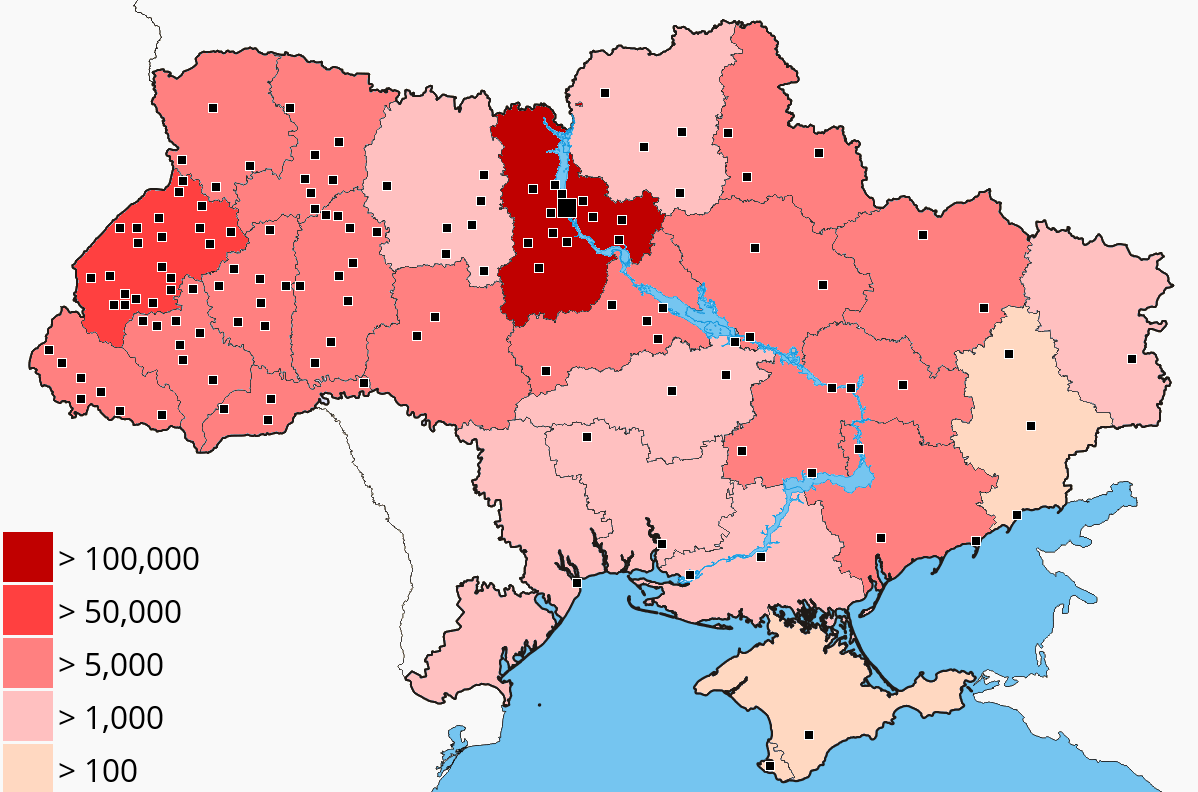
Количество протестующих по регионам Украины в ходе Евромайдана

Евромайда́н (укр. Євромайдан) — массовая многомесячная акция протеста в центре Киева, а также в других городах Украины, начавшаяся 21 ноября 2013 года. Поводом для начала акции явилась приостановка правительством Украины процесса подготовки к подписанию Соглашения об ассоциации между Украиной и Европейским союзом. После разгона палаточного городка на Майдане и принятия 16 января 2014 года Верховной Радой законов, предусматривавших ужесточение санкций за участие в массовых беспорядках, акция приняла резко антипрезидентский и антиправительственный характер и в конечном итоге в феврале 2014 года привела к отстранению действовавшего президента Украины Виктора Януковича. 

## Предыстория
21 ноября 2013 года, за несколько дней до саммита Восточного партнёрства в Вильнюсе, намеченного на 28—29 ноября 2013, основным событием которого должно было стать подписание Украиной соглашения об ассоциации с Европейским союзом, правительство Украины заявило о приостановлении подготовки к заключению этого соглашения. Распоряжение об этом было официально обнародовано премьер-министром Украины Николаем Азаровым.
По словам Азарова, выступавшего 22 ноября в Верховной Раде во время очередного «правительственного часа», «последней каплей» для правительства послужило письмо Международного валютного фонда от 20 ноября, в котором Украине для получения кредита предписывалось повысить тарифы на газ и отопление на 40 %, заморозить зарплаты и сократить бюджетные расходы. Кроме того, глава правительства отметил, что в результате евроинтеграции «многие украинские предприятия могут быть закрыты, а 400 тысяч граждан окажутся без работы». Украинский премьер подчеркнул, что приостановка процесса евроинтеграции является тактическим ходом и не связана с отказом от прежнего курса. Когда же премьер заявил, что в качестве альтернативы выполнению условий МВФ правительство сделало приоритетом восстановление экономических отношений с Россией, испортившихся в предыдущие месяцы, оппозиция устроила ему обструкцию и стала обступать правительственную ложу. Премьер едва смог договорить, после чего председатель Верховной рады Владимир Рыбак закрыл заседание.
Ещё 13 ноября — то есть за неделю до заявления премьер-министра Азарова — Юрий Луценко, активный деятель Оранжевой революции, осуждённый при Януковиче в 2012 году за злоупотребление служебным положением и помилованный в апреле 2013 года, призвал к переговорам с лидерами оппозиционных парламентских фракций о проведении массовых акций на случай срыва украинским руководством подготовки к подписанию Соглашения об ассоциации с ЕС.
По некоторым сведениям, в конце 2013 года президент России Владимир Путин высказал Виктору Януковичу намерение не допустить вступления Украины в Евросоюз или НАТО, а также угрожал оккупировать Крым и Донбасс в случае подписания Соглашения об ассоциации. Эту информацию подтвердили украинский чиновник Геннадий Москаль и министр иностранных дел Польши Радослав Сикорский. Действия Януковича на встрече по Соглашению об ассоциации косвенно подтверждали это: на Вильнюсский саммит он прибыл с намерением соглашение не подписывать.

## Хронология событий

### 21—23 ноября 2013 года. Начало массовых акций
Сразу же после обнародования решения правительства приостановить процесс подготовки к подписанию соглашения об ассоциации Украины с ЕС Партия УДАР Виталия Кличко заявила о намерении обратиться в Генеральную прокуратуру о возбуждении уголовного дела против премьер-министра Азарова в связи с нарушением закона «Об основах внешней и внутренней политики Украины» и превышением служебных полномочий и призвала всех украинцев, не равнодушных к своему будущему, выйти 24 ноября на митинг оппозиции и продемонстрировать власти «действительную волю людей, которую она обязана исполнять».
Однако уже вечером 21 ноября в социальных сетях начали распространяться призывы немедленно выйти на акцию протеста. Первая акция началась на Майдане Незалежности в Киеве примерно в 22:00. На митинг собралось от 1 до 2 тысяч человек. Пришли журналисты, общественные активисты, оппозиционные политические лидеры Виталий Кличко (УДАР), Олег Тягнибок («Свобода») и Арсений Яценюк (Батькивщина).
По словам наблюдателей, собравшимися на площади двигали два основных мотива:
- многие искренне считали, что Соглашение об ассоциации открывало двери Украине в ЕС. На протяжении предшествовавшего года это представление поддерживали не только представители парламентской оппозиции, но и Партия регионов, заявлявшая о европейском выборе и европейском пути.
- протест против возможного присоединения к Таможенному союзу.

Вечером 21 ноября Окружной административный суд Киева в ответ на обращение Киевской городской госадминистрации постановил запретить при проведении мирных массовых акций устанавливать малые архитектурные формы в виде палаток, киосков, навесов, в том числе временных и передвижных, с 22 ноября 2013 по 7 января 2014 на Майдане Независимости, улице Крещатик и Европейской площади Представители объединённой оппозиции установили на Европейской площади 15 армейских брезентовых палаток и 20 тентов. Комендантом палаточного городка стал Андрей Парубий. 22 ноября собравшиеся начали по примеру 2004-го устанавливать палатки, в результате произошли первые столкновения с милицией. В этот же день власти стали распространять лживые сообщения о том, что партия УДАР якобы призывает протестующих расходиться.
22 ноября во Львове перед зданием Львовской ОГА состоялся митинг студентов численностью около 2 тысяч участников. Перед ними выступили городской голова Андрей Садовый и ректор Львовского национального университета имени Ивана Франко Иван Вакарчук. В этот день значительно меньшие по численности участников «Евромайданы» состоялись также в некоторых других городах Украины: Виннице (500 чел.), Донецке (около 100 человек), Кривом Роге (около 70 человек), Сумах (около 150 человек), Харькове (около 50 человек) и Черновцах.
В ряде регионов участники евромайданов выдвигали не только проевропейские лозунги, но и требовали отставки местных властей. На всех евромайданах доминировали флаги Украины и ЕС. В ряде случаев — как, например, во Львове и Киеве, — можно было заметить флаги «Свободы» и УПА. В целом, однако, происходившее, по словам наблюдателей, выглядело не как политическое, а как гражданское мероприятие.
23 ноября милиция немного оттеснила митингующих, расширив площадь вокруг места установки новогодней ёлки.

### Массовые митинги 24 ноября

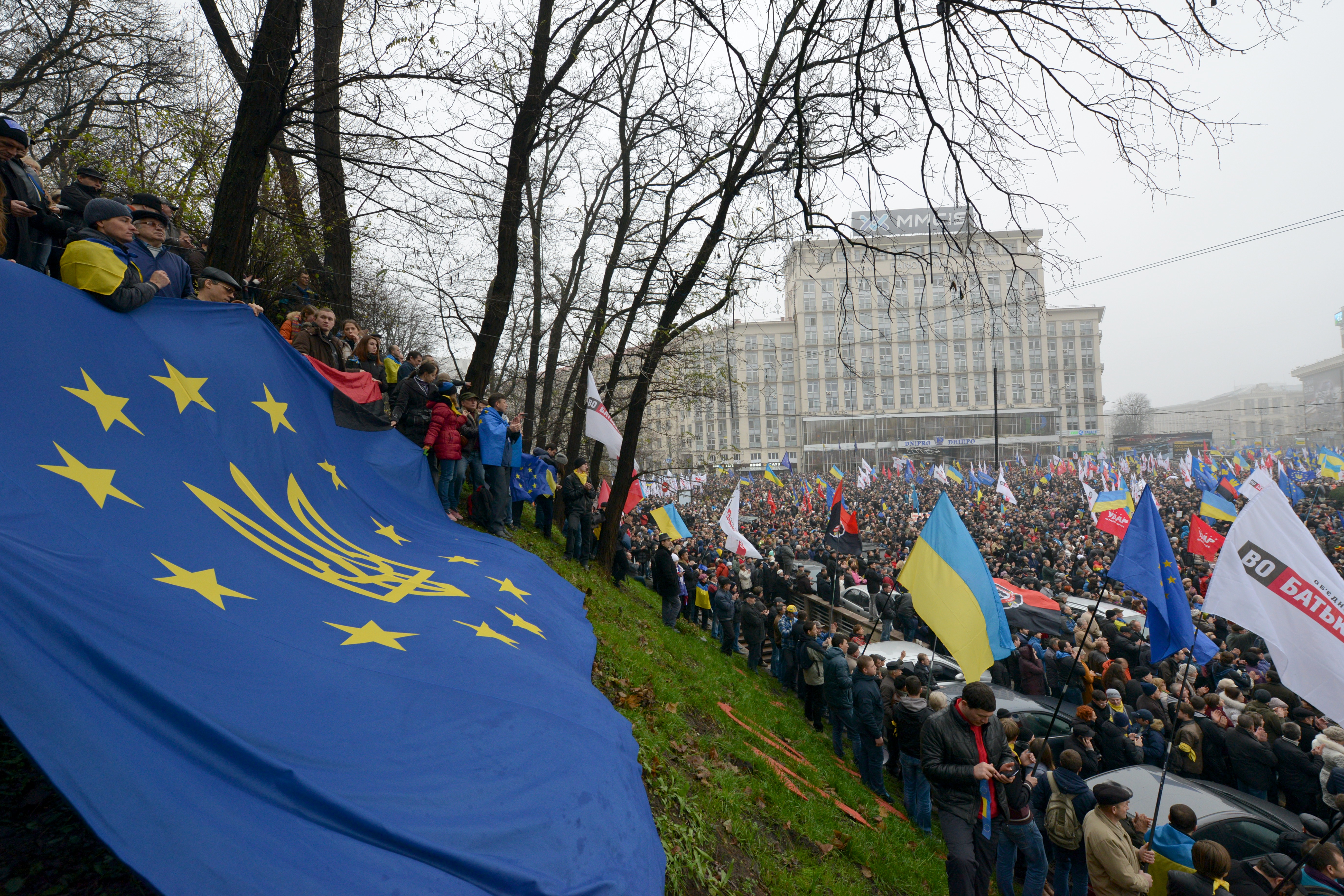
Митинг в Киеве 24 ноября

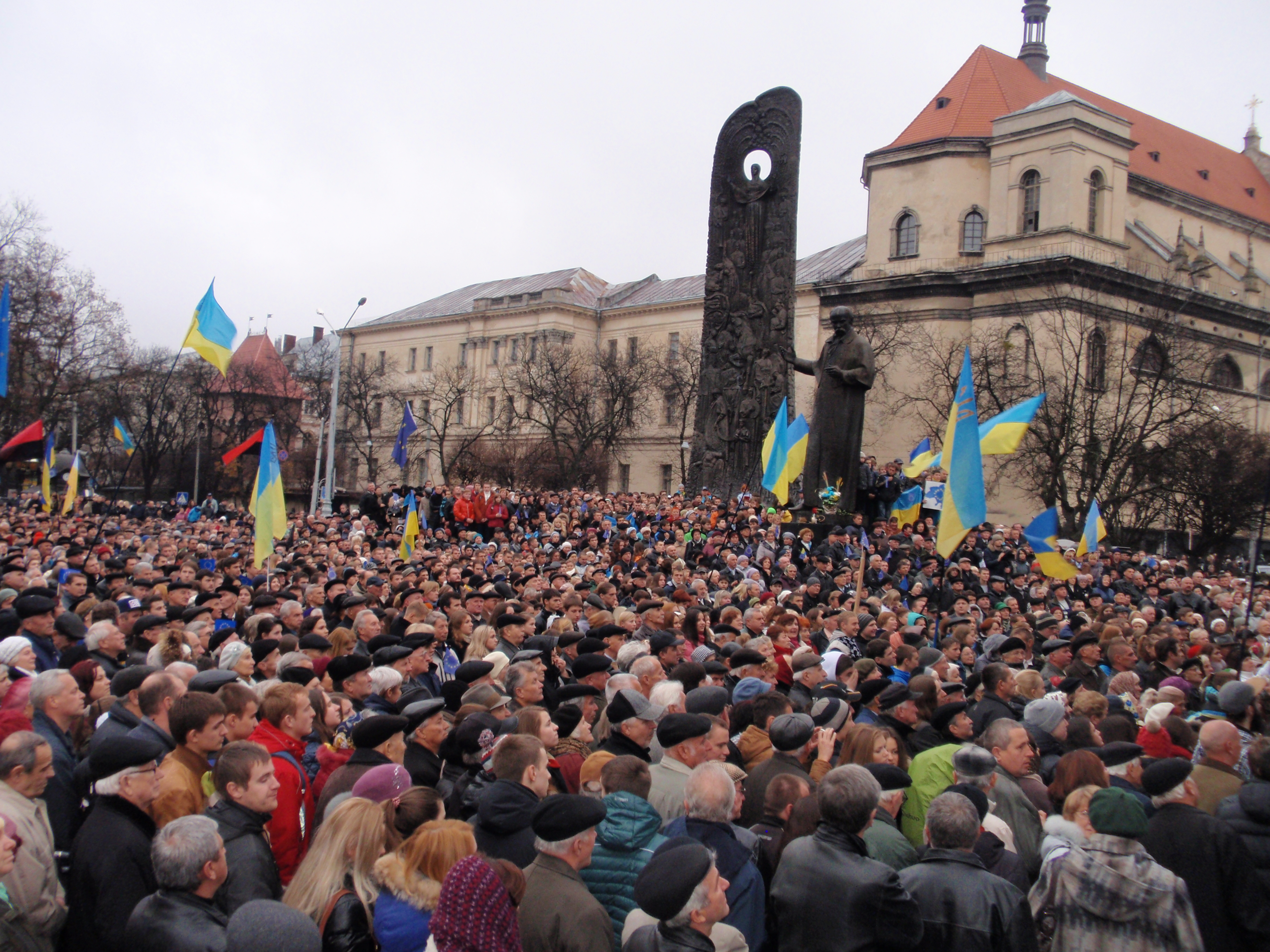
Митинг во Львове у памятника Тарасу Шевченко, 24 ноября 2013

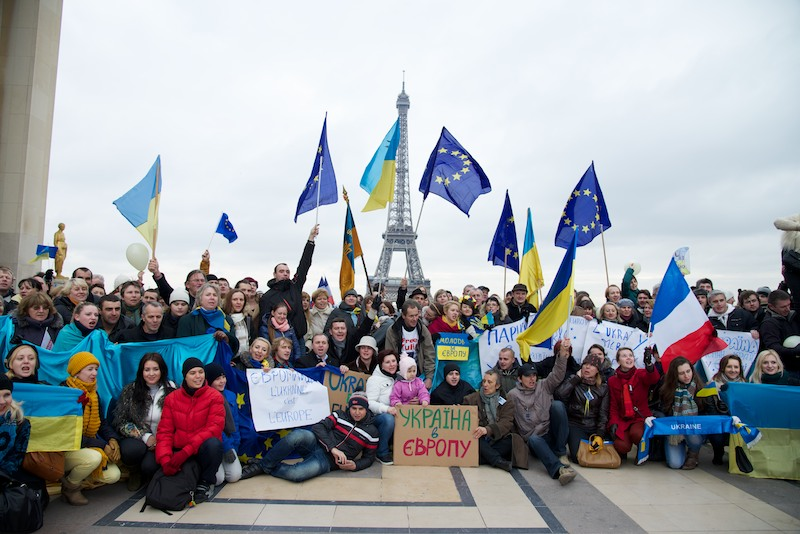
Митинг в поддержку украинского Евромайдана в Париже

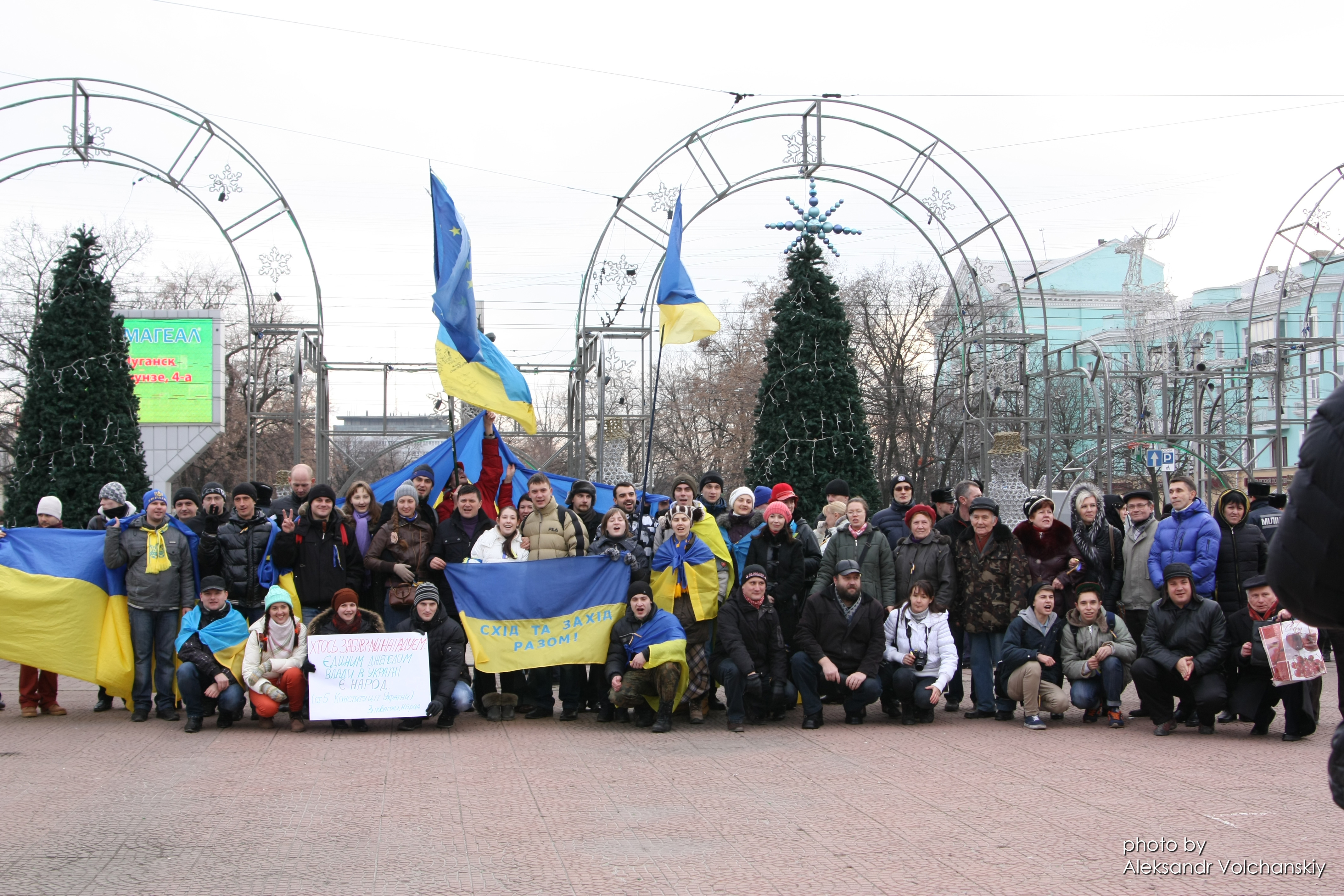
Митинг в поддержку Евромайдана в Луганске, 11 января 2014 года

24 ноября в Киеве состоялось многолюдное шествие и митинг оппозиции «За Европейскую Украину» (такие митинги, проводившиеся с тех пор регулярно, оппозиция называла «народными вече»). Оппозиция оценила число участников в 100 тысяч, ГУМВД Украины в г. Киеве — в 50 тыс., при этом и такую цифру последние расценили как «чрезвычайный успех» оппозиции.
На митинге было объявлено о начале бессрочной акции протеста и была в общих чертах представлена программа оппозиции:
- Юрий Луценко: «Если Янукович не подпишет соглашение, будем требовать досрочных парламентских выборов. (…) Правительство Януковича, которым руководит Азаров, должно уйти в отставку за предательство интересов украинского народа»;
- Юлия Тимошенко (заявление зачитала её дочь): «Надо заставить власть подписать Соглашение с ЕС именно 29 ноября и именно в Вильнюсе, иначе они его не подпишут никогда»; надо требовать «немедленного созыва Совета национальной безопасности и обороны, отправки в отставку правительства и принятия решения о подписании Соглашения с ЕС»;
- Арсений Яценюк: «Мы требуем отменить решение об остановке евроинтеграции. До Вильнюса мы будем пикетировать Кабинет Министров с требованием отменить это антиевропейское и антиукраинское решение. (…) Мы начали сбор подписей миллионов украинцев с обращением к Евросоюзу: примите Украину, мы как украинский народ того заслуживаем. (…) Если соглашение будет подписано, его будет выполнять новый президент, новое правительство и новый парламент».

Резолюция «Народного вече» 24 ноября:
- требовать отставки правительства за предательство национальных интересов;
- требовать проведения 27 ноября внеочередной сессии Верховной Рады, срочно рассмотреть и принять все необходимые евроинтеграционные законы (сессия так и не состоялась);
- в случае невозможности принять необходимые законы добиваться роспуска парламента и проведения внеочередных выборов;
- требовать от президента немедленно отменить решение правительства Азарова, прекратить политические репрессии, освободить Тимошенко, возобновить курс на европейскую интеграцию и подписать соглашение об ассоциации на саммите в Вильнюсе;
- «В случае отказа президента выполнить свои конституционные обязанности и неподписания соглашения добиваться импичмента президента Януковича за госизмену и призвать все демократические страны мира немедленно применить персональные санкции против Януковича и представителей его коррумпированного режима»;
- «Провести мобилизацию всех партий, общественных организаций и граждан, выступающих за евроинтеграцию Украины, для проведения акций протеста до нашей победы».

После митинга часть демонстрантов (в основном сторонники партии «Свобода») попытались прорваться к центральному входу в здание Кабинета министров и заблокировали проезд правительственных автомобилей. У входа расположились несколько сотен бойцов спецподразделения «Беркут». Агрессивно настроенные демонстранты напали на милицию и сломали шлагбаум. По утверждению оппозиционных СМИ, взрывпакеты в милицию швыряли якобы не митингующие, а так называемые «титушки», то есть провокаторы, нанятые властями. Подобные утверждения в последующем звучали постоянно. Милиция также применила слезоточивый газ, но, по словам пресс-секретаря МВД, только в ответ на действия митингующих. Несколько участников было задержано за сопротивление органам милиции. Некоторым из них суд избрал содержание под стражей как меру пресечения.
Незадолго до полуночи «Беркут» два раза атаковал палаточный городок на Европейской площади, однако протестующим удалось отбить эти атаки..
На Михайловской площади в Киеве собрался «анти-евромайдан», организованный Партией регионов в поддержку решений правительства, в котором приняло участие до тысячи человек. Евросоюз на митинге называли «Гейропой», подчёркивая, что евроинтеграция будет означать «усиление влияния гей-культуры на Украине».

#### Евромайданы в других городах Украины
- Львов: на митинге в поддержку евроинтеграции собралось, по разным источникам, около 10 тысяч участников[23][24], в основном студентов львовских вузов.

Значительно меньшее количество участников собрали акции протеста в других городах Украины.
- Харьков: до 700 человек[25] собралось возле памятника Тарасу Шевченко.
- Херсон: на площади Свободы в поддержку евроинтеграции собралось около 400 человек[26].
- Николаев: несмотря на силовой разгон Евромайдана 23 ноября[27] и запрет судом с 24 ноября 2013 года до 7 января 2014 года массовых акций в городе, сотни николаевцев вышли на Евромайдан 1 декабря 2013 года[28].
- В Одессе 24 ноября митинг в поддержку евроинтеграции собрал несколько десятков студентов[29]. Позже в нём приняли участие уже несколько сот человек[30]. Кроме того, сотни одесситов отправились на Евромайдан в Киев[31].

### В преддверии Вильнюсского саммита (25—29 ноября)

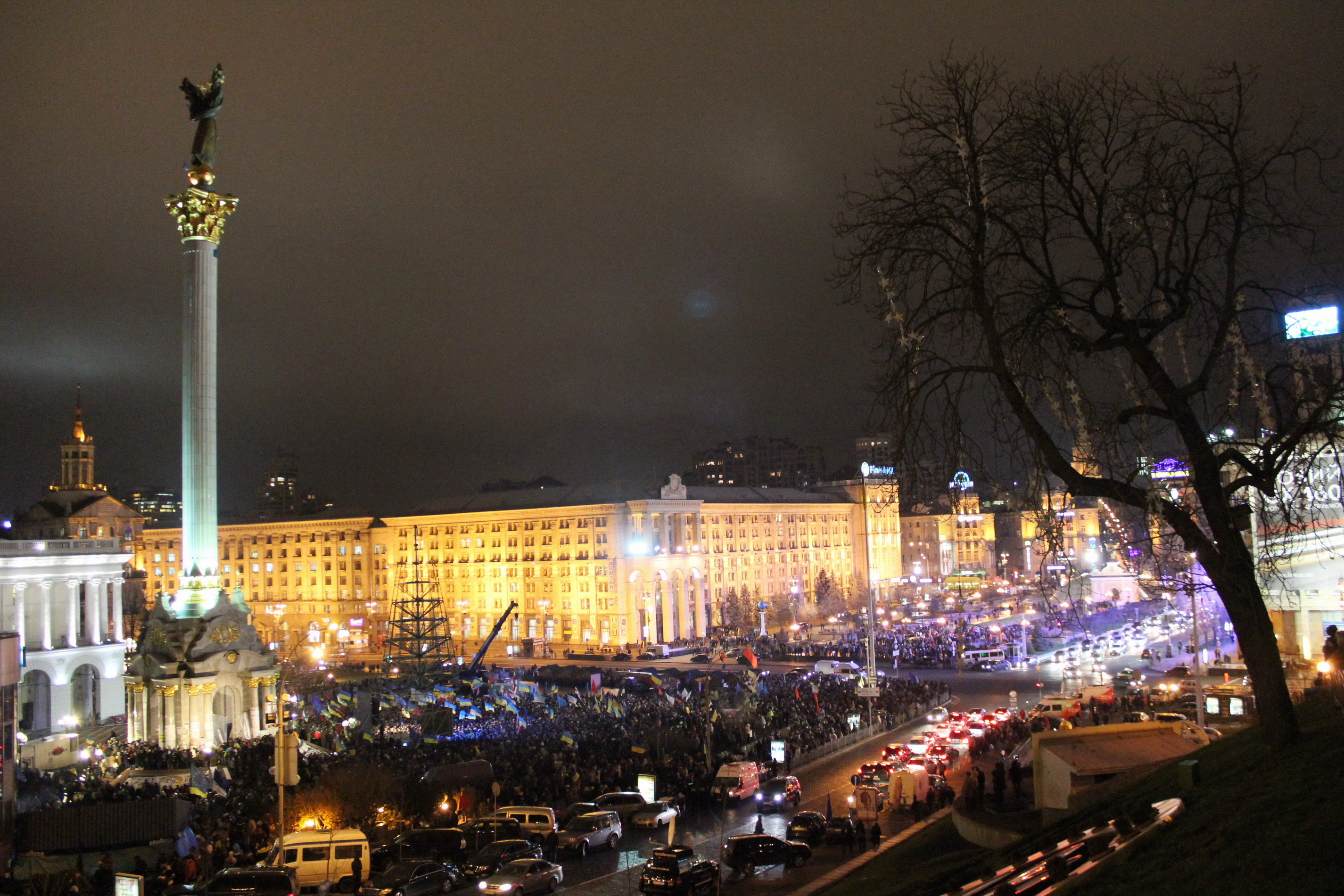
Киев, 29 ноября 2013 года

В последующие дни на Майдане митинговало разное число участников, не превышавшее одной-двух тысяч. Ночью в период с 25 по 28 ноября в палаточном лагере постоянно оставалось около 300 участников, в основном молодёжи. В этот период были отмечены первые посещения Майдана некоторыми зарубежными политическими деятелями (в частности, председателем сейма Литвы Л. Граужинене). Тем временем в других городах Украины акции протеста сошли на нет.
25 ноября митингующие разгромили на Европейской площади автомобиль, в котором, как они подозревали, находилась «прослушка» СБУ. В инциденте приняли участие лидеры оппозиции Тягнибок и Яценюк. По заявлению СБУ, опубликованному на следующий день, «в автомобиле находились сотрудники СБУ, которые, в соответствии с компетенцией, выполняли задачи по выявлению техническим средствами радиоканалов возможного управления взрывными устройствами в местах массового скопления людей.».
Поскольку протестующие не хотели видеть политиков, Майдан, 24 ноября, после завершения митинга оппозиции, «раздвоился»: «партийный» палаточный городок был создан на Европейской площади, «общественный» — на Майдане Независимости. 26 ноября оба митинга объединились. Лидеры оппозиции и оргкомитет палаточного городка заявили о своем единстве. Юлия Тимошенко призвала убрать с Майдана партийную символику. Предполагалось, что Майдан простоит до 1 декабря 2013 года, на которое оппозиционные лидеры назначили заключительную акцию, которая должна была «закончить первую фазу».
26 ноября забастовку объявили студенты, выдвинувшие президенту Януковичу следующие требования:
- выполнить необходимые для подписания Соглашения об ассоциации с ЕС условия и публично провозгласить целью Вашего пребывания на Вильнюсском саммите подписание этого соглашения и выразить готовность подписать его 29 ноября;
- гарантировать безопасность мирных Евромайданов во всех городах Украины, а также отсутствие репрессий их участников как во время этих акций, так и после их окончания[39].

Администрации Киевского национального университета и Киево-Могилянской академии отпустили студентов с лекций. В первые дни студенты шли на митинги не столько с украинскими, сколько с европейскими флагами (в последующие дни, впрочем, доминировали украинские). 28 ноября Юрий Луценко призвал студентов «стать самостоятельной силой»: «С другой стороны, (…) политику, в том числе — европейскую интеграцию, нельзя делать без политиков. Поэтому я призываю немедленно начать работать как единый механизм». В дальнейшем действия студенчества, по мысли Луценко, должны были сыграть важную роль в рамках акций оппозиции, а студенческая забастовка должна была охватить «большинство полумиллионного киевского студенчества и других вузов страны».
Кипучую активность в дни, оставшиеся до Вильнюсского саммита, развернула Юлия Тимошенко. 25 ноября она объявила бессрочную голодовку «с требованием к Януковичу подписать соглашение об ассоциации и зоне свободной торговли с ЕС». 26 ноября она призвала «все политические силы убрать партийную символику, партийные флаги, палатки, лозунги. Всё, что мешает нашему абсолютному единству, должно быть немедленно убрано!». 27 ноября Тимошенко призвала Евросоюз подписать Соглашение об ассоциации с Украиной, не выдвигая каких-либо условий, и «задействовать все инструменты для того, чтобы в 2015 году на Украине могли пройти честные выборы, которые позволят заменить авторитарный режим на новую демократическую власть и откроет украинцам уверенный путь к объединённой Европе».
27 ноября в преддверии Вильнюсского саммита президент Янукович выступил с интервью ведущим телеканалам, в котором, в частности, заявил, что соглашение об ассоциации с ЕС в существующем виде не отвечает национальным интересам Украины, это «петля». Расчёты на кредит МВФ не оправдались, поэтому украинское правительство ведёт активные переговоры с Россией по поводу снижения цен на газ и урегулирования тех проблем, которые могут возникнуть у Украины с Россией в случае подписания Украиной соглашения об ассоциации с ЕС. На вопрос о «Евромайдане» Янукович ответил, что против мирных и законных акций сила использоваться не будет; главное, чтобы участники демонстраций не нарушали закон, не прибегали к насилию и не пытались захватывать структуры власти.
27 ноября Верховный совет АР Крым своей резолюцией «О политической ситуации» выразил поддержку решения правительства Украины, осудил действия оппозиционных партий, «которые спекулируют на европейских ценностях… нагнетают истерию вокруг Соглашения об ассоциации и обращаются к политике шантажа…».
28—29 ноября 2013 года в Вильнюсе прошёл саммит «Восточного партнёрства», на котором присутствовал и президент Украины Виктор Янукович. К полудню 29 ноября стало известно, что Соглашение об ассоциации Украины с ЕС так и не было подписано.
29 ноября на Европейской площади был организован трёхчасовой митинг в поддержку действий президента и правительства.
Появившись вечером на Майдане, лидеры оппозиции обвинили Януковича в предательстве и государственной измене. Евромайдан принял резолюцию, ключевое требование — немедленная отставка Януковича.
Вечером 29 ноября на площадь Независимости были стянуты силы «Беркута». Сотрудники ГАИ попытались арестовать и вывезти с Майдана два миниавтобуса оппозиции со звуковоспроизводящей аппаратурой под предлогом, что аппаратура использовалась позднее 23:00. Произошла стычка митингующих с сотрудниками правопорядка. Арсений Яценюк и Юрий Луценко смогли предотвратить конфискацию транспорта. Милиция оттеснила активистов с проезжей части Крещатика.

### 30 ноября. Разгон Евромайдана
По версии следствия, которое проводила Генеральная прокуратура Украины, 30 ноября в 4 часа утра милиция потребовала освободить Майдан для того, чтобы подготовить его к празднованию Нового года. Участники протестов, находившиеся на площади, проигнорировали это требование, часть из них стала проявлять агрессивность, которая переросла в столкновение с милицией, при этом протестующие стали бросать в милицию «бутылки, камни, металлические трубы».
Спецоперация, в которой было задействовано, по свидетельствам очевидцев, около 2000 бойцов «Беркута», переброшенных в Киев из различных регионов Украины, началась в 4 часа ночи. За час до этого на площади была заглушена мобильная связь. По словам очевидцев, на площади в это время находилось около тысячи участников Евромайдана. Большинство из них подчинились требованиям покинуть площадь и вышли по коридорам, которые были им предоставлены, но около двухсот человек остались на месте. Командир «Беркута» Сергей Кусюк заявил, что собравшиеся вели себя агрессивно, не реагировали на призывы освободить площадь и закидывали бойцов «Беркута» бутылками, палками и стеклом. По версии очевидцев и журналистов, на площади в этот момент находились в основном молодые люди — студенты вузов, по версии властей — провокаторы. В ходе силовой акции избиению сотрудниками «Беркута» подвергались даже девушки. Бойцы «Беркута» преследовали людей по Крещатику и прилегающим улицам вплоть до Михайловского собора, монахи которого открыли ворота и укрыли до двухсот митингующих.
Депутат от партии «Батькивщина» Геннадий Москаль, участвовавший в расследовании событий, которое проводила оппозиция, заявил в середине декабря, что задача по разгону палаточного городка была поставлена перед подразделениями «Беркута» из АР Крым, Полтавской, Черниговской, Сумской, Луганской областей и города Киева. Он также утверждал, что в ночь на 30 ноября «беркутовцам» выдали не резиновые дубинки, а пластиковые, гораздо более опасные.
По словам начальника ГУ МВД Украины в Киеве Валерия Коряка, взявшего на себя ответственность за акцию «Беркута», целью операции была расчистка Майдана для возведения новогодней ёлки и заливки катка.
Милиция задержала более 30 человек и доставила их в Шевченковский отдел милиции. Среди задержанных в основном были жители Киева и области, а также жители Львовской, Ровенской, Винницкой и Тернопольской областей. Спустя несколько часов, после составления административных протоколов, задержанные были отпущены.
Милицией были возбуждены два уголовных дела — по статьям о хулиганстве и о сопротивлении представителям правоохранительных органов.
79 человек в ходе силовой акции получили телесные повреждения, в том числе 7 милиционеров. Из них, по официальным данным, 21 человек был доставлен в больницу, 10 было госпитализировано. Среди пострадавших оказались и граждане Польши.

#### Последствия
Разгон палаточного городка привёл к немедленному изменению политической ситуации. Жёсткая силовая акция вызвала массовое сопереживание пострадавшим, предоставив оппозиции сильнейший аргумент против власти — эмоционально более сильный, чем «отказ от евроинтеграции».
Анализ сообщений украинских социальных медиа в этот период демонстрирует использование метафор протеста, отражающих восприятие президента Януковича как «врага народа», «бандита» и «предателя». Указанные метафоры, направленные на формирование в общественном мнении образа украинской власти, сопряжённого с угрозой благополучию украинцев, были характерны и для предыдущего периода протестной активности на Украине (18-30 ноября). Начиная с 1 декабря, однако, данный дискурс становится ещё более эмоционально и содержательно насыщенным. В комментариях пользователей Интернета, пытавшихся критически осмыслить произошедшие события и взаимодействие различных политических сил, президент Янукович представал как несамостоятельный политик, находящийся в зависимости от российского лидера.
Чрезмерное применение силы со стороны органов правопорядка привело к резкой негативной реакции руководителей стран Запада и поставило Януковича в положение оправдывающегося. В связи с этим высказывалось предположение, что разгон — дело рук одной из групп в окружении президента Януковича, которая уже «списала» его и имеет собственного кандидата в президенты. В то же время приводились данные, свидетельствующие о том, что события на Майдане были спровоцированы лидерами парламентской оппозиции, пытавшимися найти «объединяющую идею, … чтобы всех завести», «событие, чтобы всколыхнуть всю страну и весь мир».
О своём выходе из парламентской фракции Партии регионов в связи со срывом переговоров о евроинтеграции и силовым разгоном Евромайдана заявили Давид Жвания, Инна Богословская, Николай Рудьковский и Владимир Мельниченко.
В отставку подал глава Администрации президента Сергей Лёвочкин, однако президент его отставку не принял.
Оппозиция квалифицировала разгон Евромайдана как «кровавую» акцию, в ходе которой милиция «била детей». Украинский портал gazeta.ua сообщил уже утром 30 ноября о «море крови». Как писали в своей статье-расследовании журналисты Сергей Лещенко и Мустафа Найем, «разгон Майдана показал, что в отличие от 2004 года президент не контролирует „ящик“. Медиахолдинги Дмитрия Фирташа, Виктора Пинчука и даже Рината Ахметова освещают события почти без купюр, показывая самые ужасающие кадры избиения демонстрантов ночью 30 ноября и во время акций на Банковой 1 декабря». В сети попадают только видео с избиением участников, тогда как видео с актами агрессии со стороны майданников отсутствуют. Первый ролик, на котором есть 30 секунд провокаций со стороны активистов правых организаций, появляется в сети только днём 30 ноября. То, что происходило на площади с самого начала, так и осталось не показано.
Силовая акция дала оппозиции формальный повод для создания так называемого «Штаба национального сопротивления» и нападений на правительственные здания, имевших место 1 декабря.
30 ноября начало новой акции протеста положил митинг на Михайловской площади, на который пришли, по разным оценкам, от 10 до 15 тысяч человек. Лидеры оппозиции Арсений Яценюк, Виталий Кличко и Олег Тягнибок перед митингом провели встречу с послами ЕС. На митинге были озвучены требования оппозиции, главное из которых — отставка президента Януковича, а также привлечение к ответственности министра внутренних дел Виталия Захарченко и руководителей ряда областных спецподразделений «Беркута», применивших силу против митингующих. Выступая на митинге, Яценюк призвал к созданию стачкомов для объявления общенациональной забастовки с целью добиться досрочной отставки президента и правительства Украины.
Тем временем, выступая во Львове, Виталий Кличко призвал львовян принять участие в «Народном вече за европейскую Украину», проведение которого было назначено на 1 декабря. Позднее оттуда в Киев отправилось до 10 тысяч добровольцев.

#### Реакция на события

##### Столица
Президент Украины Виктор Янукович в обращении к украинскому народу, размещённом на его официальном сайте, выразил возмущение событиями, произошедшими ночью 30 ноября на Майдане Независимости:

«Я осуждаю действия, которые привели к силовому противостоянию и страданиям людей. Несколько дней назад я перед всей страной заявил о поддержке гражданских ненасильственных акций. Те, кто не услышали слова Конституции и Президента и своими решениями и действиями спровоцировали конфликт на Майдане, — будут наказаны».
Оригинальный текст (укр.)Звернення Президента до Українського народу

Я засуджую дії, які призвели до силового протистояння та страждань людей.
Кілька днів тому я перед усією країною заявив про підтримку громадянських ненасильницьких акцій.

Ті, хто не почули слова Конституції та Президента і своїми рішеннями та діями спровокували конфлікт на Майдані, будуть покарані.
— Официальный сайт Президента Украины
В этом же обращении он потребовал от Генеральной прокуратуры Украины срочно представить ему и украинскому обществу результаты немедленного и объективного расследования для надлежащего наказания виновных.
1 декабря глава МВД Виталий Захарченко извинился за чрезмерное применение силы. В тот же день начальник киевской милиции Валерий Коряк, который, по официальной версии, лично отдал приказ о применении силы, подал прошение об отставке, но она не была принята. Виталий Захарченко лишь временно отстранил В. Коряка от должности до завершения служебного расследования.
3 декабря, выступая в парламенте во время попытки объявления недоверия правительству, премьер-министр Украины Николай Азаров от имени правительства принёс извинения за действия правоохранительных органов и пообещал, что виновные понесут ответственность, а правительство ждут «решительные кадровые перемены».
11 декабря после попытки повторного силового разгона пикетов протестующих в Киеве, Николай Азаров, пытаясь успокоить общественность, заявил на заседании правительства и через свой персональный сайт, что впредь «сила к мирным демонстрантам применяться не будет» и что 17 декабря в ходе шестого заседания Украинско-Российской межгосударственной комиссии «никаких разговоров о Таможенном союзе не будет».
Консул Украины в Турции Богдан Яременко, который раскритиковал разгон Евромайдана, был отозван из Стамбула. Постоянный представитель Украины при ООН Юрий Сергеев выразил возмущение силовым разгоном Евромайдана в Киеве, заявив при этом пикетчикам представительства Украины при ООН в Нью-Йорке — «я с вами».
10 декабря 2013 года уполномоченный Верховной Рады по правам человека Валерия Лутковская заявила: «После событий [30 ноября] помимо уголовной ответственности тех, кто отдавал приказы и кто бил, должна быть политическая ответственность. Конституционные гарантии были нарушены. Составляющей есть и извинение министра, которого недостаточно. Составляющей есть и увольнение киевского главы [милиции Валерия Коряка], которой недостаточно. Должна быть дальнейшая политическая ответственность».
10 декабря 2013 года глава Киевской ГГА Александр Попов заявил, что «никаких силовых вариантов разрешения конфликтов у нас в принципе не должно быть», а «будет цивилизованный демократический диалог», но уже 11 декабря состоялась очередная попытка силовой ликвидации палаточного городка, а 14 декабря Попову вручили уведомление генпрокуратуры, по версии которой он был одним из основных участников давления на руководство киевской милиции с целью силового разрешения конфликта.

##### Региональные власти
Киевская область
- Киевский областной совет осудил действия милиции на Евромайдане[91].

Юго-Восток
 Автономная Республика Крым
- Верховный Совет Автономной Республики Крым поддержал решение премьер-министра Николая Азарова приостановить процесс евроинтеграции, выразив при этом серьёзную обеспокоенность в связи с «деструктивными действиями оппозиционных политических сил»[92] и в дальнейшем призвал крымчан «укреплять дружеские связи с Россией»[93]. После событий 30 ноября парламент автономии официально призвал правительство Украины к чёткому наведению порядка, «не останавливаясь, если нужно, перед введением чрезвычайного положения»[94].
- 1 декабря президиум Верховного Совета АРК заявил, что оппозиционные выступления в Киеве «ставят под угрозу политическую и экономическую стабильность в Украине» и «кучка политиканов пытается под видом борьбы за европейский вектор развития захватить власть в стране»[95].
- 2 декабря крымский парламент обратился к президенту Виктору Януковичу с просьбой принять меры для восстановления общественного порядка в стране, а также ввести чрезвычайное положение, если этого потребует ситуация. Обращение поддержало 76 депутатов из 78, принявших участие в голосовании[96][97]. Как было сказано в заявлении, «Позиция каждого должна быть услышана. Иначе может возникнуть иллюзия, что своё мнение имеют только люди, заполонившие площади и улицы Киева…» Власть, говорилось в обращении, «обязана не допустить антиконституционного пути реванша обанкротившихся политических сил, исповедующих крайний национализм. Это они глумятся над святыми чувствами ветеранов Великой Отечественной войны…»[95]
- 3 декабря президиум ВС АРК предложил президенту и Кабмину рассмотреть вопрос о возможности вступления Украины в Таможенный союз ЕврАзЭС[95], а 11 декабря призвал население Крыма «быть готовыми встать на защиту автономии»[98][99].

 Донецкая область
- Председатель Донецкой областной государственной администрации Андрей Шишацкий заявил, что будет поддерживать законность и правопорядок, а «президент избран законно, поэтому нет никаких сомнений, что Донбасс будет защищать свой выбор»[100].
- Донецк
  - Донецкий городской совет принял резолюцию, в которой осудил применение силы против участников Евромайдана, выразив при этом обеспокоенность призывами оппозиции к общеукраинской забастовке[101].

 Одесская область
- Одесса
  - Одесский городской совет призвал народ воздерживаться от радикальных проявлений, президента — принять меры по стабилизации ситуации, учитывая мнение народа при принятии внешнеэкономических решений, политические партии — вести цивилизованный диалог с властью[102].

 Харьковская область
- Харьков
  - Харьковский городской совет поддержал стремление народа Украины присоединиться к европейскому сообществу с его уровнем благосостояния, демократии и уважения к законам, а также взвешенные и последовательные меры в этом направлении, принимаемые президентом Украины и правительством, признавая за людьми право на свободное волеизъявление и мирные собрания, но осудив оппозицию за действия, направленные на создание социальной напряжённости в государстве[103].

Запад
 Закарпатская область
- Закарпатский областной совет выразил поддержку участникам Евромайдана и возмущение жестоким разгоном Евромайдана, назвав это преступлением, потребовал немедленной отставки правительства, оставив за собой право на акции гражданского неповиновения и общеукраинскую забастовку в случае продолжения применения силовых методов против граждан[104].

В трёх западных областях Украины руководство объявило о присоединении к общенациональной забастовке.
 Ивано-Франковская область
- Ивано-Франковский областной совет осудил разгон Евромайдана 30 ноября и призвал Евросоюз и США ввести санкции против украинской власти[106]. Городской голова Ивано-Франковска Виктор Анушкевичус вместе со своими заместителями ушёл в отпуск за свой счёт, «выполняя волю многотысячного вече, которое состоялось возле обладминистрации 1 декабря»[105].
- 2 декабря у здания Ивано-Франковской ОГА прошло вече, в котором участвовало более 15 тысяч человек. Здесь было объявлено о начале недельной городской забастовки в поддержку оппозиции[107].
- В дальнейшем облсовет выразил недоверие областной государственной администрации и принял решение отозвать делегированные ей полномочия[108].

 Львовская область
- Городской голова Львова Андрей Садовый заявил, что не допустит разгона Евромайдана во Львове, и осудил силовую акцию «Беркута» в Киеве[109].
- Как говорилось в сообщении на сайте Львовского облсовета, на очередном заседании штаба Координационного совета, которое провёл председатель Львовского областного совета Пётр Колодий, было принято решение об объявлении общеобластной забастовки. Колодий также призвал к общегосударственной забастовке: «Исполняя призыв Киева, штаб Координационного совета Львовской области объявляет общеобластную забастовку. Работники каждого предприятия, каждой организации и учреждения должны самостоятельно выбрать форму забастовки и выходить на наш львовский Евромайдан, что на проспекте Свободы возле памятника Тарасу Шевченко», — заявил Колодий[105]. Он также сообщил, что область объявила «максимальную мобилизацию людей в Киев в поддержку Евромайдана»[107].
- 11 декабря фракция Партии регионов во Львовском городском совете была распущена[110].
- 17 декабря Львовский областной совет вслед за Ивано-Франковским отозвал делегированные полномочия у областной государственной администрации[111].

 Тернопольская область
- Председатель Тернопольского областного совета созвал внеочередную сессию, а его председатель Василий Хоминец призвал районные советы стать бок о бок с Евромайданом: «Накануне дня органов местного самоуправления обращаюсь к руководству советов всех уровней стать бок о бок со своим народом. Независимо от своей партийности нужно выходить на площади и отстаивать свою гражданскую позицию. Также призываю созвать срочные сессии районных советов, чтобы поддержать требования оппозиции»[105].
- 2 декабря в Тернополе началась общегородская забастовка[107].
- Тернопольский областной совет выразил недоверие главе Тернопольской областной государственной администрации и призвал к ликвидации спецподразделений милиции особого назначения[112].

#### Расследование
Журналисты Сергей Лещенко и Мустафа Найем на портале «Украинская правда» опубликовали статью-расследование «День и ночь Виктора Януковича. Кто утопил Майдан в крови», в которой утверждалось, что в ночь, когда произошла силовая акция, Янукович, вернувшийся из Вильнюса, после нескольких часов в Межигорье отправился на ночную охоту в бывшее госохотхозяйство Сухолучье, в 70 км от Киева. По информации журналистов, руководство операцией осуществлял секретарь СНБО Андрей Клюев, который за несколько дней до неё совместно со своим первым заместителем Владимиром Сивковичем отобрал подразделения «Беркута», которые затем были к ней привлечены. В конце концов выбор пал на командированных в Киев бойцах из Днепропетровской, Луганской, Черкасской областей и Крыма. Непосредственно во время акции Владимир Сивкович находился в кабинете руководителя киевской милиции Валерия Коряка.
По фактам событий в Киеве с 24 ноября по 11 декабря 2013 года было возбуждено 40 уголовных дел. 14 декабря генеральный прокурор Украины Виктор Пшонка сообщил о ходе проводимого расследования. Уведомления о подозрении в превышении служебных полномочий вручены заместителю секретаря Совета национальной безопасности и обороны Украины Владимиру Сивковичу, главе Киевской городской государственной администрации Александру Попову, начальнику Киевской милиции Владимиру Коряку и его заместителю по общественной безопасности Петру Федчуку
В тот же день Владимир Сивкович и Александр Попов были отстранены от должностей президентом Виктором Януковичем по ходатайствам Генеральной прокуратуры Украины в связи с подозрением в причастности к нарушению конституционных прав граждан, которые 30 ноября 2013 года находились на Майдане Незалежности в Киеве.
12 февраля 2014 года на основании закона «Об устранении негативных последствий и недопущении преследования и наказания лиц в связи с событиями, имевшими место во время проведения мирных собраний» в киевских судах было закрыто уголовное производство против Александра Попова, Владимира Сивковича и Валерия Коряка.

#### Амнистия участников акций протеста
19 декабря 2013 года в Верховную Раду Украины был внесён проект закона «Об устранении негативных последствий и недопущении преследования и наказания лиц в связи с событиями, имевшими место во время проведения мирных собраний». В тот же день законопроект был рассмотрен и принят парламентом. Его поддержало подавляющее большинство представителей всех парламентских фракций, за исключением фракции КПУ. Верховная Рада постановила:
1. Освободить от ответственности лиц, принимавших участие в акциях протеста и массовых мероприятиях, за их действия и решения в период с 21 ноября 2013 года и до дня вступления данного закона в силу.
2. Все уголовные дела и дела по административным правонарушениям в связи с действиями, указанными в ст. 1, подлежат закрытию.
3. Новые уголовные дела и дела по административным правонарушениям в связи с действиями, указанными в ст. 1, не могут открываться.
4. Лица, привлечённые к уголовной ответственности или ответственности за административные правонарушения в связи с действиями, указанными в ст. 1, подлежат освобождению и признаются не имеющими судимостей и не нёсшими ответственность за административные правонарушения.

23 декабря закон был подписан президентом и вступил в силу спустя три дня, после его опубликования в газетах «Голос Украины» и «Правительственный курьер».
16 января 2014 года в Верховную Раду Украины был подан и принят (преимущественно при поддержке депутатов от фракций Партии регионов и КПУ) проект закона «О внесении изменений в Закон Украины „Об устранении негативных последствий и недопущении преследования и наказания лиц в связи с событиями, имевшими место во время проведения мирных собраний“», внёсший существенные изменения в первоначальный закон и уточнения в порядок его применения. На следующий день закон был подписан президентом, а 2 февраля вступил в силу. В соответствии с законом, начиная с 17 февраля 2014 года, в течение месяца Генеральная прокуратура Украины должна была закрыть производства против участников протестов по действиям с 27 декабря 2013 года по 2 февраля 2014 года. Действие этого закона не распространялось на участников протестов, имевших место после 2 февраля 2014 года, в том числе и на дела против отрядов так называемой «Самообороны Майдана» как незаконных вооружённых формирований, о создании которых было объявлено 9 февраля, после вступления закона в силу.

### События 1 декабря

1 декабря, Майдан Независимости

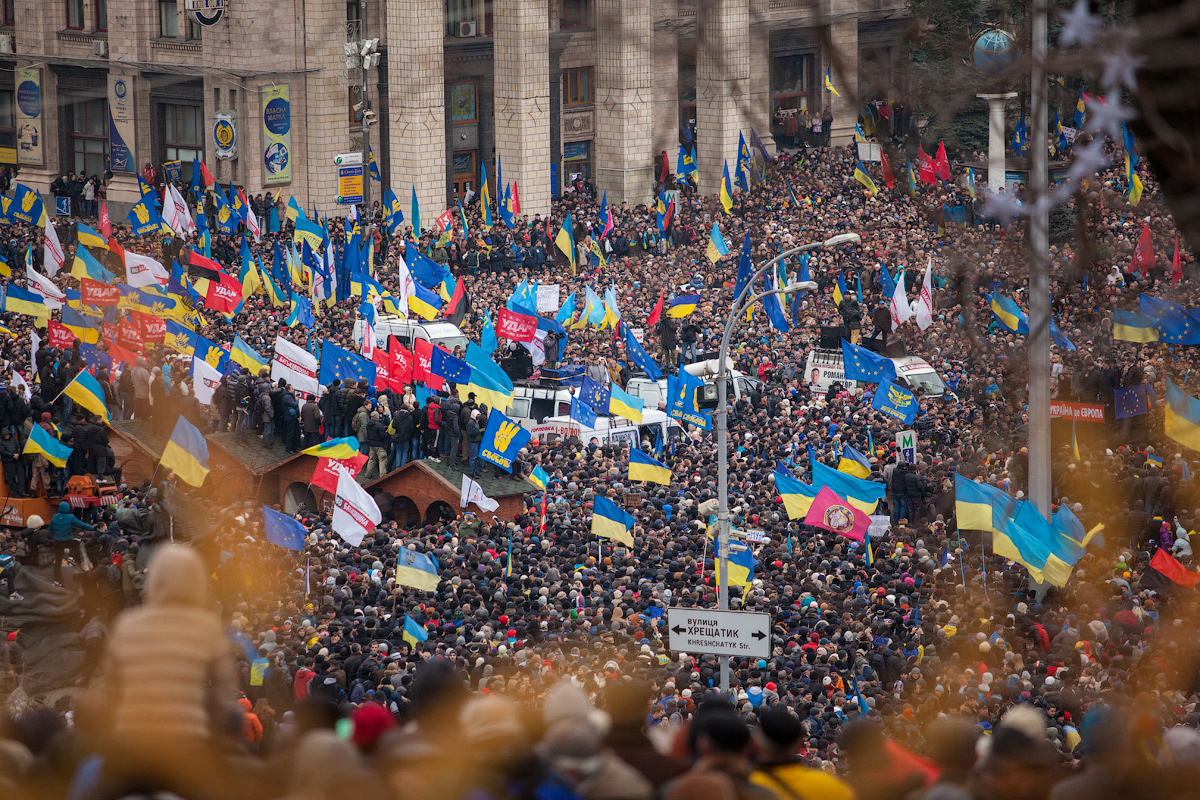
Сторонники евроинтеграции 1 декабря в Киеве

#### Киев
Оппозиция назначила митинг в парке Шевченко на 12 часов дня, но люди начали собираться на Михайловской площади и в парке Шевченко уже с утра. В толпе много флагов Украины, Евросоюза, «Удара», «Батькивщины» и «Свободы». В 12:00 колонна собравшихся двинулась с Михайловской площади по Владимирской улице в парк Шевченко. Впереди колонны несут огромный украинский флаг. Движение координирует Турчинов, за флагом идут Яценюк, Кличко и Тягнибок. На этот момент численность участников акции оценивается корреспондентом «Вестей» в 50-60 тыс. От парка Шевченко колонна выдвигается в сторону Крещатика, проходит Бессарабскую площадь и движется к Майдану Независимости. Её численность на этот момент возрастает до 100 тыс. Тем временем к акции присоединяются европейские дипломаты, вице-президент Европарламента Яцек Протасевич, бывший председатель Европарламента Ежи Бузек, бывший глава польского правительства, лидер партии «Закон и справедливость» Ярослав Качиньский. Придя на Майдан, толпа начинает разбирать ограждения по периметру площади и щиты вокруг установленной там новогодней ёлки. Сотрудники милиции покинули площадь. Уехала с площади и почти вся коммунальная техника. Представители МВД заявили, что не будут разгонять собравшихся, если протест будет носить мирный характер, но любые попытки провокаций будут пресекаться.
К 13:30 большая часть участников акции протеста уже собралась на Майдане Независимости и соседних улицах. В пресс-службе партии «УДАР» сообщают, что двигаться к Европейской площади участники митинга не будут, а вече пройдет на Майдане Независимости, где запланировано выступление лидеров оппозиции.
По оценкам организаторов протестов, на центральную площадь Киева и прилегающие улицы, вплоть до парка Шевченко, вышли 500 тыс. участников, по данным СМИ — от 100 до 200 тысяч. Из Львова в Киев организованно приехало около 10 тысяч человек.
Митинг на Майдане начался в 14:30 (тем временем в нескольких сотнях метров от площади, на Банковой улице, часть участников акции пыталась штурмовать Администрацию президента — см. ниже)
В 20:00 лидер фракции «УДАР» Виталий Кличко призвал участников митинга остаться на Майдане Независимости и не допускать провокаций: «Я призываю всех остаться сегодня на Майдане… мы делаем все, чтобы вас защитить… мы должны всех мобилизовать в стране и не потерять инициативу». Он сказал, что в Доме профсоюзов все, кто останутся сегодня и завтра, могут согреться, получить горячее питание и переночевать.
В 20:30 антикоммунистически настроенные активисты с флагами УПА попытались снести памятник Ленина на бульваре Шевченко, однако их попытка была пресечена силами «Беркута».
Созданный оппозицией Штаб национального сопротивления призвал киевских студентов начать всеобщую забастовку со 2 декабря. Оппозиционеры обратились к студентам с призывом прийти 2 декабря на Майдан Незалежности и поддержать требование об отставке президента Виктора Януковича.
Руководитель Центрального штаба партии «Батькивщина» Александр Турчинов объявил о начале блокады административных зданий участниками общенациональной забастовки с шести часов утра 2 декабря: «Мы блокируем выезды с улицы Институтской на Крещатик. Ни один транспорт не должен сюда попасть». Он сообщил о прибывающих в Киев подкреплениях из регионов, а в штабе разрешили митингующим оказывать сопротивление в случае попытки вытеснить их с Майдана.

#### Захват административных зданий и попытка штурма администрации президента
Примерно в час дня было захвачено здание по ул. Крещатик, 36, где расположены Киевская городская государственная администрация (КГГА) и Киевский городской совет. По сообщению «Украинской правды», в здание проникли около 15 активистов организации «Правый сектор» с активисткой Татьяной Черновол и, вооружившись молотками и металлическими прутами, разбили стёкла на входных дверях и окна. Активистка призывала митингующих захватить здание и заблокировать его изнутри, но митингующие на первых порах пытались остановить активистов «Правого сектора», называя их провокаторами. Через какое-то время в здании уже распоряжались нардепы от ВО «Свобода», которые устроили в здании пункт обогрева для участников митинга. Опасаясь милиции, захватившие здание начинают баррикадироваться изнутри, используя любую попавшуюся под руку мебель. Между тем, у здания КГГА собирается толпа в несколько тысяч человек — большинство из них перешли туда с митинга на Майдане. Многие ходят по зданию и рассматривают всё, как на экскурсии.
В 14:40 представители «ВО Свобода» и «Батькивщины» выломали двери Дома профсоюзов (Майдан Незалежности, 18/2), вошли в здание и прекратили трансляцию рекламы на большом видеоэкране. Охрана покинула здание. Олег Тягнибок объявил митингующим, что в здании Федерации профсоюзов будет располагаться Штаб национального сопротивления. Позднее с руководством Федерации профсоюзов Украины был оформлен договор аренды — помещение было арендовано как приёмная народных депутатов от оппозиции, что привело к конфликту между главой ФПУ и её президиумом.
С 14:00 в течение нескольких часов главные события происходили у Администрации президента на Банковой ул.. Группа молодых людей (по разным оценкам, от 100 до 300 человек), многие из которых скрывали свои лица масками, были вооружены дубинками и палками, экипированы касками, велосипедными и мотоциклетными шлемами, попыталась прорвать милицейское оцепление. Вначале нападающие использовали автопогрузчик, принадлежавший одному из коммунальных предприятий столицы и брошенный возле новогодней ёлки, установленной на Майдане Независимости. Впоследствии группа агрессивно настроенных молодых людей начала забрасывать булыжниками и избивать охрану, состоявшую из невооружённых и даже не экипированных щитами военнослужащих внутренних войск. В ход пошли газовые баллончики, железные пруты, фальшфайеры, петарды, бутылки с зажигательной смесью, у одного из нападающих с собой была тяжёлая металлическая цепь. Судя по символике на одежде нападавших, а также по рассказам очевидцев, в нападениях участвовали в основном активисты радикальных националистических организаций: «Чёрный комитет», «Патриот Украины», «Правый сектор» и Социал-национальная ассамблея (СНА). Многие из нападавших имели на себе символику футбольного клуба «Динамо». В то же время за спинами безоружных солдат внутренних войск бездействовали полностью экипированные бойцы подразделения «Беркут» и милиции.
Часть присутствовавших здесь участников митинга пыталась остановить нападающих, но безуспешно. Журналисты пытаются связаться с лидерами оппозиции. В 15:00 появился Пётр Порошенко, который призвал воздержаться от провокаций и избежать пролития крови. Однако из толпы ему кричат: «Убирайся отсюда». К 16:00 на Банковой собирается толпа людей с Майдана Независимости, наблюдающих за происходящим.
Тем временем лидеры оппозиции провели пресс-конференцию в Доме профсоюзов. Пётр Порошенко заявил, что в штурме Администрации президента участвовало 500 «титушек»: «Это вооружённые до зубов люди, цель которых спровоцировать наш мирный протест. Я призвал людей прекратить эту провокацию, однако меня в грубой форме сбросили с трактора, на который я взобрался, и не дали возможности говорить. Там остались наши люди. Но мы заявляем, что не давали команды митингующим штурмовать административные здания».
Примерно в 16:30 началась контратака подразделений «Беркута», применивших против нападавших светошумовые гранаты и слезоточивый газ. Бойцы «Беркута» оттеснили нападавших от здания Администрации президента и стали их преследовать. Толпа разбежалась, но через некоторое время нападавшие начали перестраиваться и готовиться к новому штурму.
Примерно в 17:00 на Банковой появились Виталий Кличко, Пётр Порошенко и Олег Тягнибок, которые встали между экстремистами и милицией, пытаясь успокоить обе стороны. Кличко в мегафон призвал всех участников акции возвращаться на Майдан и не поддаваться на провокации, которые, по его мнению, организовала власть.
Примерно в 17:30 на Майдане Пётр Порошенко попытался заявить со сцены, что драку у Администрации президента устроили провокаторы, его и нардепа от «Батькивщины» Александру Кужель, стоящую рядом, стащили со сцены и попытались избить. Позже слово взял лидер «УДАРа» Виталий Кличко, который повторил слова Порошенко. Это было воспринято уже гораздо спокойнее.
Вторая контратака «Беркута» полностью очистила улицы Банковую и Институтскую от протестующих. Бойцы применяли физическое насилие практически ко всем, кто попадался на их пути: так, в течение этого дня было избито, по некоторым данным, 40 журналистов. Задержанные в ходе этой контратаки подвергались физическому насилию и несколько часов спустя, находясь в лежачем положении.
Как сообщили в Департаменте здравоохранения КГГА, за сутки к врачам бригад неотложной медицинской помощи обратились 165 травмированных участников акций протеста. Из них госпитализировано 109 человек. Причины обращений — травмы и химические ожоги глаз. По информации МВД, число пострадавших милиционеров превысило 100 человек. В центральный госпиталь МВД Украины по состоянию на 22:00 было доставлено почти 50 сотрудников правоохранительных органов, которые получили телесные повреждения различной степени тяжести. У части правоохранителей диагностированы травмы головы, в том числе — закрытые черепно-мозговые травмы. Также несколько работников органов внутренних дел получили отравления неизвестным газообразным веществом.
Парламентская оппозиция позже назвала нападавших на милицию провокаторами и заявила о своей непричастности к этому нападению, возложив ответственность на «штурмовиков-провокаторов» Дмитрия Корчинского (эту версию поддержало МВД Украины) либо на «проплаченных титушек» (версия Порошенко). Вышедшая из Партии регионов народный депутат Инна Богословская сообщила, что провокацию устроили сами милиционеры. В то же время представители ряда националистических группировок «Чёрный комитет», «Патриот Украины», «Правый сектор» и Социал-национальная ассамблея (СНА) сообщили журналистам, что именно они штурмовали и Киевский горсовет, и Дом профсоюзов, однако «умеренная оппозиция» предала их, назвав «провокаторами». Объявив сгоряча инициаторов штурма правительственного квартала «провокаторами» и «титушками», лидеры оппозиции уже вскоре начали добиваться их освобождения. Олег Однороженко, идеолог организации «Патриот Украины», входящей в «Правый сектор», ещё в декабре прямо заявлял, что основные участники событий 1 декабря у администрации президента на Банковой — это «правые активисты» и что «действовали там те самые „провокаторы“, которые [в тот же день] заняли для митингующих Киевсовет и Дом профсоюзов». Про участие украинских ультраправых в стычках с милицией уже тогда говорили многие специалисты, но вплоть до событий 19 января 2014 года вся подобная информация проходила мимо широкой аудитории, воспринимавшей участников любых столкновений вокруг Майдана исключительно как «титушек». Это, впрочем, не исключает и возможности присутствия на месте событий наряду с радикально настроенными протестующими настоящих провокаторов.
Как сообщили в отделе связей с общественностью Главного управления МВД Украины в г. Киеве, милиция начала переговоры с митингующими о добровольном освобождении помещений Киевской городской администрации и Федерации профсоюзов. Милиция Киева выступала с заявлением о том, что самовольный захват административных зданий является противозаконным и предложила митингующим добровольно их покинуть. Согласно заявлению ГУМВД Украины в Киеве, милиция открыла уголовное производство по ч.2 ст.345 УК Украины (насилие в отношении сотрудника правоохранительного органа) в связи с нанесением телесных повреждений милиционерам в ходе захвата зданий КГГА и Дома профсоюзов: «Сегодня во время митинга в центральной части города агрессивно настроенные ВО „Свобода“ и отдельные митингующие захватили административные здания Киевгорадминистрации и Дома профсоюзов Украины. Группа людей действовала, используя грубую силу, слезоточивый газ и дымовые шашки. В результате этого 14 сотрудников милиции получили серьезные телесные повреждения. По данному факту следственное управление начало уголовное производство о ч.2 ст.345 УК Украины (насилие в отношении сотрудника правоохранительного органа)».

#### Автомайдан
Вечером 1 декабря колонна из примерно 300 автомобилей попыталась проехать к президентской резиденции «Межигорье», однако по пути в с. Новые Петровцы им преградили путь 4 автобуса спецподразделения «Беркут».

#### Другие города Украины
Массовые акции протеста прошли в этот день и во многих других городах Украины и собрали:
- в Луцке — более 8 тысяч человек[155];
- в Тернополе — более 5 тысяч[156];
- в Черновцах — 4—5 тысяч[155];
- в Ровно — 3—5 тысяч[157];
- в Ужгороде — около 2 тысяч[158];
- в Харькове — несколько тысяч человек[159]);
- в Днепропетровске и Хмельницком — более 1 тысячи[155];
- в Одессе — около 600[155];
- в Виннице — сотни[155];
- в Кировограде — 400[155];
- в Донецке — около 400[158];
- в Луганске, Житомире — около 200[155].

Как заявил председатель Львовского облсовета Петр Колодий, Львовская область объявляет максимальную мобилизацию для поддержки Евромайдана в Киеве: «Объявляем максимальную мобилизацию людей для выезда в Киев. В списки желающих не будем вносить женщин, детей и граждан, которым не исполнилось 20 лет».

### Декабрь 2013 года

#### 2-8 декабря
2 декабря протестующие в течение рабочего дня блокировали работу Кабинета министров Украины, перекрыв движение по ул. Грушевского и не пропуская сотрудников на рабочие места. Пресс-служба МВД Украины в официальном заявлении, переданном в УНИАН, сообщила о привлечении дополнительных сил к охране правопорядка в Киеве. В частности, пресс-служба отметила, что в Киеве привлечено к охране общественного порядка около одной тысячи служащих внутренних войск, которых расположили вблизи административных зданий государственной власти.
Митингующие на Майдане возвели баррикады на случай штурма, из добровольцев формируются отряды самообороны. Движение в центре Киева полностью перекрыто (заблокированы улицы Крещатик, улица Институтская и Михайловская). Как сообщил один из координаторов акции протеста депутат «Батькивщины» Андрей Парубий, ещё один пункт обогрева был устроен митингующими в Международном центре культуры и искусств (Октябрьский дворец). Комендант пункта народный депутат от «Батькивщина» Андрей Сенченко сообщил, что дворец будет использован как пункт обогрева и ночлега на тысячу мест.
Руководитель КГГА Александр Попов призвал политические партии и киевлян покинуть здание КГГА. По его словам, «блокирование работы городской администрации может грозить задержками выплаты зарплат работникам бюджетной сферы, перебоями с продуктами питания в городе, тепло-, энерго-и водоснабжения и т. д.». Митингующие просьбу проигнорировали. Виктор Янукович дал интервью тележурналистам о последних событиях в Киеве. Премьер-министр Николай Азаров в ходе встречи с послами Канады, стран ЕС и США сообщил, что кабинет министров Украины потребовал от оппозиции разблокировать все захваченные госучреждения для возобновления их нормального функционирования. Генпрокурор Украины Виктор Пшонка заявил, что захват участниками акций здания КГГА, Дома профсоюзов и публичные призывы к штурму администрации президента и других правительственных учреждений не имеют ничего общего с мирными акциями. Кроме того, это является нарушением закона и за это грозит уголовная ответственность. Он пообещал привлечь к ответственности за штурм госучреждений и беспорядки.
Милиция задержала девять молодых людей, подозреваемых в участии в массовых беспорядках 1 декабря возле Администрации президента Украины. Шевченковский районный суд Киева приговорил всех задержанных к двум месяцам ареста.
Лидер фракции «Батькивщина» Арсений Яценюк во время согласительного совета в Верховной раде потребовал от имени оппозиции первым вопросом на пленарном заседании 3 декабря рассмотреть вопрос об отставке правительства, прекращении политических репрессий, освобождении Юлии Тимошенко и задержанных активистов Евромайдана.
3 декабря оппозиция сосредоточилась на отставке правительства. С этой целью была организована массовая акция протеста у Верховной рады, которая проводила первое пленарное заседание после отказа Украины подписать Соглашение об ассоциации с ЕС. Комитет по вопросам государственного строительства и местного самоуправления рекомендовал Раде принять за основу и в целом проект постановления «Об ответственности Кабинета министров Украины» (авторы А. Яценюк, В. Кличко, О. Тягнибок), предполагающего выражение недоверия Кабмину «в связи с предательством правительством национальных интересов государства». Коммунисты, от которых во многом зависел результат вчерашнего голосования, заявили, что поддерживают отставку правительства, которое довело украинскую экономику фактически до банкротства, но отказались голосовать за проект, зарегистрированный лидерами оппозиции, предложив свой. В итоге Верховная рада отвергла предложенный оппозицией законопроект. За отставку Кабмина проголосовали 186 народных депутатов при 226 необходимых: 0 — КПУ, 1 — Партия регионов, 90 — Батькивщина, 42 — УДАР, 36 — Свобода и 17 — внефракционных. Согласно украинскому законодательству, новую попытку вотума недоверия правительству депутаты могут предпринять только на следующей сессии. Эксперты Киевского центра политических исследований и конфликтологии так прокомментировали происходившее: «Одним из симптомов того, что у оппозиции нет голосов для выражения недоверия правительству, стало выражение лица П. Порошенко — с самого начала парламентского заседания он сидел чрезвычайно угрюмый. В последние дни именно Порошенко рассматривался как один из кандидатов на пост премьера переходного правительства… По крайней мере, на прошлой неделе он всё делал для возвращения во власть, став одним из активных участников майданных противостояний. Одно время СМИ даже начали писать не о трёх лидерах Майдана, а о четырёх, считая четвёртым Порошенко. Но после провала отставки правительства Порошенко практически исчез из информационного поля. Показательно, что 1 декабря в „Фейсбуке“ была создана группа „Мой президент — Порошенко!“, а с 4 декабря страница этой группы перестала обновляться».
Толпа перед Радой спокойно отреагировала на провал голосования за отставку правительства и по призыву лидеров оппозиции отправилась обратно на Майдан, после чего была организована блокада Администрации президента по периметру со стороны улиц Институтской и Лютеранской. У оппозиции появился новый план — требовать от президента отправить правительство в отставку своим указом. Сам Янукович, однако, улетел с запланированным визитом в Пекин, заявив перед этим в телеинтервью, что в Россию направляется правительственная делегация. Цель переговоров — обсудить вопросы экономического сотрудничества и торговли между Украиной и Евросоюзом, вызывающие беспокойство российской стороны, и подготовить Соглашение о стратегическом партнёрстве с РФ.
Внефракционный народный депутат Сергей Мищенко зарегистрировал в Верховной Раде законопроект о внесении изменений в закон «О милиции», имеющих целью ликвидацию специальных подразделений милиции.
К акции протеста в Киеве на несколько дней присоединились представители бывшей правящей партии Грузии «Единое национальное движение».
Партия регионов выступила с резким заявлением по поводу происходящих в Киеве событий и в поддержку президента Януковича.
Руководитель крымского управления командования внутренних войск Николай Балан сообщил, что из Крыма в Киев направлен личный состав «из трёх подразделений — это от отряда специального назначения, от воинской части, которая дислоцируется в городе Симферополе, и от воинской части, которая дислоцируется в поселке Краснокаменка». Он отметил, что на войска возложена задача по охране общественного порядка, в том числе и во время проведения массовых мероприятий.
В ночь на 4 декабря координаторы массовых протестов сообщили, что в народные отряды самообороны в Киеве записалось 2 тысячи 800 человек. Добровольцев поделят на сотни и проведут подготовку на случай штурма Майдана Незалежности. Около 300 активистов дежурят по периметру баррикад и греются у баков с огнём. Ночью на Майдане остаётся, по разным данным, до 3 тысяч митингующих. Они слушают музыку, танцуют, чтобы согреться. Традиционно раз в час поют Гимн Украины. На Майдан приехал грузовик и завёз дрова для обогрева. Значительная часть протестующих находятся в здании КГГА, Доме Профсоюзов и Октябрьском дворце, а также в палатках, расставленных на площади. Температура воздуха — минус 2 градуса. В здании Киевской городской государственной администрации в основном находятся люди из других регионов. Протестующие занимают первый этаж, а также колонный зал и место у входа перед ним. Сообщается, что в КГГА не работают лифты, а лестничные площадки заблокированы активистами. В здании Федерации профсоюзов Украины работает штаб национального сопротивления и пресс-центр для журналистов. В Октябрьском дворце участниками протеста для сна используются коридоры и комнаты для репетиций. Зрительский зал остаётся закрытым.
После того, как 3 декабря оппозиции не удалось добиться в Раде отставки правительства Николая Азарова, лидеры Евромайдана переключились на новые цели — с 4 декабря митингующие пикетируют здания Администрации президента и Кабинета министров Украины. Правительственный квартал перекрыт активистами Евромайдана. Блокировка Кабмина имеет целью добиться отставки правительства и объявления досрочных выборов президента и Верховной Рады. В самой Верховной раде народные депутаты от оппозиции заблокировали парламентскую трибуну. Председатель фракции «Батькивщина» Арсений Яценюк заявил, что парламент будет заблокирован, пока не решится вопрос с отставкой правительства и лечением Юлии Тимошенко за границей.
Студенты КНУ имени Тараса Шевченко, КПИ, Киево-Могилянской академии организовали пикетирование Минобразования, выдвинув 3 требования: прекращение репрессий против студентов, которые принимают участие в протестах; отставка первого замминистра Евгения Сулимы; отставка министра Дмитрия Табачника.
К 4 декабря чиновники КГГА смирились с соседством митингующих — первый этаж оставили активистам, а на верхних этажах разместились сотрудники городской администрации. Столичная горадминистрация восстановила работу в штатном режиме.
Активистов, которых суд приговорил к двум месяцам ареста за участие в массовых беспорядках на Банковой, перевозят из больниц в СИЗО. Им грозит от 5 до 8 лет тюрьмы. На Майдане объявили мобилизацию — активисты намерены пикетировать Генпрокуратуру, Шевченковский райсуд, МВД и Подольское СИЗО с требованиями освобождения арестованных 1 декабря активистов. Милицией открыто 53 уголовных производства против активистов, которые штурмовали здание КГГА, Дом профсоюзов, Украинский дом и дрались возле памятника Ленину.
Митингующие на Майдане призвали Юлию Тимошенко прекратить голодовку, которая якобы длится уже десятый день. Лидер «Свободы» Олег Тягнибок выступил перед митингующими с призывом пикетировать квартиры сотрудников спецподразделения «Беркут», которые принимали участие в избиении активистов на Евромайдане. На основных пропускных пунктах Майдана Незалежности (со стороны Европейской площади и Крещатика) появилась организованная охрана, которая вооружена самодельными щитами на руках для отражения возможной атаки «Беркута».
Пока оппозиционные активисты блокировали Администрацию президента и Кабмин, в Мариинском парке (у стен Верховной рады) разместился палаточный городок сторонников действующей власти. Здесь по инициативе Партии регионов началась бессрочная акция в поддержку президента страны Виктора Януковича. По словам организаторов, акция будет продолжаться до тех пор, пока не закончится Евромайдан. Активисты под флагами Партии регионов слушают со сцены на площади Конституции музыку и выступления народных депутатов. В дальнейшем здесь каждый день собиралось по несколько сот человек. На митинги, проходившие под защитой милиции, власти подвозили людей из разных регионов Украины, преимущественно из восточных и южных областей.
Премьер-министр Украины Николай Азаров предложил оппозиции и общественности провести «круглый стол» с правительством с целью урегулирования политической ситуации. Предварительное условие — разблокирование всех административных зданий и недопущение провокаторов на массовые митинги. Кроме того, премьер предложил оппозиции включить её представителей в состав следственной комиссии по расследованию разгона Евромайдана 30 ноября.
В Киев прибыл глава МИД Германии Гидо Вестервелле, который посетил лагерь протестующих на Майдане и встретился с Виталием Кличко и Арсением Яценюком. После этой встречи Вестервелле заявил, что ЕС оставляет открытой дверь для Украины: «Нам судьба Украины абсолютно небезразлична. Мы выступаем за европейские ценности, и заявляем о том, что двери в ЕС остаются открытыми. Украина должна быть на борту Европы». Глава МИД прошёлся по Майдану Независимости, поприветствовав митингующих. Участники протестов приветствовали Вестервелле громким скандированием.
Три президента Украины — Леонид Кравчук, Леонид Кучма и Виктор Ющенко — сделали совместное заявление в связи с протестами в Киеве. Они поддержали митингующих, однако предупредили о возможных опасных последствиях: «Стихийность массовых выступлений и вброшенный в протестные настроения радикализм могут иметь опасные последствия… Стороны должны немедленно отказаться от любых попыток решить политические вопросы силовыми методами. Призывы к захвату административных зданий, революционным действиям, введению чрезвычайного положения, неповиновению отдельных городов и регионов центральным органам власти, противопоставление украинцев Востока и Запада должны быть прекращены как опасные и непредсказуемые».
5 декабря активисты Евромайдана с помощью автомобилей заблокировали базу спецподразделения «Беркут» на Краснозвёздном проспекте в Киеве и выезд из воинской части на территории Авиационного колледжа в Василькове.
У здания Международного выставочного центра в Киеве, где открылось заседание Совета министров иностранных дел ОБСЕ, прошла акция в поддержку журналистов, избитых бойцами спецподразделения «Беркут» на улице Банковой 1 декабря. Многие из прибывших политиков решили посетить Майдан Незалежности. С демонстрантами пообщались генсек ОБСЕ Ламберто Заньер, глава МИД Канады Джон Бэрд, а также министры других стран. Участники заседания ОБСЕ, как и три президента Украины, призвали украинскую власть ни в коем случае не применять силу к протестующим. Однако украинские власти ответили встречной претензией. Как сказал глава украинского МИДа Леонид Кожара в интервью польской Gazeta Wyborcza, Европа фактически подстрекает участников акций протеста: «Из разных столиц Евросоюза звучат призывы к украинской оппозиции, чтобы они и дальше протестовали, чтобы не отказывались от лозунга о досрочных выборах… Вместо того чтобы подбадривать демонстрантов, пусть способствуют диалогу, чтобы не случилось ничего опасного».
Оппозиция в Раде зарегистрировала проект закона о ликвидации спецподразделения «Беркут», лишении рядового и руководящего состава спецподразделений всех специальных и воинских званий.
Правоохранительные органы сообщили о задержании двух человек, которые управляли автопогрузчиком во время штурма Администрации президента 1 декабря. Это скандальный активист Дорожного контроля Андрей Дзиндзя и Сергей Хаджинов. В розыск по подозрению в организации массовых беспорядков объявлен лидер националистической организации «Братство» Дмитрий Корчинский.
Заместитель председателя Меджлиса крымскотатарского народа Ахтем Чийгоз сообщил, что в киевском Евромайдане уже принимает участие более 100 крымских татар — представители Черноморского, Бахчисарайского, Судакского и Кировского районов: «Организуются группы для поездки в Киев… Очень много крымских татар, которые хотят приехать и присоединиться к мирной акции протеста. Крымские татары хотят максимально быть представлены на Майдане», — заявил он.
У здания Киевской горгосадминистрации был поднят флаг Евросоюза. Как заявили представители митингующих, такое решение было принято на общественном собрании в колонном зале КГГА. Поднятие флага приветствовали криками «Слава Украине! Героям слава!».
Юлия Тимошенко, находящаяся в заключении, передала лидерам оппозиции свои предложения по дальнейшим действиям, которое зачитала на митинге её дочь Евгения. Тимошенко призвала народ Украины «немедленно брать власть в свои руки», однако «все действия должны быть скоординированы с оппозицией, должны быть мирными». Тимошенко призвала не допускать кровопролития: «Наше противостояние мирное, позитивное, должно стать победным».
Вечером около сотни ультраправых активистов Евромайдана напали на пикет, который проводили на Крещатике представители Конфедерации Свободных профсоюзов Украины. Профсоюзные активисты, раздававшие листовки, осуждавшие неолиберальную реформу трудового законодательства, были объявлены «титушками под красными флагами» и на этом основании избиты, их палатка была порезана ножами.
6 декабря Яценюк, Кличко и Тягнибок обратились к Конгрессу США с призывом ввести санкции против украинских властей. Ранее оппозиция обнародовала план своих действий:
- Основными целями и задачами оппозиции были названы освобождение «политических узников», возбуждение уголовных дел против главы МВД Виталия Захарченко, виновных в избиении демонстрантов бойцов спецподразделения «Беркут», отставка правительства Николая Азарова, досрочные парламентские и президентские выборы, а также подписание Соглашения об ассоциации с ЕС.
- Международные мероприятия, в рамках которых планируется обратиться в связи с грубым нарушением прав человека на Украине в ведущие международные организации, к неправительственной международной организации «Репортёры без границ», а также к международным правозащитным организациям Amnesty International и Human Rights Watch.
- Обращение к правительствам стран «Большой двадцатки» с просьбой заблокировать счета представителей украинской власти; к FATF, Мировому банку и Управлению ООН по наркотикам и преступности — с целью возвращения их активов; к МВФ и Банку международных расчётов (Базель, Швейцария) — с целью контроля над финансовыми, экономическими резервами и счетами.
- Создание Национального комитета по защите гражданских прав для документирования преступлений против человечества на Украине, обращение к ООН, ОБСЕ, ПАСЕ, ЕС об эскалации насилия и репрессий власти против мирных граждан Украины.
- Мероприятия общественного неповиновения — призыв к бойкоту товаров и услуг компаний и организаций, владельцы которых являются депутатами или активистами Партии регионов[196]

Руководство Федерации профсоюзов Украины обратилось к министру юстиции, министру внутренних дел, а также к председателю Государственной исполнительной службы с просьбой не допустить силового освобождения Дома профсоюзов в Киеве от участников мирной акции. В сообщении указано, что 2 декабря президиум ФПУ решил временно предоставить часть своих помещений в Доме профсоюзов для размещения членов профсоюзов, участвующих в мирных антиправительственных протестах в столице.
Дочь Юлии Тимошенко Евгения сообщила, что Юлия Тимошенко, получив петицию от Евромайдана, решила прекратить голодовку.
Шевченковский районный суд Киева выбрал меру пресечения в виде двух месяцев содержания под стражей активисту «Дорожного контроля» Андрею Дзиндзе, подозреваемому в организации провокаций у здания Администрации президента 1 декабря. После этого решения в зале заседания началась потасовка, а активисты на улице заблокировали выезды из здания суда.
Премьер-министр Николай Азаров пообещал выделить средства на отправку домой активистов Евромайдана, которых свезли из регионов и не дали денег на обратный билет.
На брифинге в штабе национального сопротивления Виталий Кличко заявил, что оппозиция не пойдет на диалог с властью, пока не будут выполнены три их ключевых требования: освобождение незаконно задержанных 14 активистов Майдана, наказание людей, виновных в избиении мирных демонстрантов и журналистов, отставка министра внутренних дел Захарченко и правительства Азарова.
Директор Бюро по демократическим институтам и правам человека ОБСЕ Янеш Ленарчич заявил на пресс-конференции, что требование украинских властей к участникам антиправительственных протестов освободить административные здания является легитимным и полностью соответствует приемлемым ограничениям свободы собраний. Он также отметил, что Бюро готово стать посредником в разрешении политической ситуации на Украине при согласии на это всех участников и сообщения от них о готовности к конструктивному сотрудничеству. Говоря о событиях 1 декабря, Ленарчич сказал: «Право на свободу собраний представляет собой свободное право на мирное собрание. Здесь нет такого права, как свободное использование насилия, никто не имеет права использовать насилие, и поэтому мой настоятельный совет для всех участников, чтобы во время митингов они сделали все, чтобы митинги проходили мирно».
6 декабря помощник госсекретаря США Виктория Нуланд на пресс-конференции в Тбилиси заявила: «Что касается Украины, уже давно пора для руководства Украины прислушиваться к голосу своего народа и возобновить путь к европейской интеграции и экономическому оздоровлению… Голос украинского народа должен быть услышан. Он призывает к европейскому будущему: это свободное и демократическое будущее, это подотчётное судопроизводство, это человеческое достоинство и восстановление экономического здоровья Украины». Нуланд призвала к уважению права на мирный протест: «Насилие или угроза насилием являются неприемлемыми в демократическом государстве», — и заявила, что ответственные за насилие 30 ноября «должны предстать перед правосудием, а задержанных нужно отпустить… Прошло шесть дней, а ответственности нет», — добавила она.
7 декабря лидеры оппозиционных фракций заявили, что не отказываются от требования отставки правительства. Новое «техническое» правительство, по словам Яценюка, должно будет подписать Соглашение об ассоциации с ЕС и «немедленно восстановить переговоры с МВФ».
Партия регионов опубликовала официальное заявление, в котором заявила, что экстремистское крыло Майдана действует теми же методами, что и их политические предшественники в XX веке, организовавшие «кровавый террор» на западе Украины против представителей власти, правоохранителей, политических оппонентов и членов их семей.
Участники протестов пикетировали офисы пяти крупнейших украинских телеканалов. Как сообщила пресс-служба «Батькивщины», пикеты были выставлены у телеканалов Первый национальный, Интер, 1+1, ICTV, ТРК Украина с целью «поддержки журналистов телеканалов, которые рассказывают правду о событиях на Майдане и придерживаются стандартов свободы слова».
Милиция усилила охрану киевского телецентра во избежание его захвата оппозицией.
Майдан посетили прибывшие в Киев бывший президент Грузии Михаил Саакашвили и делегация фракции Европейской народной партии в Европейском парламенте (объединение депутатов от консервативных европейских партий, активно поддерживавшее евроинтеграционные устремления Киева), в которую вошли экс-президент Европарламента Ежи Бузек, председатель комитета Европарламента по иностранным делам Эльмар Брок, вице-президент партии Яцек Сариуш-Вольски и ответственный за внешнюю политику ЕНП Хосе Игнасио Салафранка. Хосе Игнасио Салафранка во время брифинга в Доме профсоюзов, где находится Штаб национального сопротивления, заявил, что Европарламент на следующей неделе вынесет резолюцию по событиям на Украине. Он подчеркнул, что европейские депутаты солидарны с гражданами Украины, которые выступают за европейскую интеграцию и проводят митинги в Киеве и регионах. Эльмар Брок заявил, что Евросоюз намерен запретить въезд на свою территорию для некоторых украинских чиновников, если Виктор Янукович не накажет всех виновных в избиении студентов на Евромайдане в ночь на 30 ноября.
Ночью участники автомайдана на 50 автомобилях провели акцию протеста у Лукьяновского СИЗО с требованием освободить журналиста «Дорожного контроля» Андрея Дзиндзи и бизнесмена Владимира Кадура, задержанных по обвинению в том, что именно они 1 декабря управляли автопогрузчиком во время штурма Администрации президента на улице Банковой и тем самым покушались на жизнь сотрудников «Беркута».
8 декабря в Киеве состоялось второе «народное вече» Марш миллионов. Помимо ставших уже привычными проевропейских и антиправительственных лозунгов, у участников Евромайдана появился новый информационный повод — противники Януковича убеждены, что на встрече с Путиным в Сочи, состоявшейся 6 декабря, он пообещал присоединение Украины к Таможенному союзу. Противодействие вступлению Украины в Таможенный союз становится едва ли не главным лозунгом Евромайдана.
Улицы, прилегающие к зданиям правительства Украины,- Садовая, Шелковичная и Липская со стороны ул. Институтской — с утра были наглухо перекрыты автобусами милиции.
В Мариинском парке в это время проходил очередной митинг «Построим Европу в Украине», на который собралось несколько тысяч сторонников Партии регионов и власти из разных регионов страны. Выступающие заявляли о поддержке курса президента, выступали за мирное решение ситуации, возникшей в стране, осуждали действия лидеров оппозиционных сил, направленные на раскол общества.
На сайте МВД было опубликовано обращение главы МВД Виталия Захарченко к оппозиционным силам и киевлянам по поводу запланированных оппозицией массовых акций в центре столицы. Захарченко призвал граждан на предстоящих протестных акциях помнить о законе, быть бдительными и не поддаваться на провокации, воздержаться от угроз в адрес правоохранителей и членов их семей, а также обещал наказать виновных в жёстком разгоне Евромайдана.
Арсений Яценюк заявил с трибуны «народного вече», что с этого дня участники акции против действующей власти расширят её действие и начнут пикетировать весь правительственный квартал. Координатор Майдана первый заместитель лидера партии «Батькивщина» Александр Турчинов призвал митингующих разбить палаточные городки в правительственном квартале. Для этого он организовал две многотысячные колонны активистов на улицы Грушевского и Институтскую. Митингующие начали возводить баррикады на ул. Грушевского, на подступах к зданию Кабинета министров. В ход пошли металлические ограждения, чугунные решетки, уложенные вокруг деревьев на тротуарах. Первые палатки были установлены на Лютеранской, 24. Кроме того, митингующие заблокировали улицу Шелковичную на перекрестке с ул. Богомольца. Таким образом, проезд с улицы Шелковичной на улицу Бассейную и к Бессарабскому рынку был перекрыт
Вечером Александр Турчинов заявил, что весь правительственный квартал в центре Киева полностью находится под контролем сторонников евроинтеграции. По его словам, построены баррикады и установлены палатки возле Кабмина, Дома офицеров, перекрыты улицы Институтская и Шелковичная, на которых также установлены палатки и блокпосты. Турчинов призвал обеспечить круглосуточное дежурство по всему периметру Майдана.
Участники Евромайдана установили палатки на улицах Институтская и Грушевского со стороны станции метро Арсенальная. Движение по улицам практически прекращено. Кроме палаток, со стороны улицы Институтской дорогу блокируют несколько десятков автомобилей. По улице Грушевского со стороны станции метро Арсенальная выставлены цепи митингующих, которые также блокируют проезд автомобилей. Активисты Евромайдана в палаточном городке на улице Грушевского за баррикадой возле Дома правительства обустраивают быт — с Майдана Незалежности притащили бочки, дрова, чтобы разжечь костёр для обогрева.
К вечеру 8 декабря из числа протестующих на Майдане Независимости было сформировано как минимум 15 отрядов гражданской самообороны, именуемых «сотнями».
Как заявил народный депутат фракции «Батькивщина» Сергей Пашинский, оппозиция заблокирует президентскую резиденцию Межигорье, если в течение 48 часов правительство Николая Азарова не будет отправлено в отставку. По словам Пашинского, в течение дня протестующие собираются «наглухо» заблокировать здания администрации президента и Кабинета министров.
Главное следственное управление СБУ начало уголовное производство по факту совершения отдельными политиками незаконных действий, направленных на захват государственной власти. Уголовное производство открыто по ч. 1 ст. 109 УК (Действия, направленные на насильственную смену или свержение конституционного строя, или на захват государственной власти).
Вечером группой вандалов был снесён памятник Ленину, который был установлен на Бессарабской площади в 1946 году. На постамент вместо памятника установили государственный флаг Украины и красно-чёрное знамя украинских националистов.. Ответственность на себя взяла партия «Свобода». Об этом заявил журналистам депутат Верховной Рады от «Свободы» Игорь Мирошниченко. В то же время депутат от партии «Батькивщина» Андрей Шевченко заверил, что снос памятника не был инициирован с Евромайдана: «Это не была централизованная акция, инициированная с Майдана. Это, скорее, инициатива тех групп людей, которые это сделали». Лидеры оппозиции — Арсений Яценюк, Олег Тягнибок и Виталий Кличко — не взяли на себя ответственность за снесение памятника Ленину.
Ночь на территории, занятой митингующими, прошла спокойно. На Майдане Независимости всю ночь продолжался концерт. Основная масса митингующих ночевала в палатках, в Доме профсоюзов, в здании Киевской горадминистрации, Октябрьском дворце, а также патрулировала баррикады, установленные на ряде улиц в правительственном квартале. Наиболее серьёзные блокпосты установлены на улице Грушевского — возле Верховной Рады со стороны станции метро «Арсенальная» дорогу преграждает самосвал и несколько автомобилей. На улице Лютеранской возле Администрации президента даже развёрнута колючая проволока. Помимо установленных в воскресенье вечером баррикад ещё одна к утру 9 декабря появилась на улице Крещатик возле здания ЦУМа.

#### 9-15 декабря

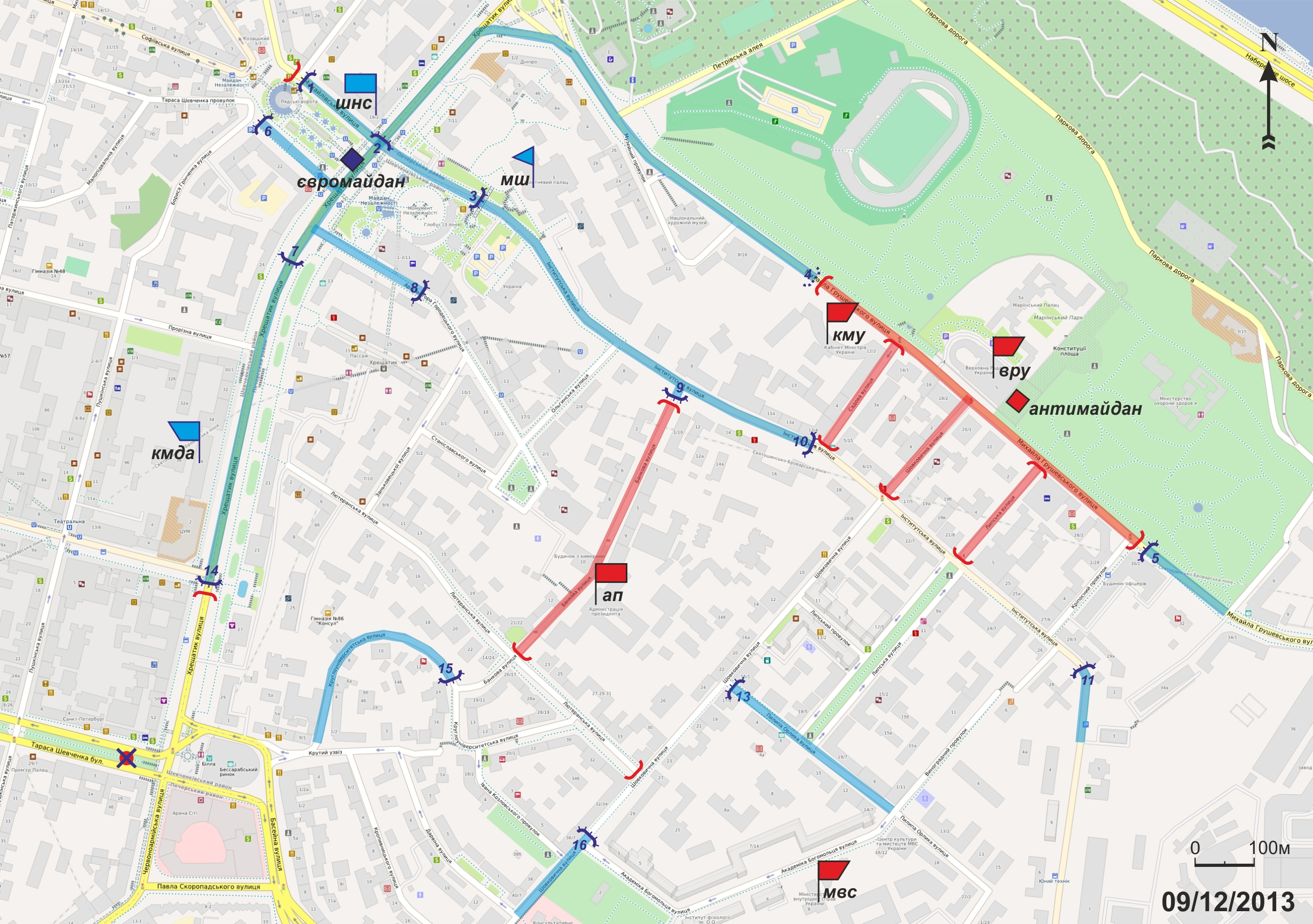
Схема оперативной обстановки в центре Киева 9 декабря.

9 декабря утром у здания Генеральной прокуратуры собралось около 300 митингующих, из которых более пятидесяти устроили лежачую забастовку перед входом в здание.
Евромайдан посетили представители посольств стран, входящих в Евросоюз. В частности, центральную площадь Киева посетил британский посол на Украине Саймон Смит.
Тем временем в связи с сообщением о заложенной взрывчатке милиция закрыла все входы и выходы на станциях метро Крещатик, Театральная и Майдан. Сотрудники спецподразделения «Беркут» перекрыли Крещатик. На Михайловскую площадь прибыла большая колонна бойцов внутренних войск. Бойцы спецназа МВД, которые в течение нескольких дней были блокированы в военной части Василькова, прорвали оцепление и направились в Киев.
К вечеру силовики оттеснили блокпосты протестующих в правительственном квартале на ул. Лютеранской, Шелковичной, Грушевского и в Крепостном переулке возле Кабмина, освободили от баррикад улицы Лютеранскую и Круглоуниверситетскую. И. о. руководителя столичного главка милиции Валерий Мазан заявил, что разблокирование так называемого правительственного квартала в центре Киева было проведено во исполнение решения Киевского окружного административного суда, принятого после того, как организаторы и участники акций проигнорировали предыдущее решение суда о запрете на проведение акций на этой территории.
Офис партии «Батькивщина» посетили вооружённые сотрудники СБУ, которые провели обыск и конфисковали серверы.
Ночью милиция снесла палатки митингующих на углу улицы Грушевского и Крепостного переулка (Дом офицеров), освободили от пикетчиков ул. Богомольца.
10 декабря в Киев прибыла Верховный представитель Европейского союза по иностранным делам и политике безопасности, вице-президент Европейской комиссии Кэтрин Эштон, которая посетила Майдан, провела переговоры с Виктором Януковичем, доведя до него точку зрения объединённой Европы о необходимости решения всех вопросов мирным путём, а затем встретилась с лидерами парламентской оппозиции.
В Киев также прибыла помощник госсекретаря США Виктория Нуланд. На следующий день был назначен «круглый стол» власти и оппозиции. Поэтому, предполагая мирное течение дальнейших событий, а также ввиду 9-градусного мороза, большинство людей ушло с Евромайдана греться, отдыхать, восстанавливать силы. На Евромайдане к ночи оставалось около 1 тыс. человек, ещё 1,5-2 тыс. находились на отдыхе в различных зданиях в центре Киева.
В ночь на 11 декабря бойцы подразделения «Беркут», внутренние войска и работники коммунальных служб двинулись из прилегающих улиц на забаррикадированную площадь. Прорвавшись со стороны Европейской площади и используя щиты, они начали силовое вытеснение митингующих, одновременно приступив к разбору баррикад. Милиционеры оттесняли людей со стороны Михайловской и Институтской улицы, а также со стороны Европейской площади. Крещатик был очищен от баррикад до улицы Городецкого. Станции метро в центре города были закрыты. К семи часам утра, однако, количество митингующих, противостоящих милиции, возросло с трёх тысяч примерно до 15 тысяч человек, что позволило противостоять силовому напору войск МВД. Бойцы, которых на 12-градусном морозе поливали из окон здания КГГА водой, были вынуждены отойти. Через одиннадцать часов непрерывного противостояния, когда число митингующих достигло 25 000 человек, войска МВД покинули Евромайдан.
На 10 часов утра в результате стычек было госпитализировано 15 человек — 6 митингующих и 9 правоохранителей. Причинами госпитализации стали обморожения стоп, черепно-мозговые травмы, переломы рёбер и конечностей, ушибленные раны головы и поясничного отдела позвоночника.
Новую попытку силовых ведомств штурмовать Майдан осудили официальные представители западных стран. США выразили «отвращение» в связи с решением украинских властей применить силу против мирных демонстрантов на Майдане. Глава госдепартамента США назвал подобную ситуацию «неприемлемой». Верховный представитель Евросоюза по иностранным делам и политике безопасности Кэтрин Эштон также осудила действия милиции. По итогам двух долгих разговоров с президентом Украины она сообщила: «Янукович чётко дал понять, что активно хочет подписать соглашение об ассоциации. Но перед Украиной стоят экономические вызовы, и они реальны. Для преодоления этих вызовов европейские структуры могут оказать поддержку, но при условии, что Янукович продемонстрирует, что имеет серьёзный экономический план в рамках подписания соглашения об ассоциации». При этом в Брюсселе отказались принять украинскую правительственную делегацию, которая собиралась 11 декабря продолжить переговоры об ассоциации и обсудить с руководством ЕС новую «дорожную карту» — условия и сроки подписания соглашения. Этому помешала очередная силовая акция в Киеве, свидетелем которой стала, кроме Эштон, и помощник госсекретаря США Виктория Нуланд. Министр иностранных дел Германии Гвидо Вестервелле призвал украинское правительство воздержаться от насилия и начать реальный диалог для разрешения сложившейся ситуации.
Как стало известно, утром 11 декабря около 70 депутатов Ивано-Франковского областного совета выехали на Евромайдан в Киев «для проведения бессрочной сессии».
Президент Киево-Могилянской академии Сергей Квит объявил об отмене зачётов и занятий в университете и о планах обустроить студенческий кампус в Киевской консерватории на Майдане.
Утром Майдан Независимости, где продолжалось противостояние между митингующими и силовиками, посетили Виктория Нуланд и посол США Джеффри Пайетт, которые угощали участников Евромайдана и бойцов из оцепления принесёнными хлебом и печеньем.
Позднее глава МВД Украины Виталий Захарченко сделал официальное заявление по поводу происходивших событий. По словам Захарченко, действия властей были вызваны исключительно желанием обеспечить соблюдение законных прав жителей Киева: «Уже несколько суток в центре Киева наблюдается транспортный коллапс. Уровень пробок на дорогах столицы достиг максимального значения — 10 баллов. Главные транспортные артерии города перекрыты баррикадами, необходимость и целесообразность возведения которых вызывают огромные сомнения. Кроме того, для их возведения безжалостно уничтожаются деревья и коммунальное имущество, принадлежащее территориальной общине Киева. В органы внутренних дел поступают многочисленные жалобы, в подавляющем большинстве — от жителей центральной части столицы, по поводу невозможности проезда к собственному дому и отсутствия нормального отдыха ночью».

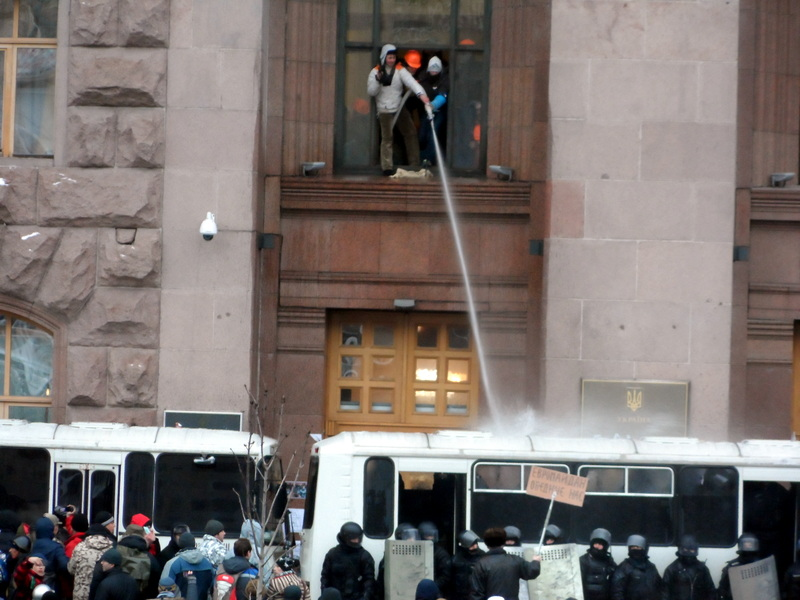
Противостояние у здания киевской городской администрации, 11 декабря 2013

Во второй половине дня и ночью участники Евромайдана восстановили и укрепили баррикады и убрали снег на самой площади и на Крещатике. Высота баррикад увеличена до четырёх метров. Укрепления строят изо льда и снега, которыми наполняют мешки для строительного мусора, а также дров, автомобильных шин и другого материала.
В конце дня президент Янукович пригласил все политические силы, общественность и священнослужителей к общенациональному диалогу. Лидеры оппозиции заявили, что не намерены участвовать в диалоге с властью, пока не будут выполнены их требования и пока спецподразделения не будут выведены из Киева. Арсений Яценюк подчеркнул, что переговоры лидеров оппозиции с президентом возможны только при получении на них согласия участников акции протеста.
Представитель госдепартамента США Джен Псаки заявила на брифинге, что власти США рассматривают возможные варианты действий в отношении Украины, включая введение санкций. По её словам, разгон протестующих, произошедший минувшей ночью, недопустим в демократической европейской стране.
Помощник госсекретаря США Виктория Нуланд после встречи с президентом Украины Виктором Януковичем заявила журналистам, что методы, использованные для разгона участников акции протеста в центре Киева в ночь на 11 декабря, являются неприемлемыми в современном демократическом европейском обществе.

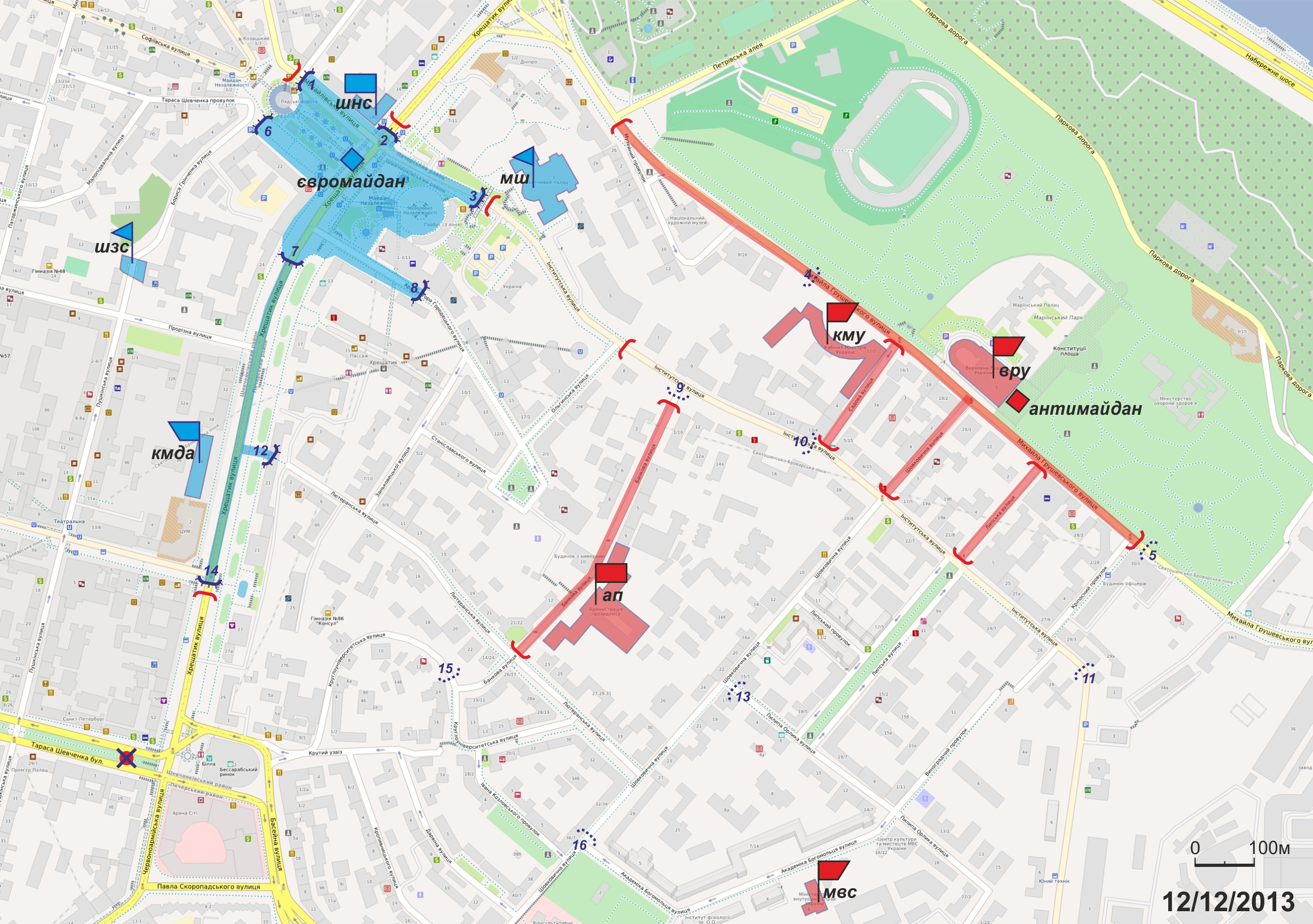
Схема оперативной обстановки в центре Киева 12 декабря.

12 декабря — из западных регионов Украины в Киев продолжают прибывать люди. Комендант Евромайдана Андрей Парубий заявил со сцены на Майдане Незалежности о намерении расширить палаточный городок Евромайдана в сторону Крещатика между улицами Городецкого и Хмельницкого, в том числе у здания КГГА. Ещё один штаб отрядов самообороны Евромайдана разместится в Доме архитектора на улице Гринченко, с которым заключён договор аренды до Нового года.
Как сообщили информационные агентства, глава Пентагона Чак Хейгел счёл необходимым позвонить министру обороны Украины Павлу Лебедеву, чтобы предостеречь от применения вооружённых сил против гражданского населения. Глава Минобороны Украины Павел Лебедев заявил, что Вооружённые силы не принимают участие в политические акции, которые проводятся в Киеве, а также не занимаются материально-техническим обеспечением этих акций.
13 декабря — протестующие пикетировали здания Министерства внутренних дел и апелляционного суда. Последний уже принял решение освободить из-под стражи журналиста Валерия Гарагуца, обвиняемого в организации провокаций 1 декабря на ул. Банковой.
Активисты партии Демократический альянс провели пикет у загородного дома секретаря Совета национальной безопасности и обороны Андрея Клюева в селе Рудыки недалеко от Конча-Заспы, протестуя против его давления на СМИ — распоряжении об ограничении освещения Евромайдана.
Три лидера оппозиционных партий — Арсений Яценюк, Виталий Кличко и Олег Тягнибок — всё же решили принять участие в общенациональном круглом столе «Объединим Украину» во Дворце «Украина» и передать Виктору Януковичу требования участников антиправительственных протестов. Среди требований — освобождение задержанных участников акций и закрытие уголовных дел против них, а также наказание главы МВД Виталия Захарченко и других правоохранителей, ответственных за применение силы против мирных демонстрантов. Ещё одним требованием митингующих является отставка правительства во главе с премьер-министром Николаем Азаровым.
Открывая заседание общенационального круглого стола «Объединим Украину» под председательством первого президента Украины Леонида Кравчука, Виктор Янукович заявил, что возмущён «радикальными действиями, которые были на Майдане как со стороны провокаторов, так и со стороны силовых структур, которые вели себя не всегда адекватно». Он при этом подчеркнул, что провокаторы, действия которых привели к силовому захвату ряда административных зданий в Киеве, должны понести наказание: «Виновные должны быть наказаны, а случайные люди — участники этого действа — и 30 ноября, и в другие дни — должны быть амнистированы».
Виталий Кличко заявил, что оппозиция располагает информацией о подготовке силового сценария со стороны власти в отношении протестующих граждан, и предупредил Виктора Януковича о возможности «ужасных последствий» для страны и лично президента: «Вы несёте персональную ответственность за все действия и процессы, которые происходят и будут происходить в нашей стране», — подчеркнул Кличко, обращаясь к Януковичу. В свою очередь, Арсений Яценюк заявил, что «сценарий», который сегодня реализуется на Украине, готовили за её пределами. По словам Яценюка, его авторы — люди, которые не хотят видеть Украину независимым суверенным государством и реализуют свои амбиции, втягивая Украину в гражданский конфликт.
Как заявил премьер-министр Николай Азаров, если бы на Вильнюсском саммите Украина подписала соглашение об ассоциации и зоне свободной торговли с Евросоюзом, её экономика неизбежно потерпела бы крах. По его словам, ЕС обещал помочь Украине в переговорах с МВФ, но не выполнил обещание, и Фонд продолжает выдвигать Украине всё более жёсткие требования. В то же время, подписав это соглашение, Украина бы потеряла преимущества зоны свободной торговли СНГ и неизбежно оказалась бы в ситуации дефолта.
Виктор Янукович заявил о введении моратория на любые силовые действия до рассмотрения в Верховной Раде всех рисков, которые несёт Соглашение об ассоциации с Евросоюзом в существующем виде. Он также предложил Верховной раде 17 декабря проголосовать за амнистию в отношении задержанных во время массовых акций протеста в Киеве и призвал оппозицию использовать Верховную раду как площадку для переговоров с целью поиска путей выхода из сложившегося политического кризиса и доработки Соглашения об ассоциации. По завершении Круглого стола Виталий Кличко заявил, что власть не пошла навстречу оппозиции ни по одному из требований. Таким образом, предпринятые Виктором Януковичем попытки снизить давление на власть путём проведения круглого стола с лидерами оппозиции и смещения высокопоставленных чиновников, причастных к силовому разгону митинга 30 ноября, оказались безуспешными.
Партия регионов подала заявку на проведение в центре Киева бессрочной акции, к участию в которой планирует привлечь 200 тысяч человек. Акция будет проводиться на Европейской площади и в Мариинском парке начиная с 14 декабря. В пресс-службе Донецкой областной организации Партии регионов сообщили, что все желающие поддержать президента поедут в Киев на специально заказанном поезде, который оплатила областная организация ПР. По информации железнодорожников, этот спецпоезд будет включать в себя 19 плацкартных и купейных вагонов. Как заявил Арсений Яценюк, власть свозит людей в Киев, чтобы начать гражданский конфликт, «ввести чрезвычайное положение, ввести войска, ввести „Беркут“, разогнать Майдан». Коммунальные службы в присутствии работников правоохранительных органов убрали снег на Европейской площади, завезли металлические конструкции для монтажа сцены, огородили Европейскую площадь со всех сторон металлическим забором. Между Евромайданом и акцией в поддержку действующей власти на Европейской площади установили ограждение из автобусов, грузовиков и бойцов «Беркута».
По данным областных организаций ПР, 13 декабря на митинг в поддержку власти в Киеве Херсонская областная организация отправила 2 поезда с 2 тысячами местных жителей. Кроме того, 400 жителей Кривого Рога, 1 тыс. жителей Севастополя, 3,5 тыс. жителей Чернигова и 300 жителей Кировограда 12-13 декабря отправились на митинг в поддержку власти в Киеве. На митинг были отправлены также 1 тыс. жителей Запорожья. Ещё, как передают Українські новини, в Киев планируют отправить 10 тыс. активистов ПР из Днепропетровской области и 20 тыс. — из Донецкой.
Партия УДАР в связи с этим распространила заявление, в котором обвинила власти в том, что, «используя всю властную вертикаль и органы местного самоуправления, организуется добровольно-принудительный своз в Киев работников бюджетной схемы» из Восточной Украины на «проплаченный митинг» в поддержку президента Виктора Януковича. Как утверждалось в заявлении, власти планируют устроить провокации против Антимайдана, используя наёмных провокаторов. «Следствием этого должны стать столкновения между двумя майданами, масштабные драки, массовые беспорядки и кровопролитие. Таким образом в Украине фактически целеустремлённо организуется гражданская война».
МВД обнародовало предварительные результаты проверки действий правоохранителей на Майдане Незалежности 30 ноября: «Предварительно установлено, что применение мер физического воздействия и специальных средств в отношении граждан отдельными сотрудниками милиции осуществлялось, исходя из оценки сложившейся ситуации. Это происходило в условиях совершения некоторыми участниками акции противоправных действий в виде активного сопротивления, бросания в сотрудников спецподразделения опасных для жизни и здоровья предметов и распыления вещества неустановленного действия», — говорилось в сообщении МВД. В МВД при этом признали, что «со стороны должностных лиц ГУМВД Украины в городе Киеве, ответственных за организацию охраны общественного порядка во время проведения массовых мероприятий, и отдельных работников милиции имели место нарушения действующего законодательства Украины и ряда ведомственных нормативных актов».
Пресс-служба СБУ сообщила о приведении в боевую готовность подразделений Антитеррористического центра на территории Киевского региона в связи с «неединичными анонимными сообщениями о минировании объектов с массовым пребыванием людей и угрозами совершить взрывы, которые имели место в ноябре и декабре этого года на фоне сложной ситуации в центральных районах столицы».
Противостояние сторонников и противников украинской власти 14-15 декабря достигло пика. Оппозиция и правящая Партия регионов вывели на улицы сотни тысяч людей, в Киеве впервые прошли два параллельных митинга — Майдан и Анти-Майдан. «Народное вече», в котором приняли участие, по некоторым данным, до 200 тыс. человек, продемонстрировало, что приоритеты митингующих изменились. Первоначальное требование оппозиции — наказать виновных в разгоне митинга 30 ноября — отошло на второй план перед новым лозунгом дня: не допустить подписания соглашения о вступлении Украины в Таможенный союз в ходе намеченного на 17 декабря визита президента Виктора Януковича в Москву.

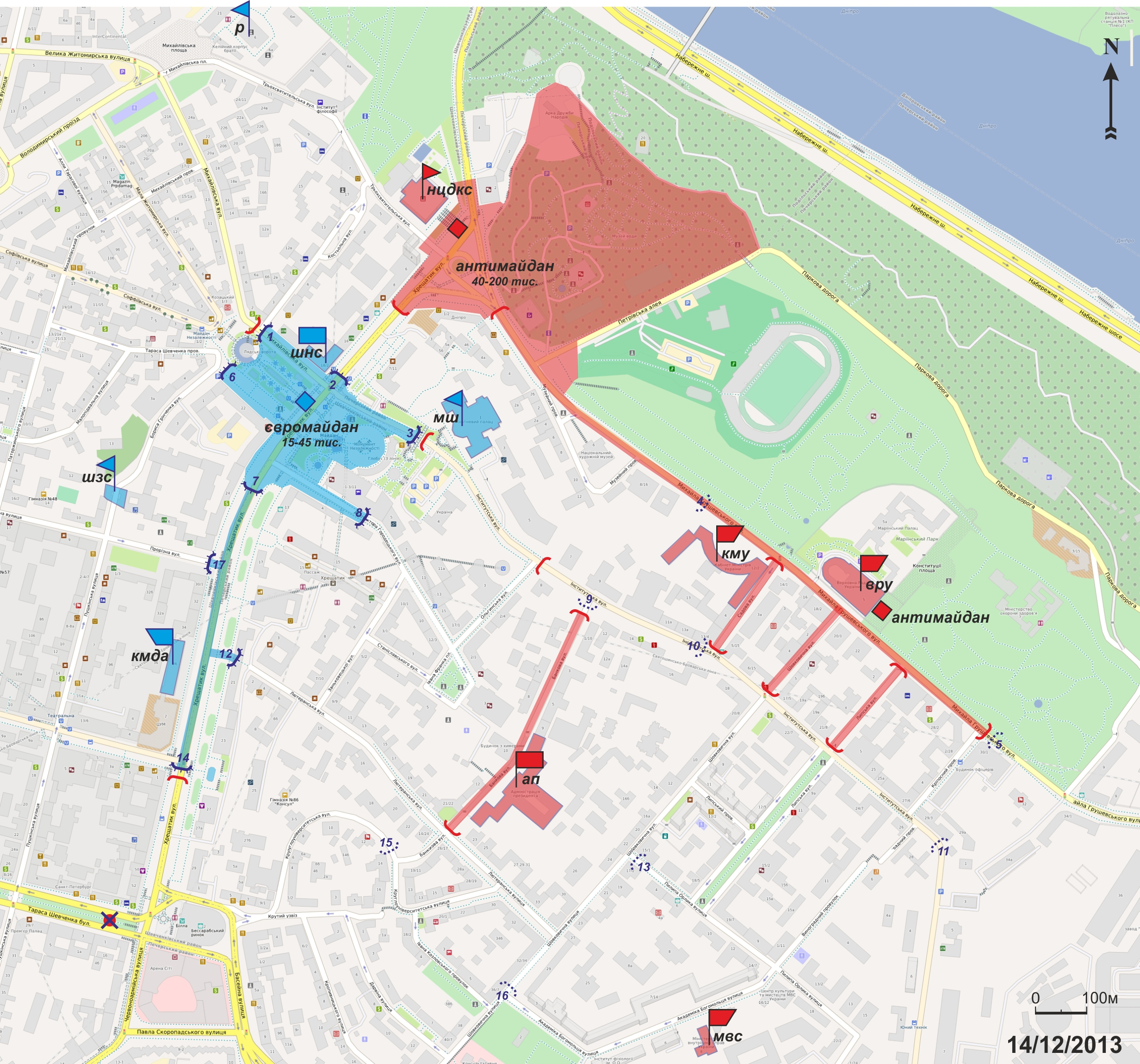
Схема оперативной обстановки в центре Киева 14 декабря.

14 декабря Виктор Янукович отстранил Александра Попова от должности главы КГГА и Владимира Сивковича от должности заместителя секретаря СНБО Украины. Оба чиновника были отстранены по ходатайству Генеральной прокуратуры Украины в связи с подозрением в причастности их к нарушению конституционных прав граждан, которые 30 ноября 2013 года находились на Майдане Независимости в Киеве. Ранее генпрокурор Виктор Пшонка заявил на брифинге, что Владимир Сивкович и Александр Попов непосредственно оказывали давление на руководство киевской милиции для применения силы в ночь на 30 ноября. Он также сообщил, что в ближайшее время подозреваемым в превышении власти чиновникам — Владимиру Сивковичу, Александру Попову, Валерию Коряку и Петру Федчуку — будет избрана мера пресечения в виде домашнего ареста.
Выступая на митинге сторонников Партии регионов на Европейской площади, премьер-министр Николай Азаров призвал украинцев прекратить акции протеста.
Госдепартамент США предупредил, что будет пристально следить за ситуацией в Киеве на выходных и призвал украинские власти воздержаться от применения силы в отношении мирных протестующих. Госдепартамент выразил разочарование, что круглый стол власти и оппозиции был «непродуктивным». В Киев вылетели два сенатора — республиканец Джон Маккейн и демократ Крис Мерфи. Тем временем группа сенаторов от Республиканской и Демократической партий представили проект резолюции, призывающей к «мирному и демократическому урегулированию» украинского кризиса. В заявлении авторов проекта говорилось: «Украинцы вышли на улицы, потому что знают, что правительство продало их за краткосрочную денежную помощь от России, и они справедливо переживают о долгосрочных экономических последствиях для экономики Украины». В законопроекте было предложено рассмотреть вопрос о санкциях против лиц, ответственных за насилие в отношении мирных демонстрантов. В частности, речь шла о запрете въезда в США и замораживании активов.
Тем временем Арсений Яценюк на брифинге потребовал от президента России Владимира Путина и министра иностранных дел России Сергея Лаврова прекратить вмешательство во внутренние дела Украины, касающиеся определения внешнеполитического курса страны. Яценюк выразил возмущение заявлением Лаврова по поводу событий на Украине. Яценюк заявил, что Россия пытается реализовать сценарий по втягиванию Украины в Таможенный союз без подписания соответствующих документов, с помощью силового, кровопролитного развития событий на Украине.
Лидер организации «Братство» Дмитрий Корчинский был объявлен в межгосударственный розыск по подозрению в организации беспорядков 1 декабря
15 декабря акция в поддержку курса президента Януковича продолжилась в Мариинском парке.

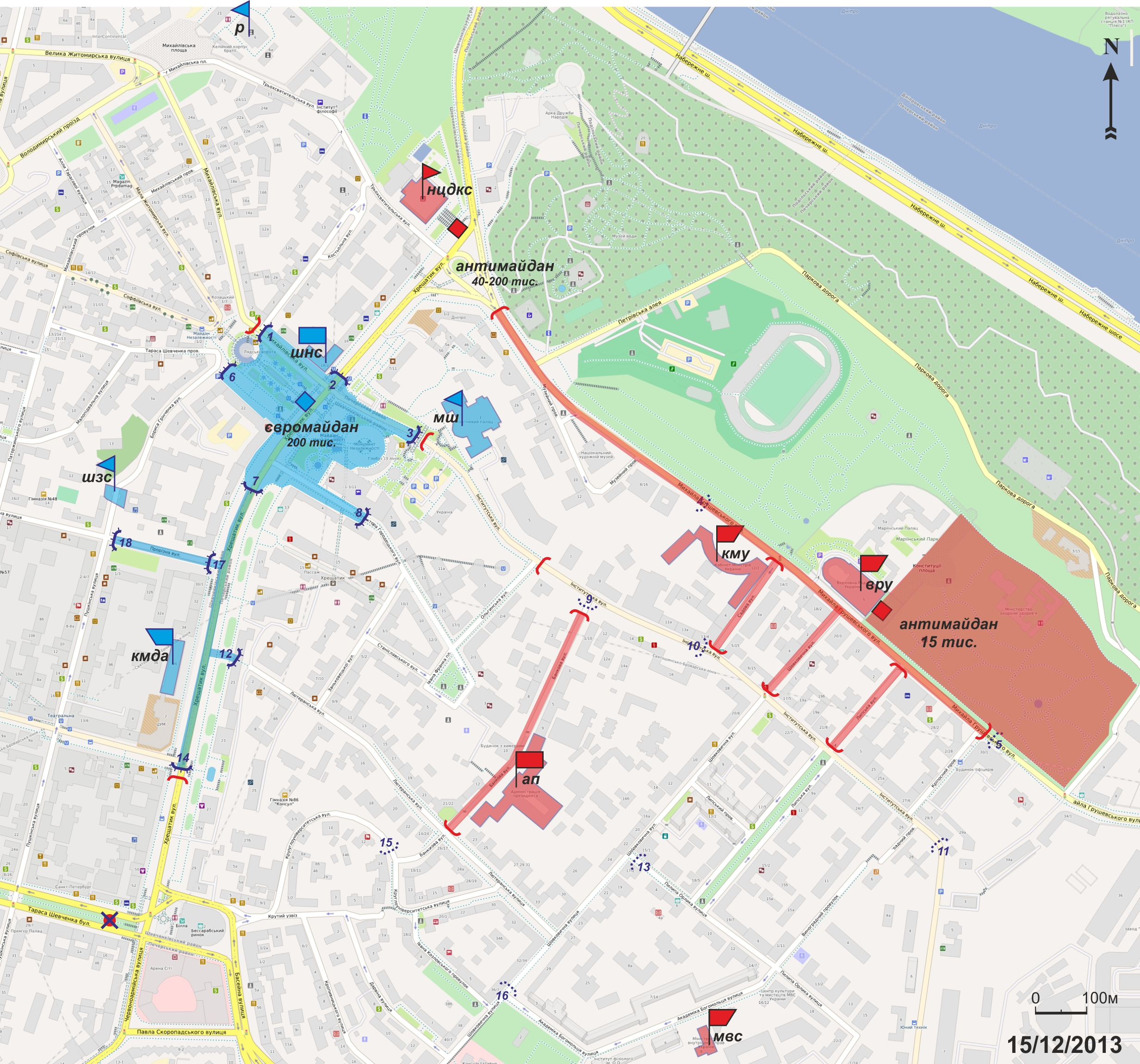
Схема оперативной обстановки в центре Киева 15 декабря.

Тем временем перед участниками очередного «Народного вече» выступили американские сенаторы Кристофер Мерфи и Джон Маккейн. Участники митинга на Майдане Независимости потребовали от Виктора Януковича не подписывать соглашение о вступлении Украины в Таможенный союз в ходе визита в Москву, намеченного на 17 декабря. В принятой на митинге резолюции говорилось: «Таможенный союз — это не только отсутствие демократических и свободных выборов, это произвол власти, продажные и заказные суды, нарушения прав и свобод человека, политические репрессии, безграничная коррупция, это совковая экономика и низкий уровень жизни, это не наши ценности. Украина заслуживает лучшее будущее. Поэтому Евромайдан решительно предостерегает Януковича от попыток вернуть нас в прошлое и категорически запрещает ему подписывать соглашение о присоединении Украины к Таможенному союзу». С Майдана Незалежности по призыву Александра Турчинова три колонны митингующих отправились пикетировать здания СБУ на Владимирской, МВД на улице Богомольца, Центральной избирательной комиссии на площади Леси Украинки.
Еврокомиссар по вопросам расширения Штефан Фюле объявил, что Евросоюз приостанавливает работу с Киевом по соглашению об ассоциации. «Слова и действия президента и правительства в отношении соглашения расходятся всё больше. Их аргументы не имеют никакой связи с реальностью»,- пояснил Штефан Фюле в своем Twitter, возложив вину за принятое решение на президента Януковича.

#### 16-22 декабря
16 декабря Николай Азаров провёл закрытую встречу с депутатами от правящей Партии регионов. По словам участников заседания, от Азарова потребовали «на 90 % переформатировать правительство» и раскритиковали министров, ответственных за экономический блок. В окружении президента говорят о возможности увольнения 7-8 министров, в том числе руководителя внешнеполитического ведомства Леонида Кожары, однако отставка самого Николая Азарова выглядит маловероятной.
17 декабря несколько десятков оппозиционных народных депутатов заблокировали трибуну и президиум Верховной рады, где должно было пройти пленарное заседание для обсуждения бюджета. Заседание было объявлено закрытым через три минуты после начала.
Депутат от парламентской фракции «Батькивщина» Владимир Яворивский зарегистрировал проект постановления об обращении Рады к президенту Виктору Януковичу с требованием отставки премьер-министра Николая Азарова в связи с достижением им пенсионного возраста. 17 декабря ему исполнилось 66 лет.
В Москве прошло заседание Российско-украинской межгосударственной комиссии под председательством Виктора Януковича и Владимира Путина. Около 200 сторонников евроинтеграции пикетировали Бориспольскую трассу, ведущую в аэропорт, под лозунгом «Янукович, поворачивай самолёт в Европу».
По итогам переговоров в Москве президент РФ Владимир Путин сообщил, что Россия разместит в ценных бумагах украинского правительства часть своих резервов из Фонда национального благосостояния объёмом 15 миллиардов долларов, «учитывая трудности украинской экономики, связанные в значительной степени с мировым финансовым и экономическим кризисом, с целью поддержки бюджета Украины». Путин отметил, что данное решение не связано ни с какими дополнительными условиями, а вопрос вступления Украины в Таможенный союз вообще не обсуждался.
Лидер партии УДАР Виталий Кличко потребовал обнародовать условия, на которых были подписаны документы в Москве. Он предположил, что соглашение о выделении Украине 15 миллиардов долларов было подписано под залог стратегических объектов страны.
Представитель Белого дома Джей Карни заявил, что соглашения, заключённые в Москве, не учитывают требования участников антиправительственных протестов.
18 декабря — по состоянию на 18:00 на Майдане Незалежности находилось около 10 тысяч человек. Как и раньше, здесь работают полевые кухни, митингующие продолжают греться возле бочек с огнём. Со сцены выступают общественные деятели и народные депутаты от оппозиции. Между тем, митингующие продолжают строить баррикады. Со стороны Европейской площади строят капитальное сооружение из металлической арматуры и труб. Поперёк Крещатика устанавливаются стальные столбы, к которым приваривают металлические тросы и арматуру.
19 декабря Верховная Рада проголосовала за освобождение от уголовного преследования всех активистов Евромайдана, обвинявшихся в организации беспорядков и противостоянии силовикам в период с 21 ноября до вступления этого решения в силу. За законопроект оппозиции проголосовали 339 депутатов. Участники Евромайдана встретили эту новость аплодисментами и фейерверком.
Арсений Яценюк заявил, что он сам и другие лидеры оппозиции, в том числе Александр Турчинов и Олег Тягнибок, фигурируют в деле о государственном перевороте. Об этом, по его словам, сообщил генеральный прокурор Украины Виктор Пшонка. Ранее СБУ начала расследование в связи с действиями, которые направлены на захват государственной власти на Украине. Уголовное производство открыто по ч.1. ст.109 УК (действия, направленные на насильственную смену или свержение конституционного строя или на захват государственной власти).
20 декабря — как сообщила пресс-секретарь командующего внутренних войск Виктория Кушнир, численность бойцов внутренних войск, находящихся в Киеве, составляет около 3 тысяч. По словам пресс-секретаря, в Киев были свезены подразделения специального назначения и патрульные соединения, а также личный состав специальных моторизованных воинских частей со всей Украины. Для охраны правопорядка также были задействованы курсанты 3 и 4-го курсов Академии внутренних войск.
22 декабря состоялось очередное «Народное вече», на котором было объявлено о создании общественной организации Народное объединение Майдан. Сопредседателями Совета объединения «Майдан» стали Олег Тягнибок, президент Киево-Могилянской академии Сергей Квит, Виталий Кличко, Юрий Луценко, Руслана Лыжичко, Юлия Тимошенко и Арсений Яценюк. В митинге также приняли участие ряд российских оппозиционеров — Илья Яшин, Константин Боровой и другие российские общественные деятели.
Координаторы Антиевромайдана объявили о его сворачивании на время новогодних и рождественских праздников.

#### 23-31 декабря
23 декабря президент Украины Виктор Янукович подписал принятый парламентом 19 декабря закон об освобождении от уголовного преследования всех арестованных участников мирных акций протеста.
24 декабря в Харькове на организатора местного Евромайдана Дмитрия Пилипца напали двое неизвестных и нанесли ему 12 ножевых ранений, после чего скрылись с места происшествия.
В ночь на 25 декабря на Бориспольской трассе избили известную украинскую журналистку и активистку Евромайдана Татьяну Черновол. Она связала нападение со своей активной общественной деятельностью. В связи с происшествием многочисленная группа активистов пикетировала здание Министерства внутренних дел в Киеве.
26 декабря сотни участников Евромайдана снова пикетировали здание МВД Украины, требуя отставки Виталия Захарченко и расследования дела об избиении активистки Татьяны Черновол.
28 декабря Юрий Луценко, выступавший в Харькове на митинге местного Евромайдана в рамках проекта «Расширение Майдана на Восток», был облит зелёнкой. Четверо нападавших были задержаны.
29 декабря состоялось очередное «Народное вече», на котором Арсений Яценюк призвал людей продолжать акции протеста, не оставлять Майдан. Яценюк озвучил основные пункты плана действий оппозиции на январь 2014 года: «Наша первая задача — это привлечь к ответственности бандитов, которые били мирных граждан, били Татьяну Черновол, били евромайдановцев и поджигали их автомобили в разных городах», — заявил он. По его словам, после праздников оппозиция намерена потребовать создания следственной комиссии по расследованию действий правоохранительных органов в отношении митингующих. Яценюк заявил, что в 2014 году будет сформирована единая оппозиционная команда: «Мы готовимся к победе на следующих выборах президента Украины. Мы формируем в 2014 году единую команду изменений, команду трёх оппозиционных сил, … команду, которая способна сделать Украину европейским государством». Яценюк подчеркнул, что митингующие не намерены оставлять здание Дома профсоюзов, где базируется Штаб национального сопротивления, пресс-центр, медслужба, кухня для участников митинга.
После этого Майдан принял Манифест с краткосрочными и долгосрочными задачами на будущий период.
Текст манифеста озвучил Александр Турчинов. Среди краткосрочных задач Турчинов упомянул освобождение и реабилитацию всех задержанных активистов Евромайдана, а также привлечение к ответственности заказчиков и исполнителей применения силы в отношении протестующих. Кроме того, в манифесте говорилось о ликвидации спецподразделения «Беркут» и привлечения к ответственности всех его сотрудников, избивавших участников Евромайдана в Киеве. «Мы требуем отставки премьер-министра Азарова и формирования нового проевропейского большинства в парламенте», — заявил Турчинов. Кроме того, он упомянул о создании делегации, которая будет иметь полномочия Майдана для проведения переговоров с властью по урегулированию ситуации в стране. Турчинов заявил, что в Манифесте также выдвинута задача подготовить изменения в Конституцию Украины, которые бы ограничили полномочия президента, а также добиваться введения персональных санкций в отношении представителей «режима Януковича».
В долгосрочной перспективе участники Майдана видят создание демократического государства, децентрализацию власти, люстрацию судей, сокращение численности правоохранительных органов и прокуроров, а также проведение ряда реформ в различных сферах. По словам Турчинова, необходимо также не допустить «внешнеполитического бартера стратегических интересов Украины на тактические экономические бонусы со стороны России» и предотвратить вступление Украины в Таможенный и Евразийский союзы. В то же время, по словам Турчинова, необходимо добиться подписания Соглашения об ассоциации с Европейским Союзом, включающего углубленную зону свободной торговли, а также ведения безвизового режима со странами Евросоюза для украинских граждан.
После «Народного вече» активисты «Автомайдана» организовали пикетирование резиденций Виктора Януковича и Виктора Медведчука, особняков Николая Азарова, Владимира Рыбака и Виктора Ющенко.

#### Акции Антимайдана в регионах (ноябрь — декабрь 2013 года)

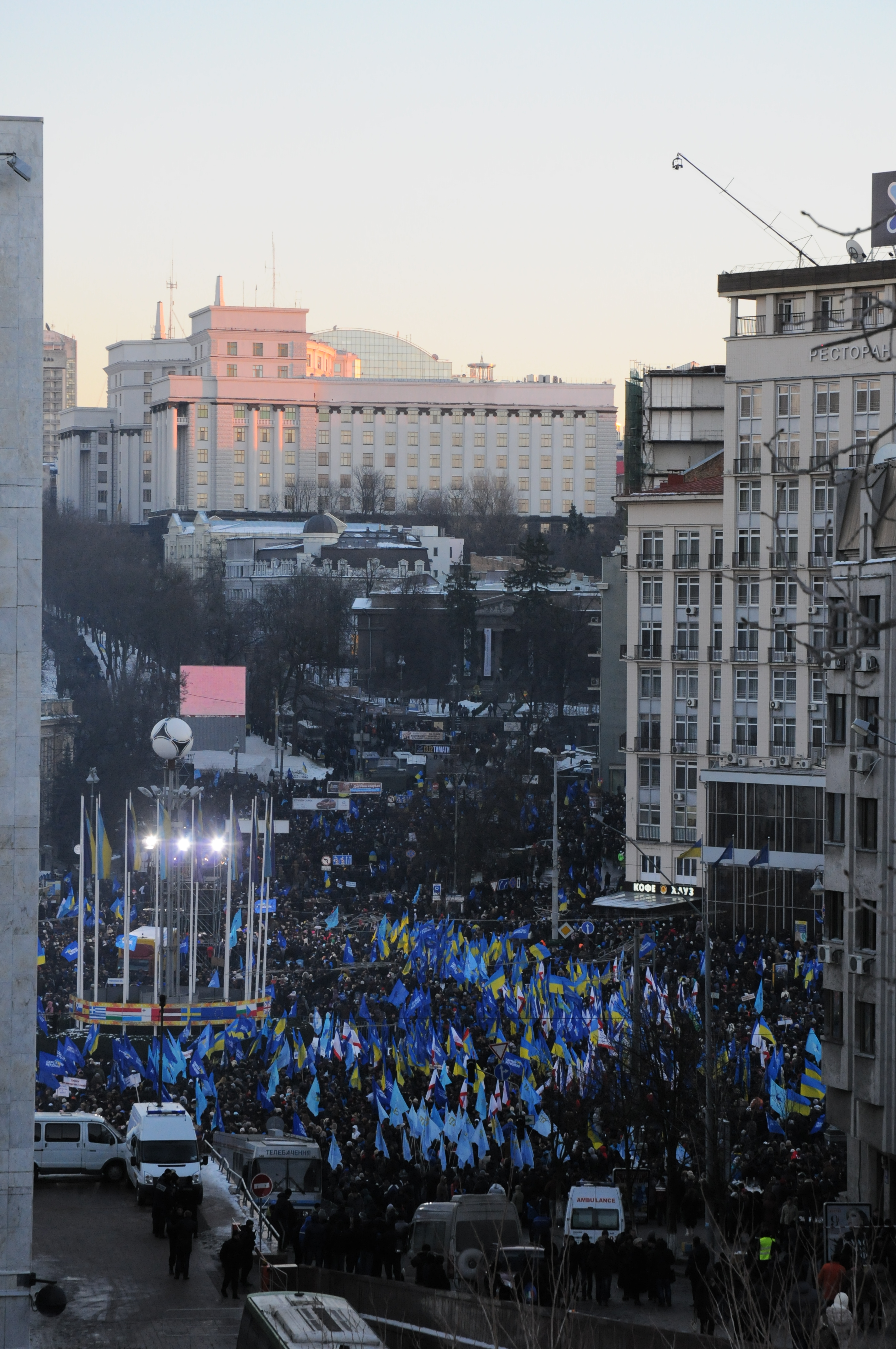
Анти-евромайдан. 14 декабря 2013

Параллельно Евромайдану в конце ноября в Симферополе был проведён митинг из 100 человек в поддержку правительства.
В Донецке 4 декабря прошёл митинг против «Евромайдана», на который вышло, по данным организаторов и милиции, от 12 до 15 тысяч участников.
7 декабря в Херсоне прошёл митинг против Евромайдана, на который пришло около 10 тысяч человек. В митинге приняли участие губернатор, городской голова и депутаты всех уровней.
13 декабря на пл. Нахимова в Севастополе прошёл митинг (в котором участвовали байкеры) в поддержку вступления Украины в Таможенный союз
В Одессе и Севастополе прошли митинги против «Евромайдана», «Марш за альтернативу», за федерализацию Украины и вступление в Таможенный союз. 16 декабря на Соборной площади Одессы прошёл митинг против «Евромайдана» и за Таможенный союз.
В Тернополе окружной административный суд запретил коммунистам проводить митинг в поддержку Таможенного союза, поскольку рядом в это же время проходил митинг за Европейский союз.

### Первая половина января 2014 года
1 января в Киеве прошло факельное шествие активистов партии «Свобода» и футбольных фанатов в честь дня рождения Степана Бандеры. Как заявил лидер УДАРа Виталий Кличко, шествие — исключительно инициатива Свободы, и всеукраинское объединение Майдан никакого отношения к этой акции не имеет. Во время факельного шествия в здание отеля «Премьер-Палас» была брошена дымовая шашка. Позже «Свобода» заявила, что исключила из своих рядов за этот инцидент двоих членов партии.
4 января Андрей Парубий на брифинге в пресс-центре Штаба национального сопротивления заявил, что до 8 января масштабных протестных акций активисты Майдана не планируют. Парубий сообщил, что на заседании Совета Всеукраинского объединения Майдан было принято решение начать формировать региональные организации объединения. На Майдане Незалежности продолжают митинговать более тысячи человек.
5 января Олег Тягнибок заявил на заседании гражданского совета Майдана, что оппозиция не предпринимает радикальных шагов из-за давления представителей иностранных государств: «Дипломаты утверждали, что Янукович является демократически избранным президентом, и если мы хотим против него бороться — то лишь демократическими методами», — добавил он. Тягнибок признал, что Майдан «переживает не лучшие времена», учитывая, что начались праздники, многие разъехались. Но, подчеркнул он, «сам факт существования Майдана, а также персональные пикеты под домами представителей власти больше всего их раздражают, а следовательно, работу по обоим направлениям надо продолжать».
10 января протестующие попытались сорвать объявление приговора по делу так называемых «васильковских террористов» — жителей города Василькова Киевской области, которых Служба безопасности Украины в 2011 году задержала по подозрению в подготовке терактов. В результате столкновений с сотрудниками МВД пострадали депутаты от «Свободы» Юрий Бублик и Эдуард Леонов, а также Юрий Луценко. Разные травмы также получили около 20 сотрудников подразделения «Беркут».
11-12 января в Харькове прошёл всеукраинский форум Евромайданов, делегаты которого рассмотрели вопросы координации действий, информационной политики, обеспечения безопасности. Своим опытом действий против режима и стратегиями построения гражданского общества поделились специальные гости из Польши — один из основателей Хельсинкского комитета Польши Збигнев Ромашевский и один из основателей «Солидарности» Збигнев Буяк.
12 января состоялось первое в 2014 году «Народное вече». По данным СМИ, в нём приняли участие от 50 до 200 тысяч человек. Перед резиденцией Виктора Януковича в Межигорье прошёл митинг участников Автомайдана.
16 января Верховная рада создала временную следственную комиссию (ВСК) по вопросам расследования противоправных действий правоохранителей и отдельных должностных лиц в ходе акций протеста. Комиссия должна установить лиц, причастных к нарушению прав и свобод участников массовых акций протеста, к силовому разгону акций и избиению журналистов, для привлечения их к ответственности.
Как отмечает Н. С. Розов, Янукович ещё в январе явно рассчитывал получить подкрепление из восточных регионов и/или из России, пустить в ход имеющиеся резервы для «решающего боя», надеясь на быструю победу. Отчасти эти надежды оправдались, но этого не хватило для решительного психологического перевеса, который мог привести к уступкам и мирной сдаче Майдана, тогда как идти на откровенное насилие и большую кровь режим был не готов.
В январе и феврале на поддержку киевского Майдана прибывали дополнительные силы с западной и центральной Украины, на Майдане проходили боевые учения отрядов самообороны. Это позволяло удерживать позиции, делать отдельные вылазки, но таких сил было недостаточно для демонстрации полного и убедительного преимущества, способного привести к относительно мирному захвату власти. Сугубо насильственный вариант хоть и входил в планы отдельных сил Майдана («Правый сектор» и др.), но отвергался лидерами и большинством.

### Законы 16 января
В условиях жёсткого противостояния между депутатами от оппозиции и поддерживающим власть большинством парламент принял государственный бюджет на 2014 год. Различные СМИ при этом распространили информацию, что бюджет приняли якобы с нарушением процедуры — голосуя руками, без подсчёта голосов, без обсуждения, сразу во втором чтении, и в целом, поскольку оппозиция препятствовала его обсуждению и утверждению.
В тот же день фракции Партии регионов и КПУ простым поднятием рук, без обсуждения и реального подсчёта голосов, приняли 11 законов и одно постановление, инициатором принятия которых был президент Украины Виктор Янукович. Законы, подписанные президентом 17 января, были опубликованы в электронной версии газеты парламента «Голос Украины» в номере за 21 января 2014 года и вступили в силу с 22 января.
Законопроекты, представленные на голосование, не имели заключения профильного комитета и не прошли экспертизу научно-экспертного управления Верховной рады — в дальнейшем в ряде СМИ их назвали «диктаторскими».
Принятые Верховной радой изменения в законодательстве содержали ряд новых ограничений, а также усиливали ответственность за некоторые уже предусмотренные законодательством нарушения, многие из которых касаются участия в акциях протеста. В том числе были приняты законы: о возможности блокирования сайтов по решению экспертов, об административной ответственности за установку без разрешения палаток, сцены и звукоаппаратуры для проведения митингов, запрете нахождения на демонстрациях в масках и с оружием, о необходимости регистрироваться политическим организациям, финансируемым из-за рубежа.
19 января на очередное «Народное вече» в Киеве собралось от 100 до 500 тысяч человек. Представители парламентской оппозиции, выступавшие перед собравшимися, заявляли, что власть намерена установить на Украине авторитарную диктатуру, и требовали созыва Народной рады вместо Верховной рады, скомпрометировавшей себя принятием «диктаторских законов», отставки президента Януковича и досрочных президентских выборов. Акция переросла в противостояние радикально настроенной части митингующих с милицией (см. ниже).
В последующие дни в ряде регионов участники местных евромайданов перешли от митингов к захватам зданий областных и районных администраций. На западе Украины эти действия имели успех, тогда как в регионах центральной Украины эти попытки были пресечены правоохранительными органами.
20 января Совет министров иностранных дел ЕС призвал официальный Киев пересмотреть законодательные акты, поскольку, по мнению евробюрократов, они «значительно ограничат основополагающие права украинских граждан на объединение, свободу СМИ и прессы, а также серьёзно повлияют на деятельность общественных организаций».
Переговоры между президентом Украины Виктором Януковичем и лидерами парламентской оппозиции, продолжавшиеся несколько дней, привели к уступкам со стороны властей: 28 января было созвано внеочередное заседание Верховной Рады, проголосовавшей за отмену ряда законов от 16 января и объявившей амнистию для участников событий, происходивших на Украине в ноябре 2013 — январе 2014 гг.. 28 января президент принял отставку премьер-министра Николая Азарова и кабинета министров. Окончательно «законы 16 января» были отменены 31 января указом президента Виктора Януковича № 732-VII.

### Противостояние 19 января
Столкновения начались после того, как милицейское оцепление отказалось пропустить радикально настроенных митингующих к зданию Верховной рады. Протестующие намеревались заблокировать парламент, чтобы вынудить депутатов отменить законы, принятые 16 января (следует отметить, однако, что депутаты ушли на каникулы до 4 февраля).
Действия радикалов
В ходе «народного вече» лидер Автомайдана С. Коба, выражая недовольство радикальной части Евромайдана, потребовал от парламентской оппозиции ответа на вопрос, кого они готовы выдвинуть и поддержать в качестве единого лидера. Не получив внятного ответа, он заявил с трибуны: «Пусть они определяются, а мы идём к Верховной раде и будем стоять там, пока не отменят позорные законы». Активисты «Правого сектора» и Автомайдана, а за ними и 3-4 тыс. обычных митингующих, направились на Европейскую площадь, где перелезли через КамАЗы и попытались прорваться сквозь кордон, вступив в силовое противостояние с милицией. Были подожжены 4 автобуса «Беркута», 2 грузовика, кассы стадиона «Динамо», а самих бойцов нападающие забросали петардами и коктейлями Молотова, также в ход шли дубинки и камни. Милиция применила спецсредства: светошумовые гранаты, слезоточивый газ. Также был использован водомёт, которым, как позднее заявили в МВД, пытались потушить подожжённый автотранспорт.
Лидеры парламентской оппозиции вновь попытались дистанцироваться от насилия, начавшегося буквально в квартале от митинга. Арсений Яценюк заявлял со сцены: «Это не наш путь, это путь Януковича». Когда Виталий Кличко попытался лично остановить насилие и предотвратить столкновение с милицией, его освистали, после чего он получил в лицо струю из порошкового огнетушителя.
Одного из бойцов «Беркута», раненного в рукопашной схватке, затащили в Дом профсоюзов и чуть не убили. Ещё 2 правоохранителя были избиты митингующими. Одному из нападавших светошумовой гранатой оторвало кисть левой руки, у многих были диагностированы рваные раны и отравление газом.
Как отмечают эксперты из Киевского центра политических исследований и конфликтологии, анализ содержания социальных сетей позволяет сделать вывод, что подготовка к очередным силовым акциям началась ещё до 16 января. «Правый сектор» вначале ожидал приказа штурмовать или блокировать Верховную раду в день голосования по пакету законопроектов. Когда же стало очевидно, что лидеры парламентской оппозиции не дадут на это санкции, сроки были смещены в сторону выходных, 18-19 января. Проводилась соответствующая подготовка — заранее готовились бутылки с зажигательной смесью, форма, защитные приспособления: «В общем, на тот момент, когда был подан соответствующий сигнал, всё было готово, и атака милицейских заграждений просто не могла не состояться». Эксперты указывают, что подготовка акций «Правого сектора» не имела никакого отношения к принятию «законов 16 января»: «Если бы Партия регионов [в тот день] ограничилась принятием бюджета и двух оппозиционных проектов, реакция радикалов была бы точно такая же». Сам же Дмитрий Ярош утверждал позднее, что именно принятие «диктаторских законов» 16 января послужило толчком для их радикальных действий.
Ночью 20 января «Правый сектор» взял на себя ответственность за столкновения на улице Грушевского. Его представитель сообщил, что активисты пришли, чтобы охранять людей: «А что остаётся митингующим, простым украинцам, когда в стране введена диктатура и царит режим внутренней оккупации?».
Действия парламентской оппозиции
Вечером 19 января Виталий Кличко с группой народных депутатов отправился в резиденцию президента Украины в Межгорье. В ходе встречи с президентом он призвал Януковича убрать милицию, «Беркут» и «титушек» с улиц. Виктор Янукович пообещал создать комиссию из представителей Администрации президента, правительства и представителей оппозиции, которая займётся решением кризисной ситуации в стране. Виктор Янукович позвонил также Арсению Яценюку и предложил провести переговоры.
Последствия
В результате столкновений, по данным департамента здравоохранения Киева, по состоянию на 8 часов утра 20 января, к врачам бригад скорой помощи обратились 103 участника акции, 42 госпитализированы. Пресс-служба МВД Украины сообщила, что за медицинской помощью обратились около 100 сотрудников ведомства, 61 из них госпитализирован. У потерпевших диагностированы закрытые черепно-мозговые травмы, переломы, ушибы и отравления неизвестными веществами.

### 20 января
Представители СМИ выразили возмущение действиями силовых структур по отношению к журналистам во время событий 19-20 января. Утверждалось, что в столкновениях на улице Грушевского в эти дни бойцами «Беркута» было ранено около 30 журналистов.
Виталий Кличко призвал офицеров и бойцов внутренних войск и «Беркута» не участвовать в насильственных действиях против митингующих и «переходить на сторону народа», пообещав в этом случае не преследовать их самих и их семьи.
Наблюдатели из Киевского центра политических исследований и конфликтологии указывали на ошибки в тактике действий милиции:
- Солдаты внутренних войск и «Беркут» с самого начала были плохо обеспечены, что стало особенно заметно с наступлением холодов (по состоянию на конец января заболело более 1600 человек). Отсутствовали не только пункты обогрева и ночёвки в публичных зданиях (у участников Евромайдана есть здание КГГА, Дом профсоюзов и др.), но даже полевые кухни. Несмотря на использование радикалами зажигательной смеси, карманными огнетушителями солдат спецподразделений обеспечивало не командование, а население Киева.
- Как отметили даже в «Правом секторе», не была организована смена солдат внутренних войск. Имея многократное численное преимущество над нападающими (до 2000 солдат против 200—300 радикалов, из которых на площади одновременно редко бывает более ста), солдаты часами стояли на морозе, под градом камней и зажигательных бутылок. При этом радикалы регулярно менялись и отдыхали.
- Очевидной ошибкой стал приказ использовать резиновые пули. На фоне стрельбы стало возможным организовать убийство участников Евромайдана с провокационными целями[338].

### 22 января
В ходе столкновений радикально настроенных оппозиционеров с правоохранительными органами в центре Киева три человека погибли от огнестрельных ранений. Всего же сообщалось о гибели четырёх человек: трёх протестующих на улице Грушевского (Сергей Нигоян, Михаил Жизневский и Роман Сеник) и оппозиционера Юрия Вербицкого, который был похищен из Александровской больницы Киева вместе с оппозиционером Игорем Луценко, после чего его тело было обнаружено в лесу. Тела Жизневского и Нигояна были обнаружены в здании НАН Украины после анонимного звонка. МВД утверждало, что не использует боеприпасы, которыми были убиты трое митингующих на улице Грушевского, и что Вербицкий умер от переохлаждения. Позднее, 3 февраля, МВД Украины распространило заявление, что в результате проведённых экспертиз установлено, что все убитые на улице Грушевского погибли от огнестрельных ранений, нанесённых с расстояния двух-трёх метров сверху под довольно большим углом. Следователи также смогли установить точное время смерти погибших, однако время и место получения ими ранений установить не удалось. Кроме того, экспертиза показала, что убийство Сергея Нигояна было совершено из того же оружия, что и убийство сотрудника правоохранительных органов, совершённое 24 января.
По данным Генпрокуратуры Украины, за ночь в столице были задержаны более 50 человек. В интернете появилось видео, на котором было показано, как сотрудники МВД захватили одного из активистов, раздели его на морозе и фотографировались вместе с ним.
Кабмин Украины отменил запрет на применение водомётов при температуре ниже нуля градусов Цельсия.
Представители оппозиции одобрили Декларацию о провозглашении «Народной рады Украины».
Вечером на площади Независимости собралось более 50 тысяч человек в ожидании результатов переговоров лидеров оппозиции с Януковичем. Было принято решение оставаться все последующие дни максимальным количеством людей, чтобы избежать штурма.
22 января Верховный Совет АРК принял заявление, в котором говорилось, что если «преступный сценарий» «цветной революции» будет реализован, то Крым окажется перед угрозой утраты «всех завоеваний автономии и её статуса». Парламент заявил, что не отдаст Крым «экстремистам и неонацистам», стремящимся «захватить власть» в стране и «крымчане никогда не будут участвовать в нелегитимных выборах<…>и не будут жить в „бандеровской“ Украине»

### 23 января
Киев
Противостояние продолжалось до середины дня, пока Виталий Кличко не уговорил стороны пойти на перемирие на время переговоров с президентом
По итогам пятичасовых переговоров между лидерами оппозиции и президентом Януковичем оппозиция заявила, что достигла договорённости с властью об освобождении арестованных за участие в акции протеста при условии освобождения правительственного квартала и разблокирования улицы Грушевского. Однако митингующие отвергли эту договорённость, после чего Арсений Яценюк объявил о расширении Майдана на улицу Грушевского. Лидеры оппозиции попросили митингующих не нарушать перемирие с силовиками до утра следующего дня.
Бывший начальник ГУМВД Украины в Киеве Виталий Ярема сообщил, что «в Киеве действует криминальная структура, которая насчитывает около двухсот мужчин, которая под прикрытием милиции совершает противоправные действия… в том числе похищает людей».
В регионах начались захваты районных и областных государственных администраций
Западная Украина

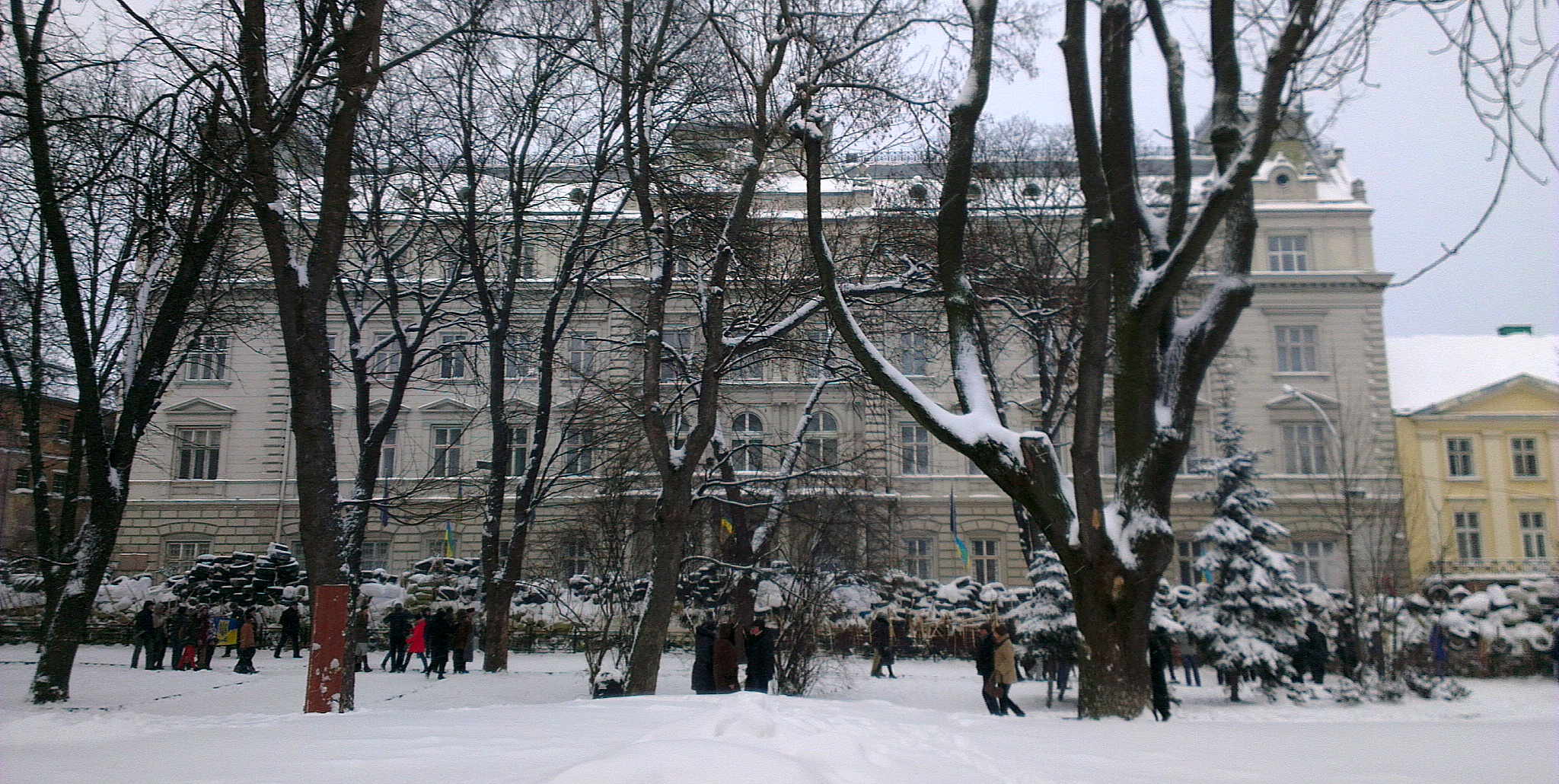
Захваченное здание Львовской облагосадминистрации, укреплённое баррикадой из мешков, автомобильных шин и частокола

Протестующие захватили здание областной администрации во Львове; её глава Олег Сало подал в отставку, однако вскоре заявил, что его вынудили это сделать, и попросит считать его прошение об отставке недействительным. В здании Львовской ОГА начали формировать местную «Народную раду». Также были захвачены здания ОГА в Ровно, Тернополе и Хмельницком. Безуспешные попытки захватить ОГА имели место в Ивано-Франковске.
Центральная Украина
Безуспешные попытки захватить ОГА имели место в Полтаве и Житомире. В Черкассах митингующие захватили помещение Черкасского областного совета.

### 24 января
Киев
Ночью митингующие выстроили новые баррикады на Институтской улице и заняли находящееся на Крещатике здание Министерства аграрной политики и продовольствия Украины.
Комиссар Евросоюза Фюле обсудил пути мирного решения политического кризиса на Украине с президентом Януковичем и одним из лидеров оппозиции В. Кличко. Янукович заявил, что задержанные протестующие, не совершившие тяжких преступлений, будут амнистированы.
Вечером на улице Грушевского возобновилось противостояние, сопровождавшееся сжиганием автомобильных покрышек, подрывом петард и перестрелками с использованием травматического оружия. В МВД сообщили, что лицами, называющими себя «охраной Майдана», были захвачены трое милиционеров. Один из них был ранен ножом, после чего освобождён и госпитализирован, двое других задержаны в помещении Киевской городской государственной администрации. 25 января их освободили при содействии иностранных послов и мирных митингующих — по свидетельству министра внутренних дел Захарченко, их подвергали пыткам.
Западная Украина

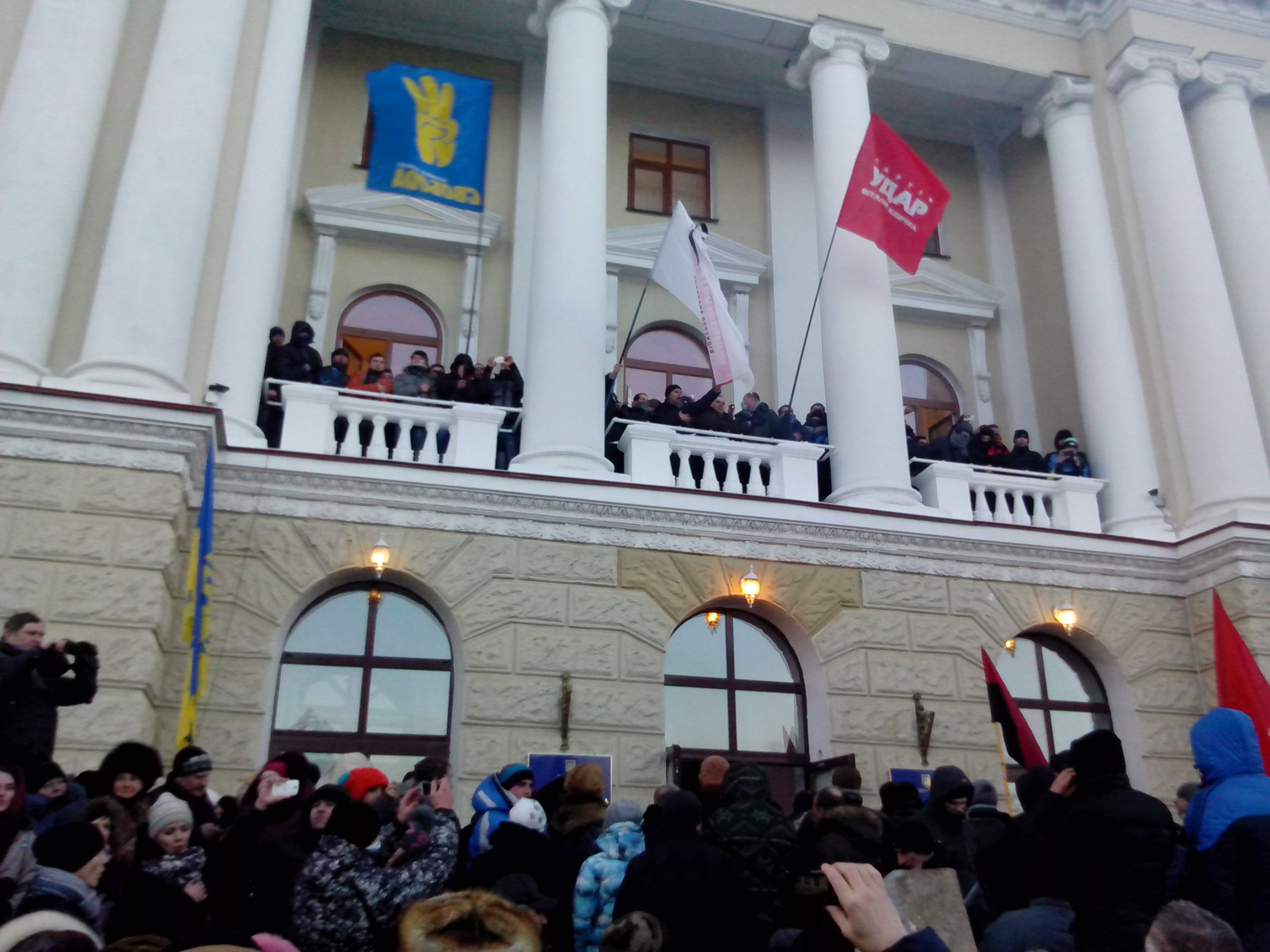
Захваченное здание Хмельницкой ОГА

Были захвачены здания ОГА в Ивано-Франковске и Луцке. Во время штурма ОГА в Луцке губернатор Волыни и глава облсовета подали в отставку. В Черновцах митингующие прорвались в помещение Черновицкой ОГА и облсовета. В Хмельницком митингующие вновь захватили здание ОГА, в котором также расположено помещение областного совета. Несколько бойцов львовского «Беркута» написали рапорта на увольнение, поскольку не желали воевать «против своего народа».
Северная Украина
Городской голова Сум и его фракция «Рідне місто» в горсовете заявили о поддержке протестов.
Центральная Украина
В Черкассах около 4 тысяч протестующих штурмовали областную милицию, требуя освободить 58 человек, задержанных накануне за попытку штурма госадминистрации.
Юго-Восток
Партия «Русский блок» в Крыму объявила о наборе в отряды самообороны «для борьбы с бандеровской сволочью». Городской глава Владимир Яцуба призвал местных жителей быть готовыми защитить город. Одновременно свыше десяти общественных организаций подготовили обращение к горожанам, в котором говорилось, что в случае государственного переворота «Севастополь, используя своё право на самоопределение, выйдет из правового поля Украины». Инициатором обращения стал Севастопольский координационный совет, активисты которого также выступали за создание на юго-востоке и в центре Украины Федеративного государства Малороссия с ориентацией на Россию.
Президиум ВС АРК призвал Януковича ввести чрезвычайное положение и прекратить финансирование из государственного бюджета «объявивших себя вне закона регионов, где власть смещена насильственным путём, до восстановления в них конституционного порядка», а три дня спустя запретил на территории региона деятельность националистической партии «Свобода».
С жёсткими заявлениями выступили также Донецкий, Луганский, Херсонский и Днепропетровский облсоветы.

### 25 января
Переговоры президента с лидерами оппозиции
В ходе переговоров с лидерами оппозиции Виктор Янукович предложил лидеру фракции «Батькивщина» Арсению Яценюку должность премьер-министра, а лидеру партии «УДАР» Виталию Кличко — вице-премьера по гуманитарным вопросам. «В случае согласия Арсения Яценюка занять пост премьер-министра президентом будет принято решение об отставке правительства», — сообщила министр юстиции Елена Лукаш.
Яценюк заявил, что оппозиция готова взять на себя ответственность за страну и повести её в Евросоюз. Кличко на митинге Евромайдана объявил, что оппозиция требует проведения досрочных выборов президента уже в этом году. Лидер фракции ВО «Свобода» Олег Тягнибок считает, что президент Янукович начал идти на уступки благодаря активности регионов. Пока, однако, оппозиция отказалась от предложений власти, считая их недостаточными.
Киев
Отрядом из 300 радикалов была предпринята попытка захвата стратегического объекта — Министерства энергетики Украины. Министр энергетики Эдуард Ставицкий сам вышел к захватчикам и убедил их покинуть стратегический объект.
Военнослужащие внутренних войск, разместившиеся в Украинском доме, который ранее не занимался митингующими по просьбе директора, поскольку в нём хранились две музейные коллекции, были обнаружены протестующими. Во время начавшегося штурма были выбиты ряд бронированных стёкол прозрачного фасада здания и митингующие начали забрасывать военнослужащих бутылками с зажигательной смесью. Военнослужащие пытались отразить штурм, бросая светошумовые гранаты и поливая нападавших водой из шлангов, однако отсутствие действенных средств защиты и многократное численное преимущество нападавших свело на нет их попытки отстоять здание. Им было предложено выйти через образованный коридор. После переговоров с Виталием Кличко правоохранители покинули здание через боковой вход. Наблюдая, как сотрудники МВД покидали здание, люди выкрикивали в их сторону «позор» и «раздевайся и выходи». На следующий день МВД выпустило заявление, что в ходе противостояния в сотрудников милиции, кроме камней и бутылок с зажигательной смесью, кинули боевую гранату РГД-5, из которой не была выдернута чека.
Восточная Украина
Активисты донецкого Автомайдана на 7 машинах по инициативе донецкой областной организации политической партии «УДАР» Виталия Кличко пикетировали резиденцию «Люкс» в Донецке, где живёт Ринат Ахметов, самый богатый украинский олигарх. В сообщении о проведении акции говорилось: «Ринат Ахметов имеет своих представителей в исполнительной и законодательной власти, является самым богатым человеком страны и безусловно имеет возможность повлиять на Януковича и его приспешников. Ахметов обещал выслушать всех, кто придет к нему с конструктивными предложениями. Мы хотим предложить Ахметову выступить в роли миротворца и прекратить братоубийственную войну. Мы идем с миром».
Позднее принадлежащий Ахметову холдинг СКМ распространил заявление, призывающее к мирному решению политического кризиса и признанию недопустимости любого силового варианта, любого применения оружия: «Бизнес не может оставаться в стороне, когда гибнут люди, возникает реальная угроза раскола страны, политический кризис может вызвать системный экономический кризис и в результате — неизбежно снижение уровня жизни… Человеческая жизнь — это главная ценность. Мы хотим выразить глубокое соболезнование родным и близким погибших. При таком сценарии на Украине не будет победителей, будут только жертвы и проигравшие. Но самое главное — силовым путём исход не найти. Единственный выход — перейти от уличного противостояния и попыток его подавления к конструктивным переговорам и достижению результата. Участники переговоров должны руководствоваться интересами всей страны. Именно всей страны! И быть готовыми к реальному сотрудничеству и поиску компромисса».
Западная Украина
Львовский областной совет создал в регионе новый орган самоуправления — исполнительный комитет, который возьмет на себя функции областной администрации.
Центральная Украина
Протестующие захватили здания областных государственных администраций в Виннице и Полтаве.
Северная Украина
Протестующие захватили здание областной государственной администрации в Чернигове.

### 26 января
Киев
Ветеранами-«афганцами» на крыше Украинского дома были обнаружены боевые патроны. В связи с этим депутатов попросили[кто?] расследовать, были ли снайперы на крыше Украинского дома, поскольку на крыше были, помимо горсти автоматных патронов, обнаружены два патрона от снайперской винтовки. Украинский дом находится напротив баррикад на Грушевского.
По сообщению коменданта Евромайдана Андрея Парубия, послы Франции, Великобритании, Канады и США посетили Дом профсоюзов и не нашли в нём никакого оружия.
Северная Украина
В Сумах участники Народного вече заняли Дом советов, в помещении которого областной и городской советы проводят свои сессии. В здание зашли отряды самообороны, которые взяли под свой контроль все входы, выходы и помещения здания. О мирной передаче здания общине работникам милиции объявил народный депутат Украины, председатель областной Народной рады Владимир Шульга.
Юго-восток Украины
В Одессе прошёл митинг в поддержку Евромайдана. В Днепропетровске совершена попытка штурма здания областной госадминистрации.
Меджлис крымскотатарского народа инициировал проведение 28 января в Симферополе мирного митинга против диктатуры. В Севастополе попытка провести митинг оппозиционеров окончилась неудачно. Корреспондент Севастопольского канала НТС заявил, что жители Севастополя подавляющим большинством высказались против беспорядков на Украине. Партия «Русский блок» объявила о наборе в отряды самообороны, целью которых является сохранение Севастополя, как города, выступающего против Евромайдана.
Запорожье
На санкционированный митинг на площади возле Запорожской ОГА собралось от трёх до десяти тысяч участников. Собравшиеся выступили под государственным сине-жёлтым флагом, знамёнами Евросоюза, партий «Удар», «Свобода» и красно-чёрным флагом. Первые ряды были заполнены ультрас и активистами митинга.
Митингующим противостояли сотрудники милиции (в целом число задействованных правоохранителей не превысило 584 человек) и около сотни гражданских активистов (в том числе рабочие запорожских предприятий) из числа участников санкционированного митинга-антимайдана, в качестве отличительного знака выбравшие пятиполосные чёрно-оранжевого цвета ленты и гвардейские флаги.
На ультиматум, выдвинутый в ходе митинга его участниками: встать на колени перед участниками митинга, написать заявление об отставке и расстаться с партбилетом «Партии регионов», — губернатор Александр Пеклушенко ответил отказом.
По окончании митинга около трёх тысяч активистов в масках начали штурмовать здание Запорожской областной государственной администрации. Активисты и футбольные ультрас швыряли камни и куски льда в милиционеров и окна здания, силовики ответили двумя светошумовыми и газовыми гранатами (в результате чего 3 человека были госпитализированы с осколочными ранениями, не представляющими угрозы для жизни).
В это время футбольные ультрас вступили в столкновение с участниками Антимайдана, которые в ответ начали скандировать: «Запорожье — закон и порядок», «Нет гражданской войне», «Мир» и «Беркут»
После второй безуспешной попытки штурма активисты отошли от здания ОГА, разместившись на прилегающей площади, где начали жечь костры из ёлок и покрышек.
Вечером силами милиции и добровольцев из числа жителей Запорожья остававшиеся участники митинга были разогнаны и частично задержаны.
По заявлению начальника штаба ГУ МВД Украины в Запорожской области Олега Курочкина:

На сегодняшний день задержано 46 человек — участников попытки захвата здания облгосадминистрации. Все они — жители Запорожья, среди которых 7 — несовершеннолетние, 5 — студенты и есть несколько ранее судимых за хулиганство и угоны.— 
Задержанным инкриминируется ч.1 ст. 15, ч.1 ст.341 УК Украины (покушение на захват государственных или общественных зданий или сооружений).
Несанкционированный митинг вечером следующего дня и повторная попытка захвата здания Запорожской ОГА были пресечены.

### 27 января
Результаты переговоров власти и оппозиции
После переговоров между представителями власти и оппозиции член рабочей группы по урегулированию политической ситуации, министр юстиции Елена Лукаш заявила, что Яценюк отказался возглавить правительство. Президент и оппозиция договорились отменить законы 16 января и рассмотреть вопрос об ответственности правительства. Стороны обсудили вопросы совместного участия в конституционной реформе и сотрудничества в этом вопросе с европейскими институтами.
Киев
Демонстранты захватили одно из зданий Министерства юстиции Украины на улице Городецкого «для обогрева и ночлега». Об этом говорилось в распространённом заявлении МВД Украины. Возле здания Минюста находится несколько десятков активистов, которые сооружают баррикады, для чего используют среди прочего мешки со снегом и мусорные баки. Они отказались покинуть помещение, несмотря на просьбу Виталия Кличко. Ответственность за захват взяло на себя гражданское движение «Спильна справа». Народный депутат (фракция «Батькивщина»), комендант Дома профсоюзов Степан Кубив назвал провокацией захват зданий министерств и предположил, что его могут использовать для введения чрезвычайного положения. Позднее сторонники оппозиции разблокировали министерства юстиции и энергетики.
Лидеры «Правого сектора» (Дмитрий Ярош, главный командир «Тризуба» А. Стемпицкий и заместитель главы УНА-УНСО Николай Карпюк), позиционируя себя как самостоятельную общественно-политическую силу, выдвинули власти свои требования:
- проведение конституционной реформы;
- прекращение силовых действий в отношении оппозиции;
- объявление полной амнистии — освобождение всех без исключения участников протестных акций и закрытие всех уголовных дел и производств;
- привлечение к ответственности правительства Азарова;
- переформатирование Центральной избирательной комиссии;
- отмена законов от 16 января;
- роспуск спецподразделения «Беркут» и формирование качественно иного спецподразделения МВД;
- наказание виновных в убийствах, издевательствах и избиениях протестующих;
- розыск пропавших активистов Майдана;
- легализация спортивно-патриотических организаций;
- недопущение к власти дискредитировавших себя политических деятелей. «Правый сектор», таким образом, требовал полной «перезагрузки» власти, реформирования органов юстиции, правоохранительных органов, спецслужб[448][449][450].

Северная Украина
В Чернигове митингующие беспрепятственно захватили здание облсовета. Народный депутат Руслан Марцинкив объявил, что отныне здесь будет штаб Народного совета, и призвал митингующих обустраиваться в здании.
Центральная Украина
В Кировограде было проведено шествие сторонников Евромайдана, в котором приняли участие около тысячи человек.
Юго-восток Украины
В Донецке местные общественные организации казаков и ветеранов войны в Афганистане начали организовывать добровольные дружины, которые должны помогать правоохранительным органам обеспечить порядок в городе
В Харькове в людей, собравшихся на митинг в поддержку Евромайдана, было брошено два взрывных устройства
В Одессе лидер организации «Молодёжное единство» Антон Давидченко заявил о начале формирования отрядов «Народной дружины» для защиты города от «националистических организаций радикалов».
В Севастополе 12 пророссийских организаций заявили о возможном «выходе из правового поля Украины» для создания «Федеративного государства Малороссия» с ориентацией на Россию в случае, если к власти на Украине придёт оппозиция. Эти сепаратистские заявления были проигнорированы властями Севастополя и осуждены властями Автономной Республики Крым. Российский байкерский клуб «Ночные Волки» установил дежурство у здания Севастопольской городской администрации, охраняя его от возможного штурма оппозиционными активистами. В случае дальнейшего накала обстановки они заявили о готовности взять под охрану ряд административных зданий в Симферополе.
На заседании Ассоциации органов местного самоуправления АРК и Севастополя под председательством спикера крымского парламента Владимира Константинова было принято решение о создании Крымских добровольных дружин с целью оказания содействия правоохранительным органам в охране общественного порядка. С резкими протестами против создания добровольных дружин выступил крымскотатарский Меджлис, расценивший это решение как проявление сепаратизма в АРК.

### 28 января
Киев
Премьер-министр Украины Николай Азаров подал в отставку, которую президент Виктор Янукович принял. По конституции Украины, отставка премьера влечёт за собой отставку всего кабинета министров. Обязанности главы правительства Украины начал исполнять первый вице-премьер Сергей Арбузов.
На заседании Верховной рады были отменены девять из одиннадцати «законов 16 января». Рада установила уголовную ответственность за отрицание или оправдание преступлений фашизма и за осквернение или разрушение памятников, построенных в память борцов против нацизма.
Депутат Верховной рады Инна Богословская сообщила в эфире 5 канала, что на заседании фракции Партии регионов, проходившем 28 января, люди из групп Рината Ахметова (40 депутатов) и Сергея Тигипко (38 депутатов) отказались поддержать введение чрезвычайного положения на Украине, на чём настаивала, в частности, группа, подконтрольная Клюеву (главе Администрации президента).
Западная Украина
Закарпатский областной совет признал «Народную раду Украины» и проголосовал за создание «Народной рады Закарпатья». В Хмельницком активисты Майдана забаррикадировали все входы и выходы из областной государственной администрации.
Во Львове между депутатами от ВО «Свобода» и представителями «Автономного сопротивления» произошло столкновение из-за разногласий о дальнейших действиях в отношении удержания здания ОГА
В Ивано-Франковске подразделение «Альфа» в полном составе перешло на сторону оппозиции.
Юго-Восток Украины
Один из трёх милиционеров, которым, по данным МВД, митингующие в Херсоне нанесли ножевые ранения 27 января, умер в больнице.

### 29 января
В связи с необходимостью освобождения задержанных активистов, «Советом Майдана» было принято решение освободить помещение Минагрополитики, захваченное 24 января 2014 года праворадикалами из «Спильной справы». В ходе освобождения здания между «Спильной справой» и отрядом «самообороны Майдана» возник вооружённый конфликт.
Верховная рада Украины большинством голосов одобрила предложенный Партией регионов законопроект «Об устранении негативных последствий и недопущении преследования и наказания лиц в связи с событиями, происходившими во время проведения мирных собраний», предусматривающий амнистию всех участников протестных акций, за исключением совершивших особо тяжкие преступления. В законопроекте оговаривается, что амнистия вступит в силу лишь после того, как протестующие освободят все захваченные административные здания.

### 30 января
Лидеры оппозиции заявили, что закон об амнистии принят с нарушением конституционных норм.
Один из лидеров Автомайдана Дмитрий Булатов, который исчез восемью днями ранее и считался похищенным, нашёлся вечером, в селе Вишенки Бориспольского района под Киевом. Как рассказал сам Булатов, неизвестные избивали его, пытали, порезали ему ухо и даже распинали. После длительных истязаний его вывезли и выбросили из машины. Представители органов власти поставили под сомнение заявления Булатова о похищении и пытках, указывая на то, что, по их мнению, он слишком хорошо выглядел после восьми дней нахождения в руках похитителей. Такое же предположение высказал министр иностранных дел Украины Леонид Кожара. МВД Украины заявил, что в числе основных версий похищения Булатова следствие рассматривает версию об инсценировке, устроенной оппозиционерами «для разжигания эмоций в обществе».

### 31 января
По заявлению МВД Украины, протесты, начавшиеся в ноябре 2013 года, были не стихийными, а спланированными, включая силовой вариант развития. Об этом, согласно МВД, свидетельствуют материалы на серверах, изъятых в офисе «Батькивщины». Служба безопасности Украины открыла уголовное производство по факту попытки захвата государственной власти.

### 1 февраля

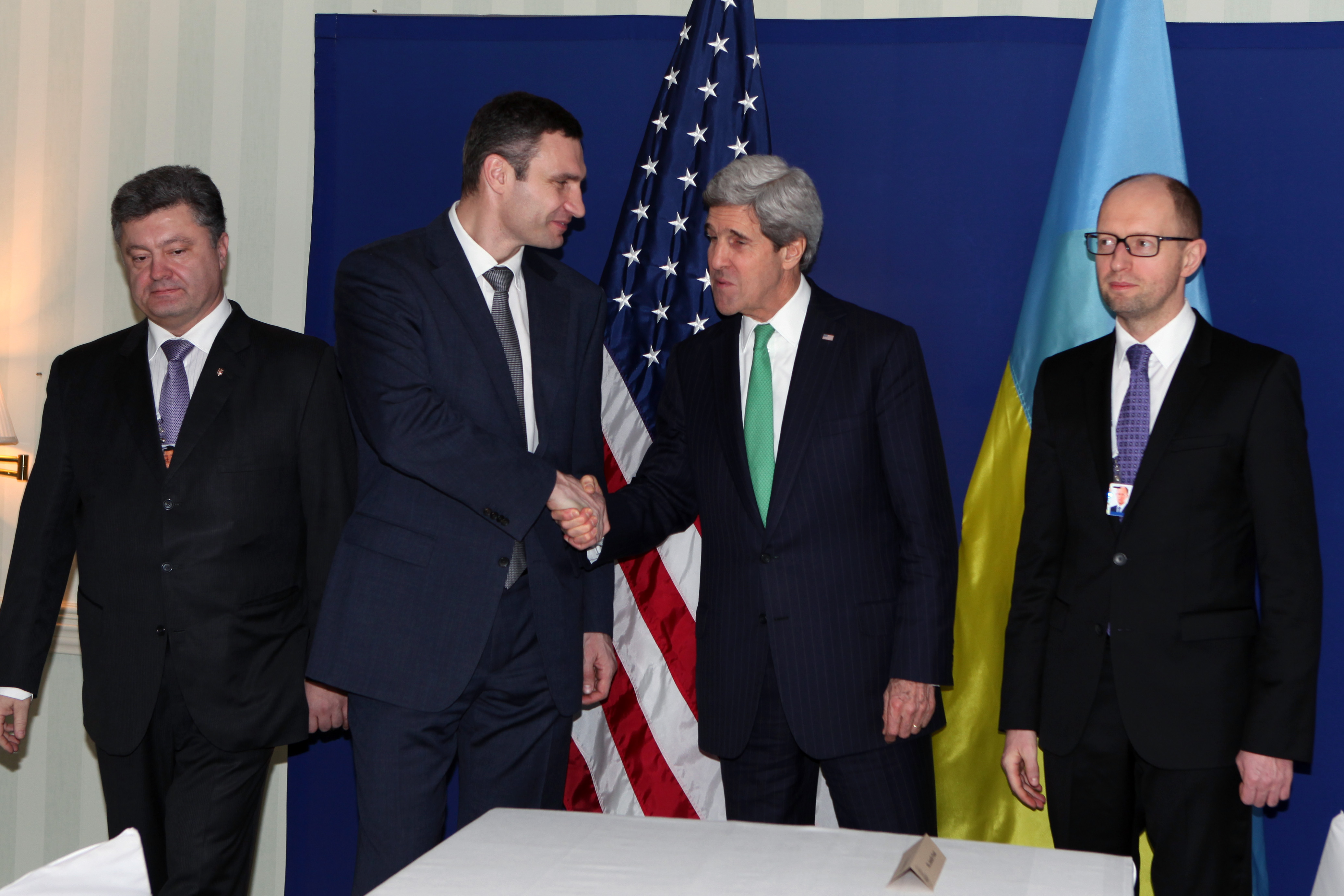
С государственным секретарем США Джоном Керри, 1 февраля 2014 года.

Лидеры Евромайдана Кличко и Яценюк приняли участие в Мюнхенской конференции по безопасности, где провели ряд встреч с государственным секретарём США Джоном Керри и европейскими руководителями.
По сообщению МВД, вечером 31 января охраной Майдана был захвачен майор милиции, который находился на Майдане Незалежности в гражданской одежде. Его избили, отвели в здание КГГА и отобрали удостоверение. Позже он был освобождён и госпитализирован с закрытой черепно-мозговой травмой, сотрясением головного мозга и ушибом почки.
Милицией был задержан подозреваемый в поджоге автомобилей, который рассказал о получении такого задания от «людей в масках» в Доме профсоюзов.

### 3 февраля
Было заявлено, что США и Евросоюз разрабатывают краткосрочный план оказания финансовой помощи Украине, который будет предоставлен при условии осуществления реальных реформ. Президент Еврокомиссии Жозе Мануэль Баррозу заявил, что помощь Украине может быть предоставлена не для подписания соглашения об ассоциации, а для преодоления экономических трудностей. Министр иностранных дел Украины Леонид Кожара заявил, что официальных предложений со стороны ЕС пока не поступало.
Состоялся круглый стол «Демократический процесс и угроза радикализма на Украине» в работе которого приняли участие эксперты-политологи, общественные, политические и религиозные деятели. Среди приглашённых были все президенты Украины. Президент Янукович назвал действия оппозиции экстремизмом. «Необходимо сказать „нет“ экстремизму, радикализму, разжиганию вражды в обществе, в основу которой положена политическая борьба за власть. — заявил Янукович — Вандализм, который мы видим во время захвата государственных учреждений, и призывы, которые звучат, напоминают уроки стародавней истории. Нам бы не хотелось, чтобы, не дай Бог, это когда-то ещё повторилось».
В то же время немецкий политолог А. Умланд разместил на своей странице в Facebook петицию «Киевский Евромайдан является освободительной, а не экстремистской массовой акцией гражданского неповиновения», в которой предостерёг от представления протестного движения на Украине как движения, возглавленного местными ультранационалистами и подчинённого их идеям. Автор не намерен затушёвывать или умалять роль ультраправых и опасности, исходящие от них для Евромайдана, однако он считает, указывается в петиции, что националистическая идея является политически незначительной в масштабах сотен тысяч людей, в основной массе имеющих цели отличные от целей националистов, а новостные репортажи, в которых акцентируется исключительно то, что в Киеве действуют фашисты, создаются теми, кто хочет удовлетворять империалистические настроения России. Под петицией подписались несколько десятков человек, среди которых правозащитники, социологи, политологи, историки, журналисты и общественные деятели.

### 4 февраля
Лидер фракции «УДАР» Виталий Кличко призвал Верховную раду проголосовать за возвращение к Конституции 2004 года. Это предложение поддержал и лидер «Батькивщины» Арсений Яценюк. В то же время, как стало известно, Юлия Тимошенко передала на волю письмо, в котором призвала фракцию «Батькивщина» отказаться от возвращения к конституции 2004 года и готовиться к президентским выборам.
Лидер «УДАРа» Виталий Кличко, встретившийся после заседания Верховной рады с президентом Виктором Януковичем, заявил, что президент предложил проводить все конституционные изменения по возвращению к Конституции-2004 в правовом поле, на что может потребоваться несколько месяцев. Самому Кличко такой подход представляется неприемлемым: «У нас есть все основания для того, чтобы принять политико-правовое решение и проголосовать Акт о возвращении к Конституции 2004 года. И это можно сделать быстро».
На заседании президиума ВС АРК было предложено «в условиях рвения к власти групп национал-фашистского толка» инициировать проведение общекрымского опроса о статусе полуострова, а также обсуждалась возможность обращения к президенту и Госдуме России с призывом выступить гарантом незыблемости статуса автономии Крыма. СБУ в связи с событиями в крымском парламенте открыла уголовное производство по факту уголовного правонарушения, предусмотренного ч. 1 ст. 14, ч. 1 ст. 110 Уголовного кодекса Украины (приготовление к посягательству на территориальную целостность и неприкосновенность Украины). В свою очередь, некоторые представители украинской парламентской оппозиции выступили с резкой критикой этих заявлений и призвали наказать парламент Крыма. С угрозой распустить этот законодательный орган выступил депутат Верховной Рады от оппозиционной «Батькивщины» Николай Томенко, а депутат от националистической партии «Свобода» Александр Шевченко потребовал привлечь крымских парламентариев к уголовной ответственности.

### 5 февраля
Лидер «Батькивщины» Арсений Яценюк заявил, что готов возглавить правительство Украины, если будет восстановлена Конституция 2004 года, а Кабинет министров будет сформирован исключительно оппозицией.

### 6 февраля
Киев
Несколько тысяч манифестантов пришли к зданию Верховной рады, требуя, чтобы депутаты проголосовали за возвращение к Конституции 2004 года, предполагающей парламентско-президентскую форму правления. Радикалы, скрывавшие свои лица под масками, были вооружены битами, сапёрными лопатками и щитами. Народный депутат фракции «Батькивщина», комендант Майдана Андрей Парубий заявил, что акция является предупредительной: «В следующий раз мы предпримем другие действия». В результате работа Рады была прервана на полчаса, после чего митинговавшие начали возвращаться на Майдан Независимости.
На пятом этаже Дома профсоюзов, который занимает «Правый сектор», в кабинете № 517 произошёл взрыв. В результате взрыва одному человеку оторвало кисть руки, а другой получил ожоги глаз III степени. Комендант Дома профсоюзов, депутат от «Батькивщины» Степан Кубов сообщил, что взорвался пакет с надписью «лекарства», переданный как гуманитарная помощь извне. Представители Евромайдана не пустили сотрудников МВД в здание для осмотра места происшествия. По другой версии, которую разделило и МВД Украины, в этом помещении протестующими была организована лаборатория по созданию взрывоопасных веществ, а взрыв произошёл во время изготовления «коктейля Молотова», в результате его возгорания. МВД Украины возбудило уголовное дело по статье «небрежное хранение огнестрельного оружия или боеприпасов».
Западная Украина
В Ровно протестующие, которые находились в захваченном здании областной администрации, покинули его. Это решение было принято на «народном вече». При этом на втором этаже здания администрации продолжил действовать «революционный штаб». По словам одного из протестующих, «если будет необходимость — моментально все соберутся и вернутся».
В Житомире учредили общественную «Народную раду Житомира», чтобы «контролировать действия местных чиновников и не допускать кровопролитий».
В Черновцах протестующие, после достижения компромисса с властями, начали снимать осаду здания Черновицкого областного совета и облгосадминистрации и стали разбирать баррикады.
За рубежом
Европарламент принял резолюцию по ситуации на Украине, в которой призвал Евросоюз начать подготовку адресных санкций в отношении зарубежных поездок, активов и недвижимости украинских чиновников, парламентариев, олигархов, ответственных за применение силы против протестующих и гибель оппозиционных активистов.
Евродепутаты выразили обеспокоенность силовым противостоянием, осудив нападения на мирных граждан, журналистов, студентов, представителей гражданского общества. Европарламент призвал протестующих на Майдане «воздержаться от использования силы, чтобы поддержать легитимность своего дела мирным путём, и просит всех оппозиционных лидеров продолжать воздерживаться от насилия и сохранять мирный протест». В резолюции содержится осуждение как чрезмерного применения силы в отношении протестующих со стороны сил правопорядка, так и насильственных действий ультрарадикалов.
Европарламент призвал к прекращению использования «Беркута» и других спецподразделений для провокаций, похищений, пыток, избиений и унижения сторонников Евромайдана. Было предложено освободить арестованных оппозиционеров, включая Юлию Тимошенко, безо всяких предварительных условий.
Европарламент призвал украинские власти и оппозицию начать серьёзный диалог с целью деэскалации конфликта и предложил создать на Украине свою постоянную миссию, чтобы помочь снять напряжённость и наладить диалог между конфликтующими сторонами.
Европарламент также выступил против чрезмерного давления на Украину со стороны России, направленного, по словам евродепутатов, на подрыв суверенного права соседнего государства свободно определять собственное будущее.
Депутаты Европарламента призвали Евросоюз, США, МВФ, Всемирный банк, Европейский банк реконструкции и развития, Европейский инвестиционный банк подготовить долгосрочный пакет финансовой помощи для Украины в обмен на реформы.
МИД Украины, со своей стороны, выразил разочарование оценками Европарламента в отношении действий украинской власти и «игнорированием конструктивных усилий руководства Украины по установлению доверия и налаживанию мирного и инклюзивного диалога с оппозицией и гражданским обществом». МИД Украины отклонил предложение о создании специальной миссии Европарламента на Украине: «К сожалению, целый ряд оценок, высказанных в резолюции, ставят под сомнение беспристрастность и эффективность деятельности предложенной постоянной специальной миссии Европарламента на Украине, целесообразность создания которой требует дополнительного изучения».
Дмитрий Булатов, похищенный ранее лидер Автомайдана, рассказал в Литве о своём похищении и пытках, которым он подвергся.

### 7 февраля
Исполняющий обязанности министра внутренних дел Украины Виталий Захарченко сообщил, что, согласно оперативной информации его ведомства, праворадикалами готовится террористический акт с целью омрачить начало Зимней Олимпиады в Сочи и привлечь к себе внимание. Захарченко предупредил, что «у правоохранителей достаточно возможностей для того, чтобы найти их и привлечь к уголовной ответственности». Оппозиционная партия «Батькивщина» назвала заявление Захарченко попыткой запугать общественность и подчеркнула, что «именно правоохранительные органы осуществляют широкомасштабную кампанию террора против всех граждан Украины, которые ведут борьбу за свои права и свободы и выступают против власти».

### 8 февраля
Как сообщил на брифинге начальник Главного следственного управления Службы безопасности Украины Максим Ленко, СБУ прекратила расследование в уголовном производстве по факту совершения действий, направленных на захват государственной власти, в связи с действием так называемого первого закона об амнистии. В СБУ уточнили, что за время расследования в деле так и не появилось фигурантов.
В Киеве участники интернет-сообщества «Киевляне за чистый город» попытались провести уборку Крещатика и разбор баррикад. Присутствовавших репортёров «5 канала» участники акции встретили криками «Пятый канал лжёт!», «Позор!». При попытке демонтажа баррикад в защиту укреплений вышли активисты Евромайдана — с обрезками труб, арматурой, битами, дубинами и цепями. В итоге активистам интернет-сообщества не дали вплотную подойти к баррикаде.

### 9 февраля
В Киеве прошло очередное «Народное вече». Александр Турчинов призвал записываться в отряды самообороны. Юрий Луценко призвал жителей Юго-Востока Украины организовать «Восточный Майдан».
Акции протеста прошли в Харькове, Одессе, Сумах, Луцке, Луганске, Донецке, Запорожье.

### 10 февраля
Заседание рабочей группы уполномоченных представителей фракций Верховной рады Украины по работе над согласованным законопроектом о внесении изменений в конституцию пришлось отменить из-за расхождения позиций представителей «УДАРа» и «Батькивщины». По оценке экспертов, противоречия между лидерами этих фракций Яценюком и Кличко усугубились после «Нуланд-гейта» (скандала с опубликованием перехваченного телефонного разговора Виктории Нуланд и посла США на Украине), в ходе которого стало ясно, что США делают ставку только на Яценюка, не доверяя Кличко.
Дмитрий Ярош объявил на своей странице в одной из социальных сетей, что «Правый сектор» намерен возобновить активные действия и не обязан «продлевать перемирие с властью»: «Ставя себе за цель победоносное завершение Национальной революции, но осознавая все опасности, которые тяготеют над относительно независимым государством Украиной, „Правый сектор“ согласился на перемирие. Мы предлагали и оппозиции, и тем отдельным представителям нынешнего режима, которые не потеряли остатков здравого смысла, свой сценарий решения ситуации в стране», однако, по его словам, большинство требований «не были выполнены в достаточной мере». Ярош призвал участников протестов «приготовиться к общенациональной мобилизации с перспективой дальнейшего блокирования правительственного квартала».
Комиссар Совета Европы по вопросам прав человека Нилс Муйжниекс, выступая на пресс-конференции в Киеве, обвинил МВД Украины в использовании для давления на оппозицию лиц, не являющихся сотрудниками правоохранительных органов, а также в нарушениях прав человека по отношению к участникам беспорядков и задержанным гражданам и нападениях на журналистов и медицинских работников. По словам еврочиновника, генеральный секретарь Совета Европы Торбьерн Ягланд предложил создать совещательную комиссию, которая будет наблюдать за процессом расследования событий, произошедших на Украине в последнее время. В состав такой комиссии могли бы войти по одному представителю от органов власти, оппозиции и Совета Европы.

### 11 февраля
Лидер фракции «УДАР» Виталий Кличко предложил вернуться к конституции 2004 года через отмену Конституционным судом своего решения от 2010 года.
Экс-президент Украины Леонид Кучма поддержал идею возвращения Украины к нормам Конституции от 2004 года и парламентско-президентской форме правления, после чего уже создать, при необходимости, комиссию по усовершенствованию Основного Закона. По его словам, необходимо, чтобы Верховная Рада вместе с правительством отвечала за ситуацию в стране, и такую ответственность нужно закрепить конституционно.
Совет Всеукраинского объединения «Майдан» принял решение, что освобождение протестующими административных зданий и улицы Грушевского будет рассматриваться только после освобождения всех задержанных активистов.

### 12 февраля
Председатель Верховной Рады Владимир Рыбак заявил на встрече с членами Парламентской ассамблеи НАТО, что Виктор Янукович соглашается на создание коалиционного правительства. Рыбак напомнил, что президент Украины предложил должность премьер-министра представителю оппозиции. Требования предоставить оппозиции право формировать весь состав правительства руководитель парламента считает «ультиматумом и диктатом».
Председатель Верховного совета АРК Владимир Константинов, выступая на Всеукраинском форуме областных советов и ВС Крыма, проходившем в Ливадийском дворце, заявил, что модель крымской автономии, заложенная в Конституции Украины и Конституции АРК 1998 года, «полностью себя исчерпала» и «мы хотим совершенно другой автономии. Нам следует вернуться к ряду параметров первой половины 90-х годов». В форуме приняли участие представители 18 областей Украины (за исключением западных — Волынской, Закарпатской, Ивано-Франковской, Львовской, Ровенской, Тернопольской, Черновицкой, Винницкой и Киева). По словам Константинова, в ходе событий на Майдане «выяснилось, насколько слабыми оказались позиции центральной власти… Конечно, не будь ошибок власти, раздуть пожар протестов никто бы не смог. Но не будь зарубежного вмешательства — кризис не зашёл бы так глубоко». По его мнению, помочь в сложившейся ситуации может децентрализация власти.

### 13 февраля
Виктор Янукович предложил провозгласить день рождения Тараса Шевченко — 9 марта — «Днём национального примирения украинского народа».
Как сообщил первый заместитель председателя парламентской фракции Партии регионов Михаил Чечетов, фракция Партии регионов собирает подписи под обращением к президенту с просьбой внести в Верховную Раду, согласно своим конституционным полномочиям, кандидатуру на пост премьер-министра из числа членов ПР. По словам Чечетова, «если какие-то оппозиционные фракции войдут в большинство, они, естественно, могут получить квоту на министерские портфели пропорционально численности фракций».
Лидер партии «УДАР» Виталий Кличко заявил, что партия «УДАР» не будет входить в состав коалиционного правительства. На вопрос о том, как его партия отреагирует на то, что «Свобода» или «Батькивщина» войдут в состав коалиционного правительства с Партией регионов, Кличко заявил, что «право каждой политической силы участвовать в том или ином правительстве, но в системе координат, созданной властью, партия „УДАР“ себя не видит».

### 14 февраля
«Правый сектор», позиционируя себя как самостоятельную общественно-политическую силу, 14 февраля объявил о сформировании своего политического совета и потребовал от «демократической парламентской оппозиции», учитывая необходимость единства оппозиционных сил и роль «Правого сектора» в протестных акциях, начать с политическим советом «Правого сектора» консультации относительно участия его представителей в политическом процессе, направленном на урегулирование противостояния.

### 15 февраля
К 15 февраля в рамках амнистии были освобождены под домашний арест все ранее задержанные участники протестов.
Произошло избиение участников движения «Киевляне за чистый город», организованного Иваном Проценко, при проведении акции у баррикад возле КГГА так называемой «самообороной майдана». В активистов движения «Киевляне за чистый город» бросили петарды, а затем группа лиц в камуфляже, вооружённая резиновыми и деревянными дубинками, сапёрными лопатками, пистолетами, избивала их дубинками и распыляли слезоточивый газ. В городское управление МВД было подано 13 заявлений от потерпевших, из них пятеро было госпитализировано.

### 16 февраля
В ночь с 15 на 16 февраля протестующими были разблокированы здания Тернопольской, Ивано-Франковской, Львовской и Полтавской областных администраций.
Утром «комендант» захваченного протестующими здания КГГА Руслан Андрейко подписал с представителем ОБСЕ послом Швейцарии Кристианом Шененбергером документ, согласно которому здание передаётся под контроль ОБСЕ, после чего соответствующий акт подписал председатель КГГА Владимир Макеенко. Макеенко заявил, что никаких претензий к митингующим по поводу ущерба, нанесённого зданию, городская власть не имеет. Член Совета ВО «Майдан» Игорь Жданов объявил, что баррикады на углу Крещатика и улицы Богдана Хмельницкого не будут разбираться: «Мы остаёмся на баррикадах. Здесь остаётся наш блок-пост, наши палатки. Мы никуда не уходим. Но само здание будет функционировать в обычном режиме».
Днём в здание КГГА вновь проникли вооружённые люди в камуфляже (около 150 человек), называвшие себя «воинами Нарнии», «Викингами» и тому подобное, которые принялись грабить кабинеты Администрации. По номеру экстренного вызова 102 об этом было сообщено в милицию, однако когда трое милиционеров прибыли к зданию, их не пропустили внутрь представители так называемой «комендатуры». Милиционеров быстро окружила толпа в масках, касках и с палками в руках, когда милиционеры начали отход, толпа стала их избивать.
На улице Грушевского автопогрузчики создали проём в баррикадах, благодаря которому появилась возможность восстановить однополосное автомобильное движение. В то же время мешками с песком и известковой смесью протестующие укрепляли существующие баррикады, блокироввшие оставшуюся часть улицы. Предыдущие укрепления были созданы из мешков со снегом, который растаял из-за положительной температуры.
17 февраля, однако, «Правый сектор» привёл в полную готовность все свои подразделения в Киеве и регионах в связи с «мирным наступлением», объявленным «Штабом национального сопротивления».

### 18 февраля

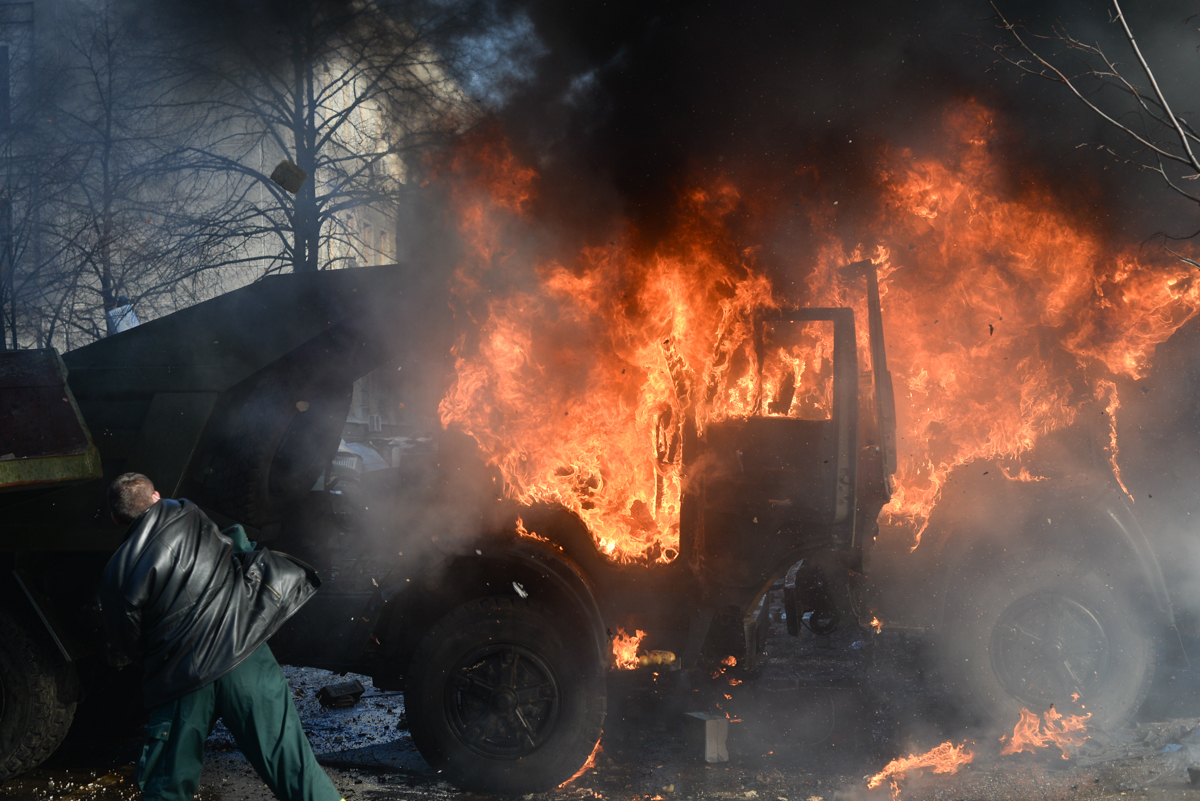
Горящие самосвалы, 11:00

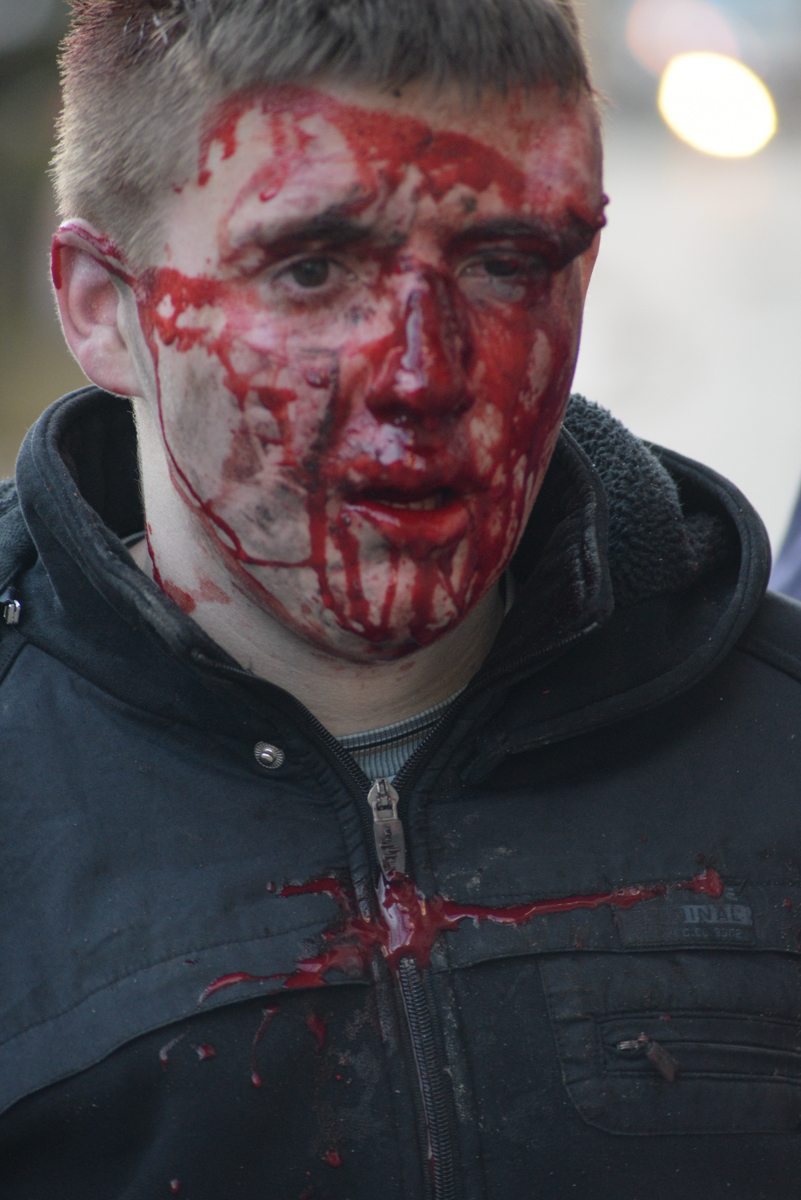
Пострадавший в ходе столкновений, 15:53

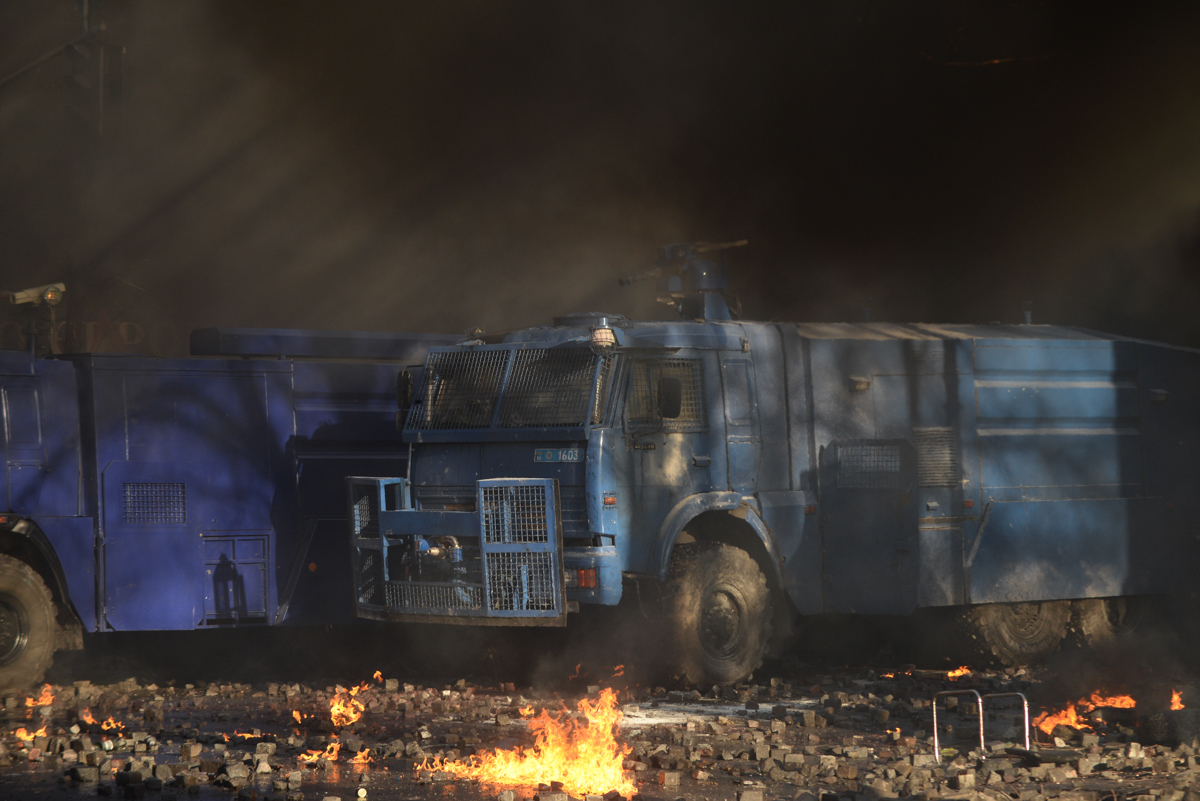
Брошенные водомёты, 15:18

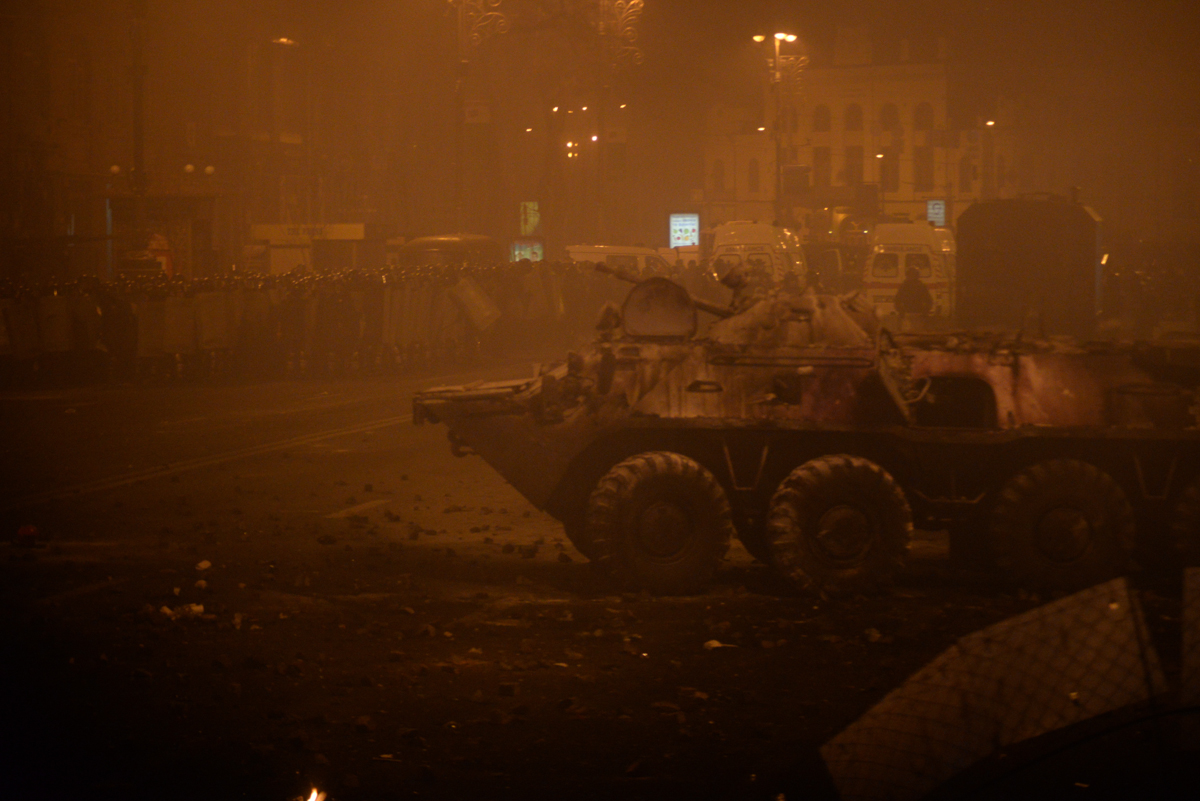
Брошенный сожжённый БТР-80, 20:09

18 февраля произошло резкое обострение ситуации, сопровождавшееся массовым кровопролитием. Возобновившиеся столкновения митингующих с милицией, сопровождавшиеся действиями неизвестных снайперов, привели к гибели десятков участников протестов и сотрудников правоохранительных органов. По данным Минздрава Украины, с 18 по 20 февраля в Киеве погибли 77 человек. В отчёте Временной следственной комиссии Верховной рады по расследованию расстрелов демонстрантов в Киеве 18-20 февраля отмечалось (июль 2014), что с 18 по 20 февраля в центре Киева 196 работников милиции и внутренних войск получили огнестрельные ранения, из них были убиты 7 военнослужащих ВВ и 10 работников милиции. Крайне обострилась ситуация на западе Украины. Так в ночь на 19 февраля в Львовской области произошёл захват большого количества оружия и боеприпасов.

#### «Мирное наступление»
18 февраля на заседании Верховной рады оппозиция потребовала немедленного возвращения к парламентско-президентской форме правления и восстановления конституции 2004 года.
Утром лидеры оппозиции организовали так называемое «мирное наступление» на Верховную раду, в котором приняло участие несколько тысяч активистов Евромайдана. Шествие, которое возглавили народные депутаты Андрей Ильенко, Олег Тягнибок, Олег Ляшко, Андрей Парубий, утратило «мирный» характер, когда колонна, во главе которой находились бойцы самообороны Майдана, не дойдя 100 метров до здания Верховной Рады, упёрлась в грузовики, которыми милиция перегородила Шелковичную улицу. Не имея возможности вплотную подойти к парламенту, активисты стали забрасывать милицию камнями и подожгли грузовики с помощью бутылок с зажигательной смесью. В ответ милиционеры обстреливали нападающих свето-шумовыми гранатами и использовали слезоточивый газ.

#### Верховная рада
В самой Верховной раде оппозиция потребовала от председателя Владимира Рыбака зарегистрировать проект постановления о возвращении к Конституции 2004 года. Он отказался и в качестве альтернативы предложил Раде вначале создать специальную комиссию по выработке согласованного законопроекта о внесении изменений в конституцию, а уже затем реформировать основной закон. После этого трибуна и президиум Верховной рады были заблокированы оппозиционерами. Фракция Партии регионов покинула зал. За ними хотели уйти и коммунисты, но оппозиционеры заблокировали выходы. Спустя несколько часов оппозиция добилась регистрации своего законопроекта.

#### Продолжение столкновений
После появления информации о регистрации конституционного постановления столкновения в районе Верховной рады утихли. В то же время продолжились ожесточённые столкновения на улице Институтской, где милиция пыталась оттеснить митингующих на Майдан. Тем временем протестующие устроили драку с участниками проправительственной акции в Мариинском парке и начали здесь возведение баррикад. Был захвачен Дом офицеров на перекрестке улицы Грушевского и Крепостного переулка, где был организован временный медпункт, в который доставляли раненых манифестантов. Митингующие сообщили, что захватили нескольких сотрудников «Беркута», которых отвели на Майдан. Многие улицы в центре Киева были окутаны дымом, на улице Грушевского протестующие снова подожгли шины, в правительственном квартале разбили и сожгли несколько припаркованных на улицах легковых автомобилей.
После полудня демонстранты напали на офис Партии регионов на улице Липской, разгромили и подожгли его. Во время нападения погиб сотрудник офиса.
В 13:30 начали поступать первые сообщения об огнестрельных ранениях сотрудников правоохранительных органов (всего за день от огнестрельных ранений погибли 5 военнослужащих внутренних войск)

#### Контрнаступление правоохранительных подразделений
По состоянию на 17:30 бойцы «Беркута» и внутренние войска полностью зачистили правительственный квартал, Октябрьский дворец, была взята под контроль Европейская площадь. Протестующие покинули Украинский дом, опасаясь возможного штурма.
Глава службы безопасности Украины и исполняющий обязанности министра внутренних дел страны заявили, что если до 18:00 беспорядки в городе не прекратятся, правоохранительные органы будут обязаны навести порядок способами, предусмотренными законом. По свидетельству бывшего командира 2-й роты харьковского «Беркута» Виктора Шаповалова, между 17:00 и 18:00 ко входу в Октябрьский дворец приехала машина из службы личного обеспечения, откуда по команде командира батальона Владислава Лукаша началась выдача личному составу ружей «Форт» и патронов (обычных и свинцовых) к ним.
К вечеру подразделения «Беркута» и внутренних войск оттеснили манифестантов на Майдан Незалежности и в течение ночи пытались организовать его зачистку. В течение дня и последовавшей ночи, в результате активных столкновений сторонников оппозиции с силовыми структурами, погибло 25 человек (часть из них силовики), более 350 получили ранения, свыше 250 были госпитализированы.
В 20:00 подразделения «Беркута» и внутренние войска приступили к зачистке Майдана Незалежности. Прямую трансляцию с места событий ведут несколько украинских телеканалов. Силовики используют водомёты и светошумовые гранаты, протестующие применяют камни, петарды, бутылки с зажигательной смесью. На месте событий гремят взрывы. Через мегафоны постоянно передаётся обращение: «Уважаемые женщины и дети, милиция просит вас покинуть территорию Майдана Незалежности — сейчас тут будет проводиться антитеррористическая операция». Силовики пытаются оттеснить протестующих с Майдана Незалежности, двигаясь со стороны Европейской площади и улицы Институтской. Со стороны улицы Михайловской проход свободен. Для людей также оставлена возможность отхода в сторону Бессарабской площади.

#### Переговоры с оппозицией
Исполняющая обязанности министра юстиции Украины, член рабочей группы по урегулированию политического кризиса Елена Лукаш заявила о нарушении оппозицией достигнутых договорённостей и призвала немедленно прекратить вооружённое противостояние: «Протест, который ещё вчера анонсировался оппозицией как мирная акция, сегодня начался открытым вооружённым противостоянием экстремистов… Сегодня лидеры оппозиции персонально ответственны за новый этап обострения противостояний. Их действия поставили под угрозу гражданский мир и будущее Украины». Лукаш от имени рабочей группы призвала прекратить эскалацию конфликта, вооружённое противостояние и немедленно сесть за стол переговоров.
Председатель Верховной рады Владимир Рыбак заявил, что переговоры с лидерами оппозиции по выходу из ситуации, которая сложилась на Украине, возможны лишь при условии прекращения радикальных действий: «Переговоры возможны, но только при условии прекращения любых насильственных действий и провокаций со стороны участников протеста… В Киеве безответственные призывы лидеров оппозиции, сделанные накануне, о том, что участники протеста прибегнут к активным радикальных действий в случае, если парламент не будет голосовать по указанию Майдана, привели к трагическому исходу. В Киеве пролилась кровь, погибли люди».
Тем временем Виталий Кличко обратился к Виктору Януковичу с требованием немедленно объявить о проведении досрочных президентских и парламентских выборов. Кличко также призвал Януковича срочно вывести «Беркут» из центра столицы.
По указанию городских властей с 16:00 прекратило работу метро в связи с «угрозой терактов».
В городах Западной Украины по призыву лидера ВО «Свобода» Олега Тягнибока была объявлена запись добровольцев для отправки в Киев. Автоколонны формировались во Львове и Тернополе.
Президиум Верховного Совета Крыма заявил, что на Украине фактически началась гражданская война, и призвал Виктора Януковича принять чрезвычайные меры для сохранения основ конституционного строя и единства Украины. Городской голова Харькова Геннадий Кернес сделал официальное заявление в связи с событиями в Киеве: «Как харьковский городской голова и вице-президент Ассоциации городов Украины обращаюсь к коллегам — мэрам городов — с призывом не допустить насилия и кровопролития в стране. Призываю городских голов Западной Украины не давать воли эмоциям, вооружая и отправляя людей в зону конфликта».
Службы ГАИ ограничили въезд автотранспорта в Киев. По целому ряду дорог проезд транспорта осуществляется либо по одной полосе, либо и вовсе перекрыт.
Пресс-служба правительства объявила об ограничении въезда транспорта в Киев: «В связи с массовыми беспорядками и с целью недопущения человеческих жертв и эскалации конфликта просим граждан Украины принять во внимание то, что движение транспорта в сторону Киева будет ограничено с 00:00 19 февраля 2014 года».
Арсений Яценюк с трибуны Майдана обратился к президенту Януковичу с призывом объявить перемирие до утра, после чего оппозиция согласится возобновить переговоры: «Не дайте возможности, чтобы Украина превратилось в государство, залитое кровью. Наше обращение — отзовите назад милицию, и объявите немедленное перемирие. Тогда мы готовы идти на дальнейшие переговоры, чтобы сохранить людей».
Народный депутат от Партии регионов Анна Герман заявила в комментарии Радио Свобода, что запланированная на 19 февраля встреча президента Виктора Януковича с лидерами оппозиции состоится лишь при условии прекращения вооружённого противостояния: «Переговоры состоятся, только когда прекратятся методы борьбы, когда оппозиция уберёт людей с оружием из улиц и когда возобновится спокойствие в стране. Тогда надо садиться за стол переговоров». Встреча президента Украины Виктора Януковича и лидеров оппозиции Виталия Кличко и Арсения Яценюка всё же состоялась, но стороны не смогли прийти к какому-либо соглашению, ограничившись взаимными обвинениями.
На всей территории Украины было прекращено эфирное и спутниковое вещание 5-го канала телевидения.
В связи с обострением ситуации в Киеве, Президиум Верховного совета АРК направил обращение к президенту Украины Виктору Януковичу, опубликовав его на своём официальном сайте: «Сегодня мы требуем от Вас как главы государства решительных действий и принятия чрезвычайных мер. Этого ждут и сотни тысяч крымчан, которые голосовали за Вас на президентских выборах в надежде на стабильность в стране». Президиум заявил, что в случае «дальнейшей эскалации гражданского противостояния» Верховный совет АРК «оставляет за собой право призвать жителей автономии встать на защиту гражданского мира и спокойствия на полуострове».
В ночь на 19 февраля на официальном сайте президента было размещено видеообращение Виктора Януковича к украинскому народу, в котором он обвинил лидеров оппозиции в кровопролитии. По словам Януковича, конфликт возобновился из-за призывов оппозиции к «вооружённому противостоянию»: «Мы реализовали две амнистии — первую после декабрьских событий и вторую, вступившую в действие 17 февраля. Надо же было оппозиционным лидерам так сделать, что уже на следующий день, 18 февраля, они призвали радикальную часть Майдана к вооружённой борьбе. Оппозиционеры не только не дождались открытия заседания парламента, на котором должны были голосоваться законы, которые бы изменили Украину. Они, наоборот, заблокировали Верховную Раду, не дав возможности принять эти изменения. Потребовали всю власть оппозиции и немедленно. Не имея на это мандата народа, незаконно, нарушая Конституцию Украины, эти, с позволения сказать, политики, прибегая к погромам, поджогам и убийствам, пытались захватить власть», — говорится в заявлении. «Черту они перешли, когда призывали людей к оружию. А это — вопиющее нарушение закона. И нарушители закона должны предстать перед судом, который определит им меру наказания. Исходя из этого, я ещё раз призываю лидеров оппозиции, которые утверждают, что они стремятся к мирному урегулированию, немедленно отмежеваться от тех радикальных сил, которые провоцируют кровопролитие и столкновение с правоохранительными органами. Или, в случае, если они не желают уходить — признать, что они поддерживают радикалов. И тогда с ними будет другой разговор», — подчеркнул Янукович.
Янукович отметил, что советники «пытаются склонить его к жёстким вариантам». «Но я всегда считал применение силы ошибочным подходом. Есть лучший и более эффективный способ — найти общий язык. Пойти на компромисс. Договориться. Я уже говорил не раз, что в таком случае несколько потеряет власть. Потеряет и оппозиция. Но выиграет Украина. Я настойчиво призывал воздержаться от радикальных действий. Но меня не услышали. Повторяю и обращаюсь снова. Ещё не поздно прислушаться. Ещё не поздно остановить конфликт».
Первый президент Украины Леонид Кравчук в своей оценке событий 18 февраля подчеркнул, что заявления оппозиции о «мирном наступлении» изначально подразумевали провокацию применения властью силы, и ещё по воскресному народному вече, прошедшему 17 февраля, можно было спрогнозировать силовое развитие событий: «Все эти месяцы мы работали над тем, как прийти к взаимопониманию и начать процесс сближения интересов власти, общества и оппозиции. И мне уже казалось, что первые шаги к компромиссу уже были сделаны. Но после воскресного выступления лидеров оппозиции на Майдане мне стало жутко, я понял, что речь идет о новом силовом противостоянии… Я никак не мог понять, каким образом мирное давление могут осуществить колонны, которые призывали идти к парламенту. К сожалению, случилось то, что я предвидел. Колонны пришли и начали действовать силовым способом. А на иное и нельзя было надеяться». По словам Кравчука, «митингующие первыми применили силу, причем очень специфичным способом: они попытались Верховную раду заставить голосовать так, как хочет оппозиция».

### 19 февраля

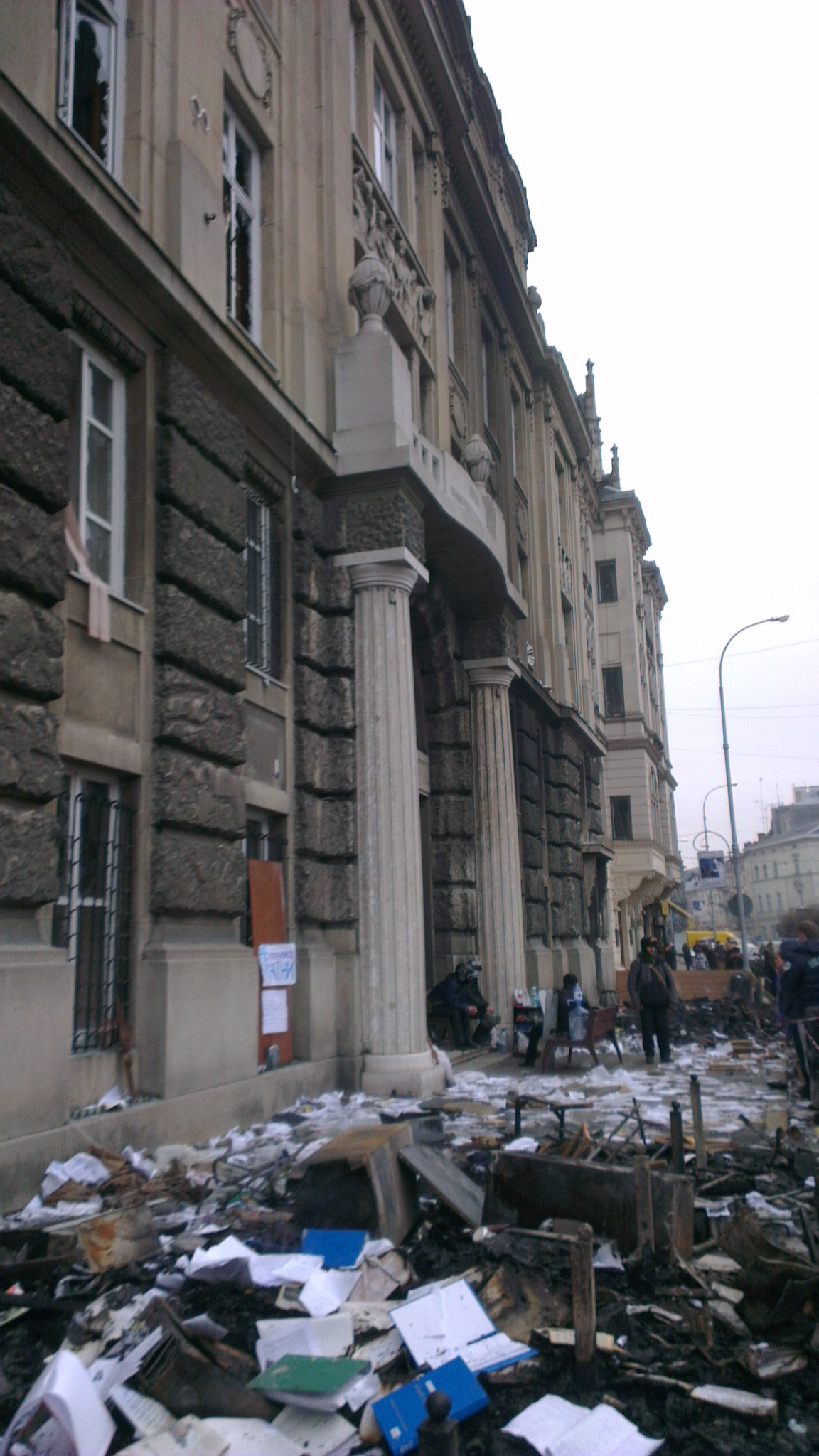
Здание Львовской областной прокуратуры, захваченное в ночь на 19 февраля 2014 года, с уничтоженными документами и компьютерной техникой

Президент Виктор Янукович объявил 20 февраля 2014 года днём скорби по всей территории Украины в связи с человеческими жертвами в результате массовых беспорядков 18 и 19 февраля. Об этом говорилось в указе главы государства, обнародованном на его официальном сайте.
Тем временем активисты Евромайдана захватили здания Главпочтамта, консерватории и Госкомтелерадио в Киеве.
Силовики начали возводить бетонное укрепление вокруг Верховной Рады и баррикады на улице Грушевского.
И. о. министра обороны Украины Павел Лебедев сообщил корреспонденту ИТАР-ТАСС, что он отдал приказ отправить в Киев 25-ю отдельную воздушно-десантную бригаду из Днепропетровска «для усиления охраны баз, где хранится боевое оружие». И. о. начальника пресс-службы министерства обороны Украины полковник Александр Мотузяник подтвердил, что подразделения ВС Украины предпринимают меры по усилению охраны складов оружия.

#### Пожар в Доме профсоюзов

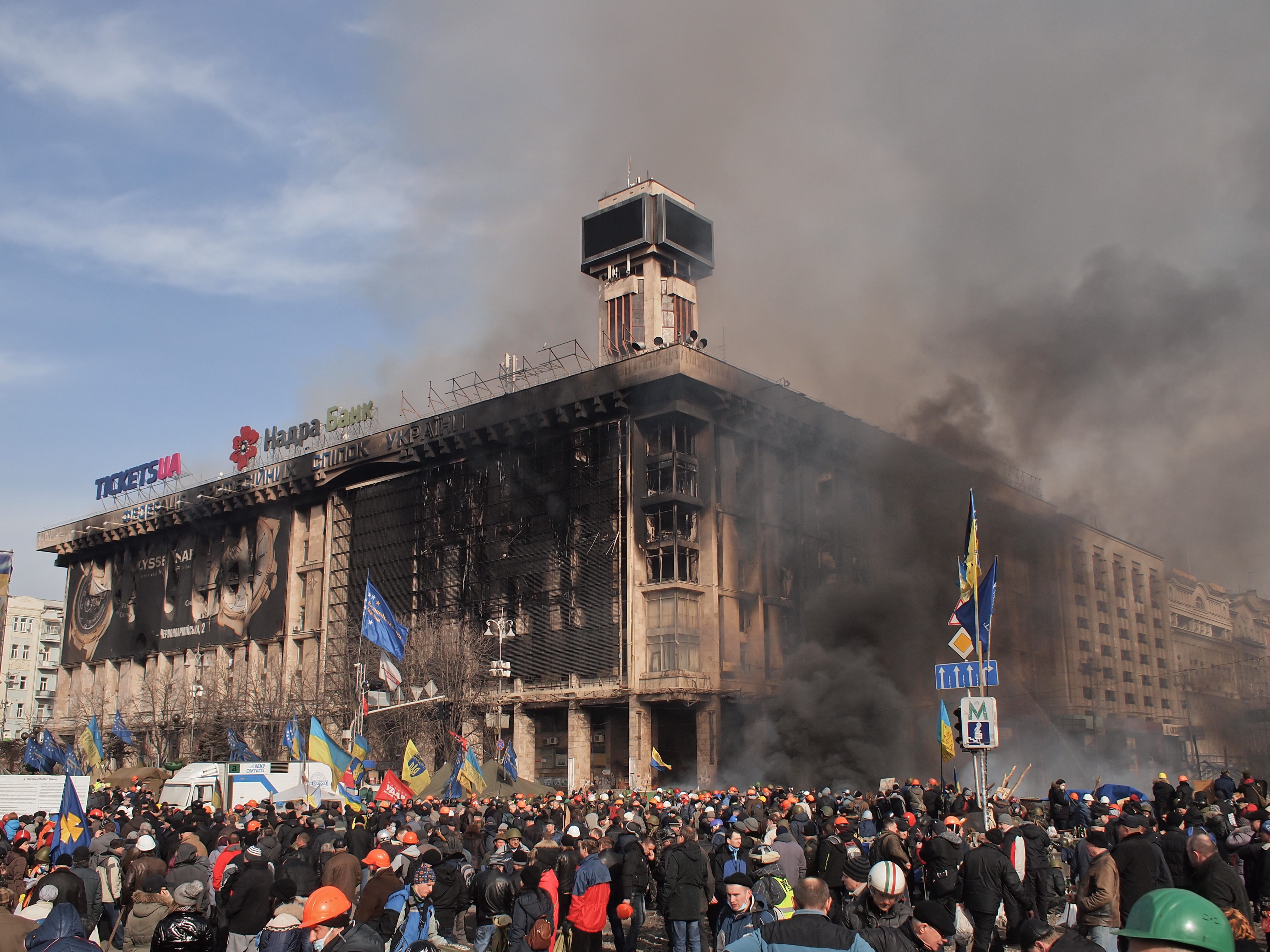
Сожжённый Дом профсоюзов.

В ночь на 19 февраля в ходе противостояния возник пожар в Доме профсоюзов. По свидетельству журналистов «Зеркала недели», на здание перекинулся огонь, охвативший палатки на Майдане, которые использовались протестующими в качестве огненного щита от наступающих силовиков. По данным временной следственной комиссии Верховной рады по расследованию убийств на Майдане, штурм Дома профсоюзов был осуществлён по указанию главы СБУ Александра Якименко, его первого заместителя Владимира Тоцкого и руководителя Антитеррористического центра СБУ Андрея Меркулова. Заместитель главы фракции «Батькивщина» Сергей Соболев утверждал, что в здании заживо сгорело более сорока человек. Пламя тушили более суток, на фоне продолжающихся столкновений, в результате чего четверо спасателей получили ранения. Обрушилось несколько перекрытий. Пожар потушили только на утро 20 февраля.

#### Ограбление музея истории Киева
В ночь с 18 на 19 февраля неизвестными были разграблены фонды Музея истории Киева, расположенные на 4—5 этажах Украинского дома. С вечера 18 февраля здание находилось под контролем правоохранителей. По информации Ольги Друг, заведующей музейным отделом «Киев второй половины XVII — начала XX века», протестующие оставили помещения фондов музея в целости и сохранности, опечатанными и на сигнализации. Музейщики предупредили силовиков, занявших здание, что тут находятся музейные фонды. Примерно в 00:00 сработала сигнализация, и главный хранитель музея вызвала милицию, однако на вызов никто не приехал. Утром сотрудники музея, попав в Украинский дом, обнаружили разгромленное фондохранилище. Представители находившихся в Украинском доме силовых структур отказались давать какие-либо комментарии.

#### Захваты госучреждений на Западе Украины
Во Львове в ночь на 19 февраля и в течение дня были захвачены здания обладминистрации, а также областные управления СБУ, прокуратуры, налоговой администраций, ГАИ, областной и городской отделы МВД, районные отделения МВД — Галицкий, Франковский, Шевченковский и Лычаковский, что сопровождалось уничтожением офисной техники и документов, захватом более 1170 единиц огнестрельного оружия (почти тысячи пистолетов Макарова, более 170 автоматов Калашникова, снайперских винтовках и пулемётов Калашникова, более 18 тысяч патронов различных калибров).
Была предпринята попытка поджечь Зализнычный райотдел МВД, сожжено здание Франковского районного суда с оргтехникой и документами. Во время штурма казарм части № 4114 Внутренних войск Украины сторонники Евромайдана захватили амуницию военных и подожгли здание части; позже пожар перешёл на склад боеприпасов. В областном центре перестала работать линия вызова милиции 102, было уничтожено 30 % милицейской автотехники. Была предпринята попытка захвата Львовского университета МВД. В то же время было прекращено движение поездов сообщением Львов-Киев, по заявлениям представителей «Укрзализныци» — на неопределённый срок.
В Ивано-Франковске восставшие захватили местное управление СБУ, откуда были похищено оружие: три пулемёта, 268 пистолетов и 90 гранат.
В Луцке митингующие захватили здания облгосадминистрации и областного управления милиции. Губернатора Волынской области Башкаленко, который оказался в управлении, избили, облили водой и приковали к сцене местного евромайдана наручниками и потребовали заявления об отставке, представители общественности поехали к нему домой, чтобы привезти семью и заставить его написать заявление на увольнение. Затем митингующие выдвинулись к зданиям прокуратуры и СБУ Волыни.
В Хмельницком во время волнений у здания СБУ был открыт огонь по митингующим, два человека получили тяжёлые ранения. В ответ на данные действия протестующие закидали здание СБУ «коктейлями Молотова», в результате чего начался пожар, в ходе данных событий один человек был убит выстрелом в голову.
В Житомире, после отказа милиции перейти на сторону митингующих, активисты[уточнить] взяли штурмом здание облгосадминистрации и закидали бутылками с зажигательной смесью местное управление МВД.
В Ужгороде митингующие также захватили здание облгосадминистрации, после чего начали обустраивать баррикады в нём. В дальнейшем толпа двинулась к зданию ректората Ужгородского национального университета с требованием отставки ректора Федора Ващука.
В Виннице протестующие перекрыли движение автотранспорта.

#### Заявление СБУ
Служба безопасности Украины объявила о начале подготовки к «проявлению на территории Украины антитеррористической операции» в связи с происходящими событиями. В сообщении, размещённом на сайте СБУ, указывалось: «События последних суток в Украине свидетельствуют о нарастающей эскалации силовых противостояний и массовом применении оружия со стороны экстремистски настроенных группировок. Во многих регионах государства захватываются органы местной власти, структуры министерства внутренних дел, службы безопасности, прокуратуры, военные части, склады с боеприпасами. Горят помещения судов, вандалы уничтожают частные помещения, убивают мирных граждан… Сегодня происходит сознательное, целенаправленное применение насилия, путём поджогов, убийств, захвата заложников, запугивания населения с целью достижения преступных целей, всё это с использованием огнестрельного оружия»". СБУ сообщила, что «только за прошедшие сутки более 1500 единиц огнестрельного оружия и 100 тысяч патронов попали в руки преступников».
В пресс-службе СБУ сообщили о начале досудебного расследования по факту совершения политиками незаконных действий, направленных на захват государственной власти. Уголовное производство начато по части 1 статьи 109 Уголовного кодекса Украины (действия, направленные на насильственное изменение либо свержение конституционного строя или на захват государственной власти) и расследуется Главным следственным управлением Службы безопасности Украины.

#### Заявление Верховного Совета АР Крым
Верховный Совет АРК «счёл целесообразным активное участие регионов Украины в работе по подготовке изменений в Конституцию Украины» и поддержал инициативу о проведении всеукраинского референдума по «ключевым вопросам» государственного устройства. Ряд депутатов парламента поддержали инициативу депутата Николая Колисниченко (Партия регионов), предложившего, в случае если на Украине в ближайшее время не будет урегулирован кризис, поднять вопрос о аннексии Крыма Россией. Спикер крымского парламента Владимир Константинов, однако, прервал выступление Колисниченко, заявив, что главная задача, стоящая перед депутатами на данный момент, — «помочь Киеву отстоять власть». Тем не менее уже на следующий день, находясь в Москве, где он провёл встречи с лидерами парламентских фракций Госдумы, Владимир Константинов заявил в интервью «Интерфаксу», что не исключает отделения Крыма от Украины в случае обострения ситуации в стране. Отвечая на вопрос, нужно ли при неблагоприятном развитии ситуации на Украине проводить референдум по поводу отделения Крыма, он сказал, что предпочитает «не жевать» эту тему, поскольку Крым — это одна из опор центральной власти и «если мы начнем этим заниматься, мы просто погубим эту центральную власть». При этом Владимир Константинов добавил, что борьба идет не за Крым, а за Киев. Однако, если всё-таки под давлением эта центральная власть будет сломлена, Верховный совет Крыма будет признавать легитимными для автономии только свои решения. «И тогда у нас будет единственный путь — это денонсация решения Президиума ЦК КПСС от 1954 года… С этой минуты мы будем признавать те решения, которые считаем нужными». Премьер-министр крымского правительства Анатолий Могилёв, комментируя сделанное заявление, призвал политиков «взвешивать каждое слово, особенно те, которые могут трактоваться как угроза территориальной целостности Украины».

#### Посредничество европейских дипломатов
Вечером 19 февраля глава МИД Польши Радослав Сикорский сообщил, что вылетает в Киев с целью не допустить дальнейшей эскалации насилия на Украине. К нему должны присоединиться министры иностранных дел Германии и Франции, которые направляются в Киев для последних переговоров с представителями украинской власти и оппозиции накануне экстренного заседания Совета иностранных дел ЕС, на котором должен был рассматриваться вопрос введения санкций в отношении Украины.

#### Переговоры Януковича с оппозицией
Поздно вечером состоялись переговоры между Януковичем и лидерами оппозиции. Стороны договорились об объявлении перемирия. По заявлению Арсения Яценюка, штурма Майдана, который на эту ночь планировала власть, не будет: «Есть позитивная новость — штурм и зачистка, которые планировались, отменены. Сейчас объявлено перемирие и начало переговорного процесса для стабилизации ситуации».

### 20 февраля

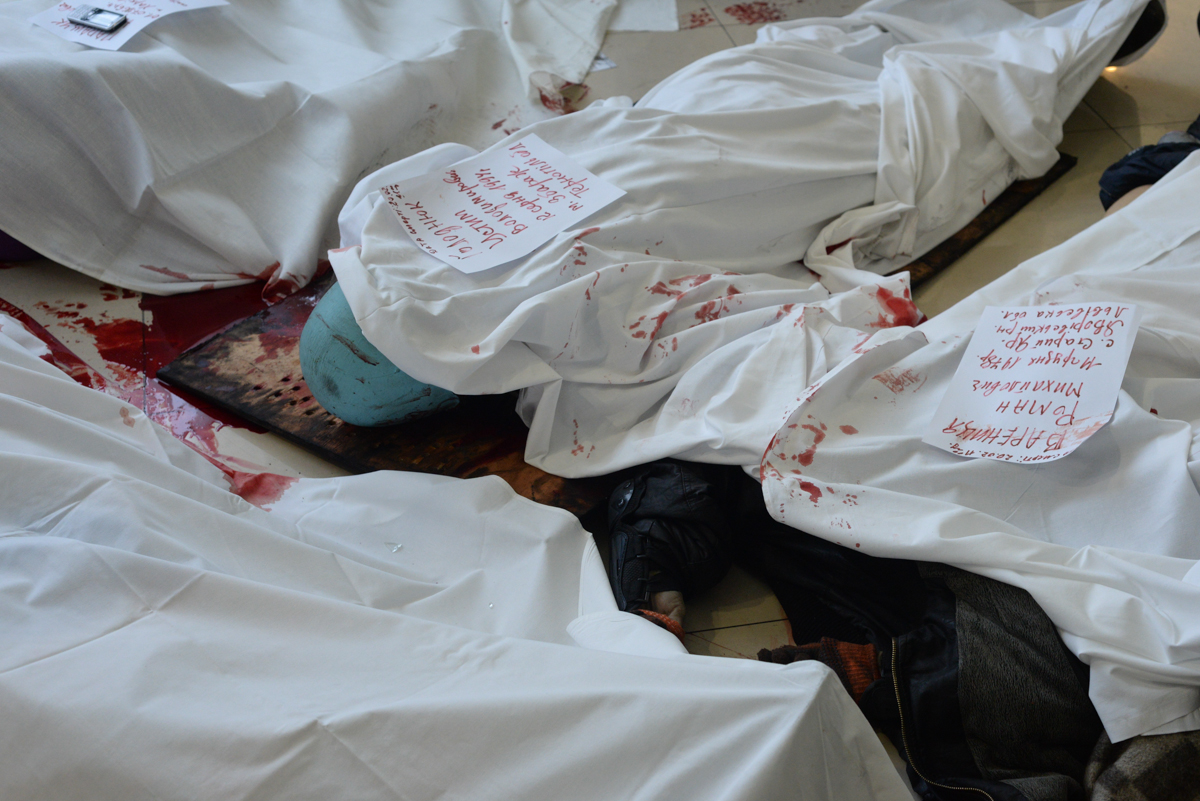
Тела погибших

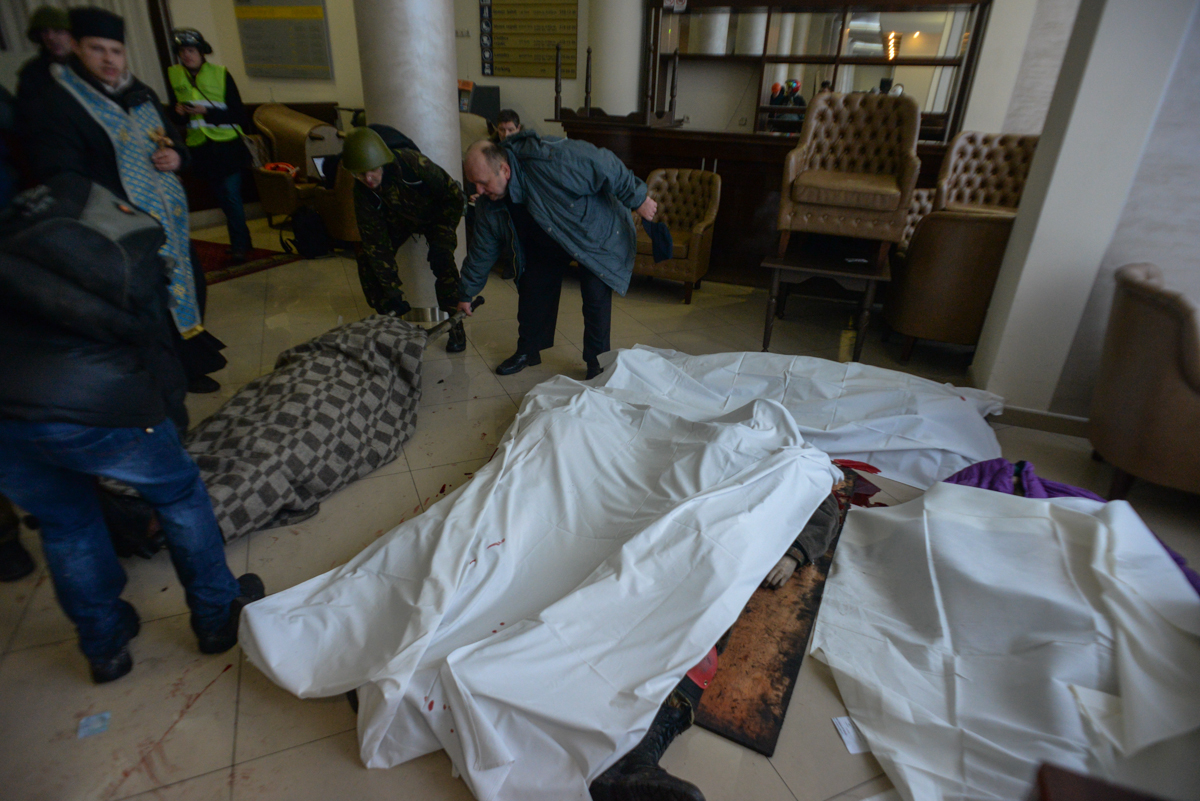
Тела погибших

#### Кровопролитие в Киеве
В 9:00 около 3 тысяч сторонников оппозиции организованными колоннами перешли в наступление, отбили стелу Независимости и начали теснить силовиков, которые отступили по улице Институтской, оставив захваченный 18-го февраля Октябрьский дворец. Митингующие также оттеснили внутренние войска у Дома профсоюзов в сторону Европейской площади до середины улицы Грушевского, за построенную накануне силовиками бетонную баррикаду и далее, за Художественный музей. В рядах милиции началась паника, «Беркут» утверждает, что сторонниками оппозиции было применено боевое оружие, им пришлось отступить. Позже наличие огнестрельного оружия у наступающих активистов было подтверждено видеозаписями. Также вследствие того, что первоначально огонь был открыт со стороны майдановцев, подтвердил глава временной следственной парламентской комиссии по расследованию тех событий Геннадий Москаль (по его мнению, это была провокация с целью вынудить президента Януковича ввести чрезвычайное положение). «Беркут» отошел к улице Ольгинской и продолжал использовать гранаты со слезоточивым газом. К 9:30 было ранено 23 бойца спецподразделения «Беркут» и солдат внутренних войск.
Сотни сторонников оппозиции вышли на «ничейную территорию» между лагерем протестующих и милицией и начали укреплять возведенные накануне баррикады, но тут же вытащили из них металлические пруты и кинулись на силовиков. Милиция отступила, закидываемая булыжниками и бутылками с зажигательной смесью. Милиция и «Беркут» попытались остановить нападавших сторонников оппозиции сначала резиновыми пулями, потом и боевыми. В ответ со стороны сторонников оппозиции был открыт огонь из охотничьих ружей, спортивных карабинов и снайперских винтовок. Несколько десятков безоружных бойцов внутренних войск сдались. Неизвестные снайперы открыли огонь по сторонникам оппозиции из окон правительственного квартала.
На Институтской снайперы, принадлежность которых до сих пор не установлена, начали вести огонь на поражение, в первые минуты было убито 7 человек, затем их количество возросло до десятков, а также сотен раненых. Снайперы стреляли и в медиков, которые выносили раненых с Майдана. Позже, главой МИДа Эстонии Урмасом Паэтом в телефонном разговоре с главой дипломатии ЕС Кэтрин Эштон было высказано предположение, что снайперами могли оказаться боевики оппозиции
Около 12:00 с улицы Грушевского примерно 70 бойцов внутренних войск сдались под гарантии безопасности самообороне Майдана.
Активисты Евромайдана в Киеве заблокировали выезды из казарм подразделений внутренних войск, расположенных на Воздухофлотском проспекте, в непосредственной близости от Национальной Академии внутренних дел Украины.
Глава Киевской городской государственной администрации Владимир Макеенко написал заявление о выходе из рядов Партии регионов. Заявления на выход из Партии регионов написали десятки депутатов Верховной Рады, руководителей областных организаций ПР, областные депутаты и городские головы.
Возобновил работу Киевский метрополитен (о чём объявил на экстренном заседании В. Макеенко), за исключением станций в центральной части города («Крещатик», «Майдан Незалежности», «Театральная», «Золотые ворота», «Дворец спорта», «Площадь Льва Толстого», «Почтовая площадь», «Арсенальная»).
Более 150 протестующих осадили Дарницкое райуправление столичной милиции.

#### Ситуация в регионах
В Сумах «Правый сектор» заявил о прекращении технического перемирия с властью.
В центре Житомира снесли памятник Ленину.
Депутаты областного совета Ивано-Франковска от имени жителей Прикарпатья выразили недоверие президенту Януковичу и признали его «нелегитимным главой государства, который не имеет никаких законных полномочий в данный момент». Основанием является «умышленные преступные действия Януковича против Украинского Народа и Украинского государства», — говорится в решении облсовета.
На Волыни Главное управление Министерства внутренних дел в области, Главное управление Службы безопасности Украины и прокуратура признали Волынский областной совет органом самоуправления территориальной общины. Соответствующее решение было принято на внеочередной сессии.
Во Львове неизвестные подожгли базу «Беркута». В огне погибли два человека. Протестующие, блокирующие базу, отрицают причастность к поджогу. Львовский областной совет запретил ношение масок, балаклав и т. п. в общественных местах, в целях борьбы с вандализмом, мародерством и провокациями. При этом гарантируется безопасность всем гражданам, которые входят в ряды самообороны Майдана, «Правого сектора», Галицкого легиона.

#### Посредничество
Переговоры Виктора Януковича с главами МИД Польши, Германии и Франции длились в общей сложности шесть часов, включая перерыв, в ходе которого, по сообщениям, Янукович связывался с российским президентом Путиным. Как сообщила польская пресса, представители западных стран предложили украинскому президенту организовать переходное правительство, приступить к конституционной реформе и основное — провести досрочные парламентские и президентские выборы. За переговорами с Януковичем последовала встреча с оппозицией.
Вечером пресс-секретарь российского президента Дмитрий Песков сообщил, что по инициативе Виктора Януковича состоялся его телефонный разговор с Владимиром Путиным, в ходе которого президент Украины предложил главе российского государства направить в Киев российского представителя для участия в переговорном процессе с оппозицией в качестве посредника. Владимир Путин принял решение направить на Украину уполномоченного по правам человека Владимира Лукина.
Поздно вечером в Администрации президента возобновились переговоры с участием украинских властей, оппозиции, министров иностранных дел Польши, Германии и Франции. В половине второго ночи на переговоры в Администрацию президента прибыли посол России на Украине Михаил Зурабов и уполномоченный по правам человека в РФ Владимир Лукин. Ночью здание Администрации покинули послы России и Франции. Также сообщалось, что переговоры покинул министр иностранных дел Франции Лоран Фабиус в связи с тем, что ему необходимо было улетать в Пекин. Переговоры продлились восемь часов. Стороны парафировали текст Соглашения, подписание которого было назначено на полдень 21 февраля (состоялось в 16:00).

#### Верховная рада
Днём 20 февраля Владимир Литвин, внефракционный народный депутат, глава комитета Верховной рады по вопросам национальной безопасности и обороны, обратился к депутатам с призывом явиться в здание парламента для принятия решений по «вопросам, которые поставил народ»: «То, что Верховная рада вопреки требованиям народных депутатов не начала свою работу и фактически самоустранилась от своей ответственности, является преступлением перед народом, — заявил Литвин и подчеркнул, — Если Украина перестанет существовать как государство, если и дальше будет проливаться кровь, то ответственность за это будет лежать на всем депутатском корпусе». Одновременно Александр Турчинов со сцены Майдана обратился к протестующим с просьбой не штурмовать парламент во время заседания Верховной рады: «Мы должны дать гарантии безопасности депутатам, которые сегодня придут туда», — заявил Турчинов. По его словам, прежде всего это касается депутатов Партии регионов, которые хотят поддержать решение о возвращении к Конституции 2004 года.
Призыв Литвина поддержал посол США на Украине Джеффри Пайетт, записавший видеообращение к народным депутатам Украины с призывом срочно прибыть в Верховную Раду для решения политического кризиса: «Если сегодня вечером вы не в Раде, чтобы выработать политическое решение, то вы усугубляете проблему», — заявил он.
Вечером 20 февраля на экстренном заседании Верховная рада приняла постановление, осудившее применение насилия, которое привело к гибели граждан Украины, пыткам, истязаниям и другим преступлениям против человечности. За это решение проголосовали 236 из 238 присутствовавших народных депутатов Украины. Постановление было подписано председателем Верховной рады Владимиром Рыбаком утром 21 февраля.
Своим постановлением Верховная рада обязала правительство, СБУ, МВД, Министерство обороны Украины и другие военизированные группировки немедленно прекратить применение силы и запретить использование любых видов оружия и специальных средств против граждан Украины. Верховная рада также запретила проведение антитеррористической операции, объявленной СБУ и антитеррористическим центром Украины 19 февраля. Министерству внутренних дел приказано «безотлагательно прекратить блокирование сотрудниками правоохранительных органов транспортных коммуникаций и других улиц, площадей, переулков, бульваров в городе Киеве и в других населённых пунктах Украины» и обеспечить возвращение сотрудников правоохранительных органов к местам их постоянной дислокации.

### 21 февраля
В МВД Украины заявили, что протестующие вновь нарушили перемирие и открыли огонь по сотрудникам органов внутренних дел. Часть сотрудников пыталась укрыться от огня в здании Верховной Рады, однако их оттуда вывели. «В районе улицы Институтской участники массовых беспорядков открыли огонь по работникам органов внутренних дел и пытались прорваться в направлении Верховной Рады Украины. Сейчас стрельба продолжается. Информация о её жертвах уточняется», — говорится в сообщении.
По сообщению агентства УНИАН, в Киев с Западной Украины приехала группа милиционеров, порядка 100 человек, включая офицеров высших чинов, перешедших на сторону митингующих. Вместе с правоохранителями в Киев прибыли офицеры в отставке и «афганцы». Это личный состав нескольких райотделов милиции Львова и области во главе со своим руководством. Экс-министр Юрий Луценко заявил, что главная задача прибывших — стать на защиту Майдана. «Все они прибыли с табельным оружием. Они будут выполнять строго закон о милиции». Официального подтверждения этой информации на сайте МВД Украины нет.
Подал в отставку заместитель начальника Генерального штаба Вооруженных сил Украины, генерал-лейтенант Юрий Думанский. «Сегодня происходит втягивание военных в гражданский конфликт, что является недопустимым. Это может привести к гибели как военнослужащих, так и мирных граждан, чего нельзя допустить. Это — моя собственная позиция, как гражданина, офицера, руководителя, который отвечает за своих подчиненных. Поэтому я подал в отставку», — пояснил генерал-лейтенант. Накануне рапорт написал глава Генштаба Владимир Замана.
В Киеве студенты оккупировали здание Минобразования, требуя встречи с заместителем министра.
Народный депутат Инна Богословская заявила, что располагает видео, на котором люди в форме «Беркута» стреляют и в протестующих, и в милицию.
Во второй половине дня подразделения внутренних войск покинули территорию у здания Верховной рады. Внутренние войска и спецподразделение «Беркут» покинули правительственный квартал, ушли из центра Киева и сторонники правительства.
Нападения на автоколонну противников Евромайдана произошли в Черкасской области — 31 человек пропал без вести.
Также 21 февраля на Украине прошло массовое уничтожение памятников Ленину. Было снесено сразу несколько памятников в ряде городов: Полтава, Чернигов, Хмельницкий, Сквира, Дунаевцы, Белая Церковь, Житомир, Славута, Бровары, Боярка, Комсомольское, Калиновка, Ильинцы. Более 6 часов пытались снести памятник Ленину в Днепропетровске, при сносе несколько человек пострадало.
Как сообщило МВД, порядок в населённых пунктах Украины будут охранять патрули в состав которых войдут сотрудники органов внутренних дел Украины и местные общественные активисты.

### Соглашение об урегулировании политического кризиса на Украине
Во второй половине дня 21 февраля на фоне давления стран Запада и усиливающегося бегства бывших сторонников из партии власти Виктор Янукович подписал с оппозицией Соглашение «Об урегулировании политического кризиса в Украине», предусматривавшее, в частности, немедленный (в течение 2 суток) возврат к Конституции в редакции 2004 года, то есть к парламентско-президентской форме правления, формирование «правительства национального доверия», конституционную реформу и проведение досрочных президентских выборов не позднее декабря 2014 года.
Соглашение подписали президент Украины Виктор Янукович и лидеры оппозиции Виталий Кличко, Арсений Яценюк и Олег Тягнибок. Свидетелями подписания выступили министры иностранных дел Германии и Польши — Франк-Вальтер Штайнмайер, Радослав Сикорский и руководитель департамента континентальной Европы министерства иностранных дел Французской Республики Эрик Фурнье (фр. Éric Fournier). Специальный представитель президента Российской Федерации Владимир Лукин, участвовавший в переговорах, отказался поставить свою подпись под соглашением и на подписании документа отсутствовал.
Соглашение предусматривало отвод сил правопорядка из центра Киева, прекращение насилия и сдачу оппозицией оружия. Всё незаконное оружие, имеющееся у протестующих, требовалось сдать в подразделения МВД в течение 24 часов после подписания и обнародования закона о возвращении к конституции 2004 года.
Вечером того же дня Верховная рада проголосовала за возвращение к конституции 2004 года и приняла закон, позволяющий освободить из заключения Юлию Тимошенко. Верховная Рада приняла закон об освобождении всех задержанных в ходе акций протеста, отстранила от должностей министра внутренних дел Захарченко, министра доходов и сборов Клименко и министра обороны Лебедева. Президент Янукович приказал правоохранительным органам отступить от Майдана, начать отправку спецподразделений в места постоянной дислокации.
21 февраля, при публичном объявлении лидерами парламентской оппозиции условий подписанного Соглашения, представители «Правого сектора» заявили, что их не устраивает оговорённая в документе постепенность политических реформ, и потребовали немедленного ухода в отставку президента Януковича — в противном случае они были намерены пойти на штурм администрации президента и Верховной Рады. Лидер «Правого сектора» Дмитрий Ярош заявил, что в Соглашении отсутствуют чёткие обязательства относительно отставки президента, роспуска Верховной Рады, наказания руководителей силовых ведомств и исполнителей «преступных приказов, в результате которых были убиты около сотни украинских граждан», он назвал Соглашение «очередным замыливанием глаз» и отказался его выполнять. Ярош пригрозил, что если до следующего утра Янукович не подаст в отставку, то «Правый сектор» начнёт штурм администрации президента.
Вечером 21 февраля около 22.40 по киевскому времени президент Янукович вместе со спикером парламента Владимиром Рыбаком и главой АП Андреем Клюевым покинул Киев. По официальной версии, он отправился в Харьков для участия в съезде депутатов юго-восточных областей Украины. Позднее Янукович объяснил своё исчезновение нападением на его кортеж.
В ночь на 22 февраля активисты Евромайдана захватили правительственный квартал, покинутый правоохранителями, взяв под свой контроль здания Верховной Рады, Администрации президента, Кабинета министров и МВД, и выдвинули ряд новых требований — в частности, потребовали немедленной отставки президента Януковича.
О случившемся сообщил комендант Майдана Парубий. В частности было сказано, что 7-я сотня Майдана стоит в Верховной Раде, возле последней находится подразделение Правого сектора, девятнадцатая и третья сотни охраняют Администрацию Президента и Кабмин, 15-я сотня охраняла МВД. Милиции было предложено надеть желто-голубую ленту и заняться патрулированием вместе с Самообороной. Также было заявлено, что все действия на Майдане должны согласовываться с Военным штабом в КГГА. Кроме того, Парубий заявил, что «Майдан сегодня полностью контролирует Киев».
Как позднее заявил Янукович (данная версия была поддержана руководством РФ), им и его сторонниками эти действия были расценены как нарушение соглашения. В ряде регионов данные события спровоцировали отказ от власти Киева в последующие дни и переход на самоуправление.

### 22 февраля

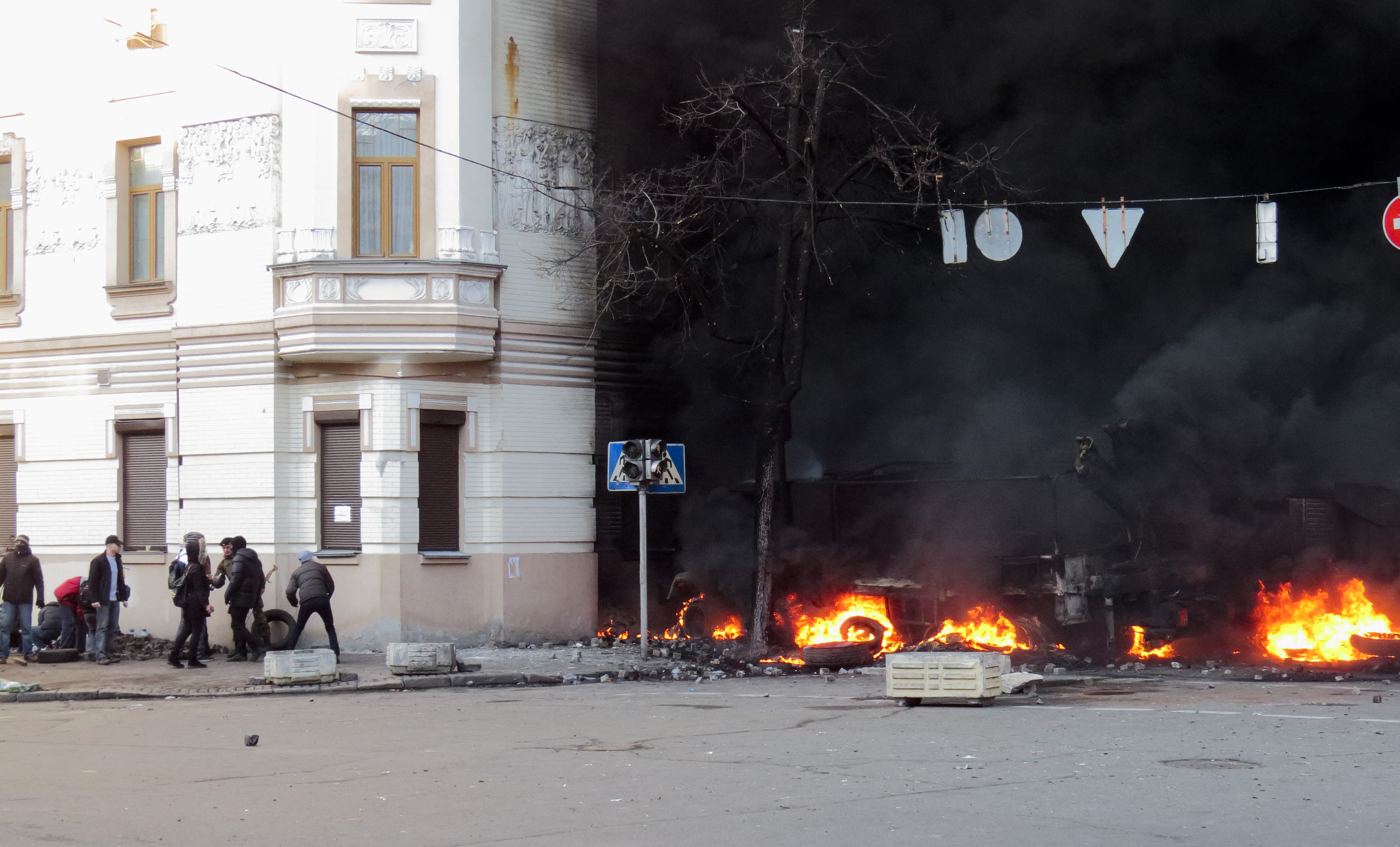

По заявлению коменданта Евромайдана, народного депутата Андрея Парубия правительственный квартал: Верховная Рада Украины, Администрация президента, Кабмин и МВД перешли под контроль Майдана. Милиционерам предложено присоединиться для совместного патрулирования правительственного квартала и всего Киева, для чего им выдаются сине-желтые ленты. Также по заявлению нардепа от «Батькивщины» военный штаб берёт «город под свой контроль и объявляет, что мы не допускаем каких-либо действий без согласования со штабом».
В 10:00 началось заседание Верховной Рады. Было зарегистрировано 248 депутатов, позднее к ним присоединились ещё около девяноста депутатов. Вероятно, это заседание депутатов происходило под физическим давлением. На кадрах прямой трансляции ВР видно применение физической силы и среди депутатов. Кроме того часть депутатов не присутствовала на заседании, а их голоса в протоколах есть.
Заседание вёл вице-спикер Руслан Кошулинский. Он зачитал заявления об отставке спикера Владимира Рыбака и вице-спикера Игоря Калетника, а также заявления ряда депутатов о выходе из фракции Партии регионов. Виктор Янукович в телеинтервью позднее объяснил, что он сам и спикер Рады Владимир Рыбак подверглись силовому давлению со стороны вооружённых сторонников Майдана, что и его машину, и машину Рыбака обстреляли, кроме того Рыбака избили, однако никаких фактов обстрела или избиения предъявлено не было. Сам Владимир Рыбак охарактеризовал слова Януковича как «абсурд и выдумки».
На заседании Верховной Рады сообщили об «исчезновении» президента Виктора Януковича, его резиденция в Межигорье пуста, усиленная охрана снята, тележурналисты «5-го канала» провели репортаж с территории резиденции. Все желающие ходят «на экскурсию» в Межигорье. Народный депутат Олег Царёв в эфире телеканала «Россия-24» сказал: «У нас ещё есть живой легитимный президент, правда, мы не знаем, где он». Госдепартамент США заявил, что Янукович находится в Харькове, однако на съезде депутатов юго-востока Украины он не появился.
Позднее, в интервью, показанном на телеканале UBR, Виктор Янукович назвал ситуацию в стране госпереворотом, а все новые решения Верховной Рады он объявил незаконными. Между тем министр иностранных дел Польши Радослав Сикорский утверждал, что никакого переворота на Украине нет.
Верховная рада конституционным большинством в 326 голосов приняла отставку Владимира Рыбака и Игоря Калетника. В 12:35 новым главой Верховной Рады Украины был избран Александр Турчинов. «За» проголосовали 288 народных депутатов. В заявлении Верховной Рады сообщается, что она берёт власть в свои руки И. о. министра внутренних дел был избран депутат от «Батькивщины» Арсен Аваков. Также Верховная рада 247 голосами выразила недоверие генеральному прокурору Виктору Пшонке.
Аваков заявил о том, что в состав руководства МВД войдут представители Правого сектора и Самообороны Майдана.
Также парламент назначил Валентина Наливайченко Уполномоченным по контролю за деятельностью Службы безопасности Украины. Наливайченко пригласил к «совместной работе представителей Самообороны Майдана, общественных активистов и СМИ». На следующий день Наливайченко заявил на заседании Верховной Рады, что глава СБУ и его заместители самовольно оставили службу: «В СБУ нет председателя, нет первых заместителей… Управления во всех областях остались без связи и руководства». Наливайченко сообщил, что предприняты меры для того, чтобы никто из них не покинул Украину.
Рада приняла постановление «о предотвращении проявлений сепаратизма», внесённое депутатами Виталием Кличко, Арсением Яценюком и Олегом Тягнибоком.
Около 3 часов дня электронные СМИ распространяли информацию о том, что президент якобы подал в отставку. При этом советник Януковича, Анна Герман опровергла данную информацию.
В 15:59 телеканал РБК-Украина показал запись интервью Януковича, данное им телеканалу «112 Украина», в котором он заявил, что не собирается подавать в отставку и не собирается подписывать решения Верховной рады, которые он считает противозаконными, а происходящее в стране квалифицировал как «вандализм, бандитизм и государственный переворот».
В 17:10 Верховная Рада приняла постановление, в котором заявила, что Янукович «неконституционным образом самоустранился от осуществления конституционных полномочий» и не выполняет свои обязанности, а также назначила досрочные президентские выборы на 25 мая 2014 года.
За постановление проголосовало 328 народных депутатов.
В это время, по словам Януковича, он находился в Донецке, где, в частности, встретился с Ринатом Ахметовым и обсудил с ним ситуацию в стране.
В ночь с 22 на 23 февраля в Крым, с целью ареста Януковича, отправляются новоназначенные глава СБУ Наливайченко, и. о. министра внутренних дел Аваков в сопровождении бойцов спецподразделений «Альфа» и «Сокол».
По мнению правоведа Кристиана Марксена, осуществлённое смещение президента не соответствовало положениям импичмента президенту в Конституции Украины. По мнению политолога Марии Поповой, Рада конституционно установила, что Янукович самоустранился. Правовед Ирина Марчук пишет, что если президент нарушает присягу и подозревается в преступлениях против своего народа, это делает его президентский мандат нелегитимным. Органы государственного управления, в частности руководство армии и полиции, заявили о своей поддержке нового правительства, а новая украинская власть получила международное признание.

#### Освобождение Юлии Тимошенко

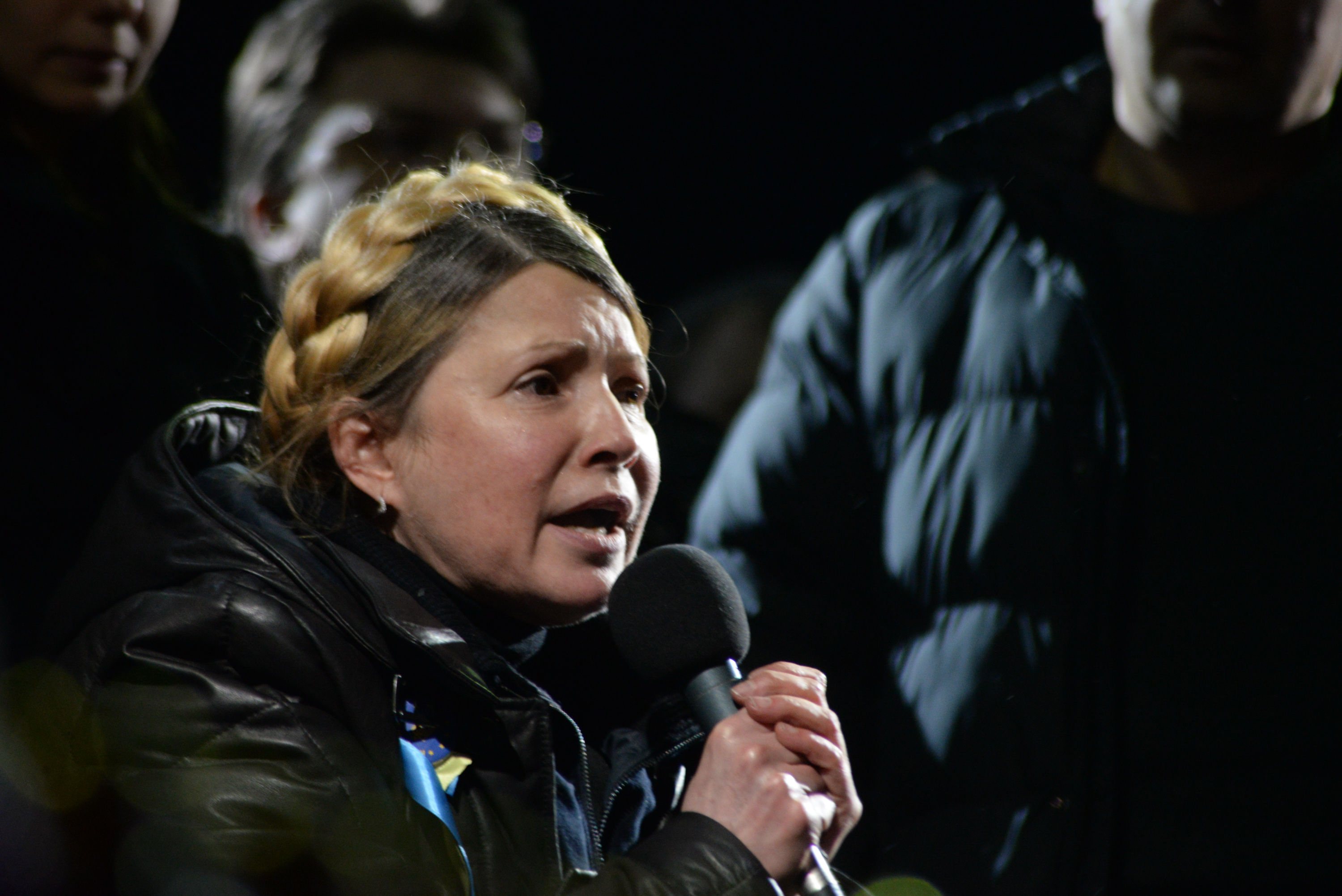
Выступление Юлии Тимошенко на Майдане 22 февраля 2014 года.

Ещё 21 февраля Верховная Рада внесла изменения в законодательство, вступление которых в силу привело бы к освобождению Юлии Тимошенко, однако соответствующий закон не был подписан президентом Януковичем. Поэтому 22 февраля было принято постановление, которое, по мнению нового руководства Верховной Рады, позволяет обойтись без подписи президента. Постановление «Об исполнении международных обязательств Украины, касающихся… Юлии Тимошенко» поддержали 322 депутата. Депутаты встретили объявление итогов голосования аплодисментами и скандированием лозунга «Юле волю».
Вечером 22 февраля Тимошенко была освобождена из больницы в Харькове, где она содержалась под стражей, вылетела в Киев и выступила на Майдане.

#### Съезд в Харькове
В харьковском Дворце спорта состоялся съезд представителей власти и депутатов юго-востока Украины (кроме Одессы и Николаева), под председательством главы Харьковской облгосадминистрации Михаила Добкина. При подготовке съезда его организаторами заявлялось, что ввиду безвластия в стране и её столице Киеве, Харьков готов стать столицей Украины. Съезд прошёл под усиленной вооруженной охраной бойцов спецподразделения «Беркут». По заявлениям организаторов, в съезде приняли участие свыше 3 тыс. человек, в том числе представители России (Алексей Пушков, Михаил Маргелов и губернаторы сопредельных российских областей), однако, отсутствовал президент Янукович, находившийся в Харькове в это же время. На съезде было принято заявление следующего характера:
Мы, органы местного самоуправления всех уровней, Верховный совет Автономной республики Крым, Севастопольская область решили взять на себя ответственность за обеспечение конституционного порядка закона и прав граждан на своей территории
Украинские СМИ распространили информацию о том, что Добкин и Кернес покинули территорию Украины, однако пресс-секретарь Добкина заявила, что он находится на рабочем месте.
Вечером сторонники Евромайдана атаковали Харьковскую областную администрацию

#### Атака на Луганскую ОГА
Стычка с применением оружия произошла в администрации Луганской области. Поводом для конфликта стало оскорбление памяти погибших бойцов Беркута, когда боевики в касках и с палками сбросили поминальные свечи в центре города. Им противостояли активисты «Луганской гвардии». К месту конфликта прибыли вооруженные бойцы Беркута.
Троих пострадавших с огнестрельными ранениями увезла скорая. Телеканал Ирта опубликовал видео, на котором слышны выстрелы. Один из защитников ОГА заявил, что видел автоматы в руках нападающих.
Правый сектор опубликовал заявление, о том, что на территории Луганска от их имени действует группа «братьев Серпокрыловых».
Львовская область
В городе Стрый был демонтирован памятник советскому солдату, который представлял собой скульптуру советского бойца с ребёнком на руках.

### 23—27 февраля
23 февраля обязанности президента Украины были возложены на председателя Верховной Рады Александра Турчинова. В тот же день Рада проголосовала за отмену закона о региональных языках, которая однако позже не была подписана и. о. президента.
24 февраля и. о. министра внутренних дел Арсен Аваков сообщил на своей странице в одной из социальных сетей о возбуждении уголовного дела по факту массовых убийств мирных граждан, в связи с чем Янукович и ряд других должностных лиц объявлены в розыск.
Новая украинская власть получила международное признание, в том числе со стороны Канады, стран Европейского Союза и США. 27 февраля премьер-министром Украины стал Арсений Яценюк, было сформировано временное правительство.

### Последовавшие события
24 февраля был захвачен и подожжён дом, который принадлежит сыну главы КПУ Петра Симоненко. Депутатами фракций КПУ и Партии регионов отмечается, что практически все новые законы и постановленя принимаются без обсуждения или даже чтения. Такое же мнение высказывает глава администрации Харьковской области Михаил Добкин.
24 февраля отца и сына Павличенко, а также «васильковских террористов» освободили из-под стражи.
Вселенский Патриарх Варфоломей І лично возглавил проведение отдельной мемориальной службы по погибшим во время трагический событий на Майдане.
В Европарламенте минутой молчания почтили память погибших в борьбе за демократию на Украине, названных «Небесной Сотней» Майдана. Во многих странах мира почтили память погибших за свободу.
Верховная Рада предложила следующему президенту присвоить звание Герой Украины «Небесной Сотне».
Бойцы Самообороны, Правого Сектора и активисты Автомайдана нашли хранилище ценных книг в резиденции Межигорье, в том числе Львовский «Апостол» Ивана Федорова. Это первая украинская книга, с которой началось отечественное книгопечатание. До настоящего момента сохранилось около 90 экземпляров издания. Среди памятников украинского книгопечатания в Межигорье лежат «Минео общая» И. Гизеля 1680 года, «Апостол» Г. Слезки 1654 года, Евангелие 1704 года, и другие бесценные сокровища украинской письменности. Все с соответствующими научными выводами об оригинальности. Эти книги должны были находиться в хранилищах государственных музеев.
По заявлению народного депутата Москаля, группы вооруженных людей из Самообороны занимаются разбоем в регионах. Нардеп заявил, что требует от руководителя Майдана Андрея Парубия взять ситуацию под контроль.
Активисты проникли в особняк бывшего экс-генпрокурора Пшонки и рассказали об увиденных там предметах роскоши. Позже особняк пострадал от мародерства.
24 февраля в Запорожье активисты Майдана выгнали губернатора области из зала совещаний, требуя его отставки. Он подал на майдановцев заявление в прокуратуру.
25 февраля председатель Днепропетровского облсовета Евгений Удод отозвал заявление об отставке, «поскольку оно было написано под физическим и моральным давлением, которое длилось более трёх часов в течение заседания президиума Днепропетровской областной рады 24 февраля», «с целью избежания рисков разрушения здания, в котором находится аппарат Днепропетровского областного совета, избиения людей и при условии, что никто не пострадает, я написал заявление об отставке», — цитирует пресс-служба.
25 февраля львовский «Беркут» заставили покаяться на коленях перед жителями Львова за то, что защищал преступный режим Януковича. Ранее майдановцы заявляли, что львовский «Беркут» отказался участвовать в событиях в Киеве и быстро перешёл «на сторону народа».
25 февраля активист Правого сектора Сашко Билый пришёл на заседания президиума Ровненской обладминистрации с автоматом Калашникова и потребовал провести полную люстрацию власти в области. В тот же день была обстреляна машина туриста из Белоруссии, ехавшего с женой и ребёнком в Карпаты. Водитель отказался показывать салон, и тронулся с места, якобы сбив проверяющих «народной самообороны», тогда по машние открыли огонь. С огнестрельным ранением и открытым преломом водителя госпитализировали.
26 февраля в городе Ирпень Киевской области майдановцы угрозами жестокой расправы принудили голосовать местную власть. Депутат пожаловалась, что им угрожали: «Если вы руку не поднимаете, мы вам отрежем руку, мы будем у вас дома, мы расправимся с вашими семьями, с вашим имуществом». В тот же день в поселковый совет Софиевской Борщаговки ворвались люди, представившиеся «Правым сектором», и устроили погром, требуя от головы совета немедленной отставки. Работниками совета высказывались предположения о возможной инсценировке конкурентами. При этом удалось выяснить, что нападавшие действительно базируются в КГГА.
26 февраля в Ровно базу расформированного «Беркута» решили передать для использования «Правому сектору» и другим организациям, которые «занимаются охраной правопорядка».
27 февраля в Херсоне глава областного совета Пелых официально заявил, что он отказывается от полномочий под давлением группы людей. На следующий день и. о. городского головы Херсона Зоя Бережная (Партия регионов) заявила о своей отставке. Отставка была принята советом, исполнение обязанностей городского головы возложено на Владимира Миколаенко (Батькивщина).
9 марта в КГГА происходит перестрелка между майдановцами, по информации МВД было двое пострадавших. По сообщению присутствовавшего там врача была атакована химическая лаборатория, в которой делали гранаты.

## Последствия
Если в столице, в северных, центральных и западных регионах Украины новые киевские власти, заявившие о возобновлении движения в сторону евроинтеграции, пользовались поддержкой населения и быстро упрочили своё положение, то на юго-востоке вслед за сменой центральной украинской власти начались протесты оппонентов Евромайдана. В условиях вакуума власти, произошла аннексия Крыма Россией, а в Донецкой и Луганской областях политическое противостояние переросло в вооружённое, что стало отправной точкой российско-украинской войны.